# Notre-Dame Antigny (Vienne)
Die Kirche Notre-Dame in Antigny, einer französischen Gemeinde im Département Vienne in der Region Nouvelle-Aquitaine, wurde in der Zeit der Romanik errichtet.

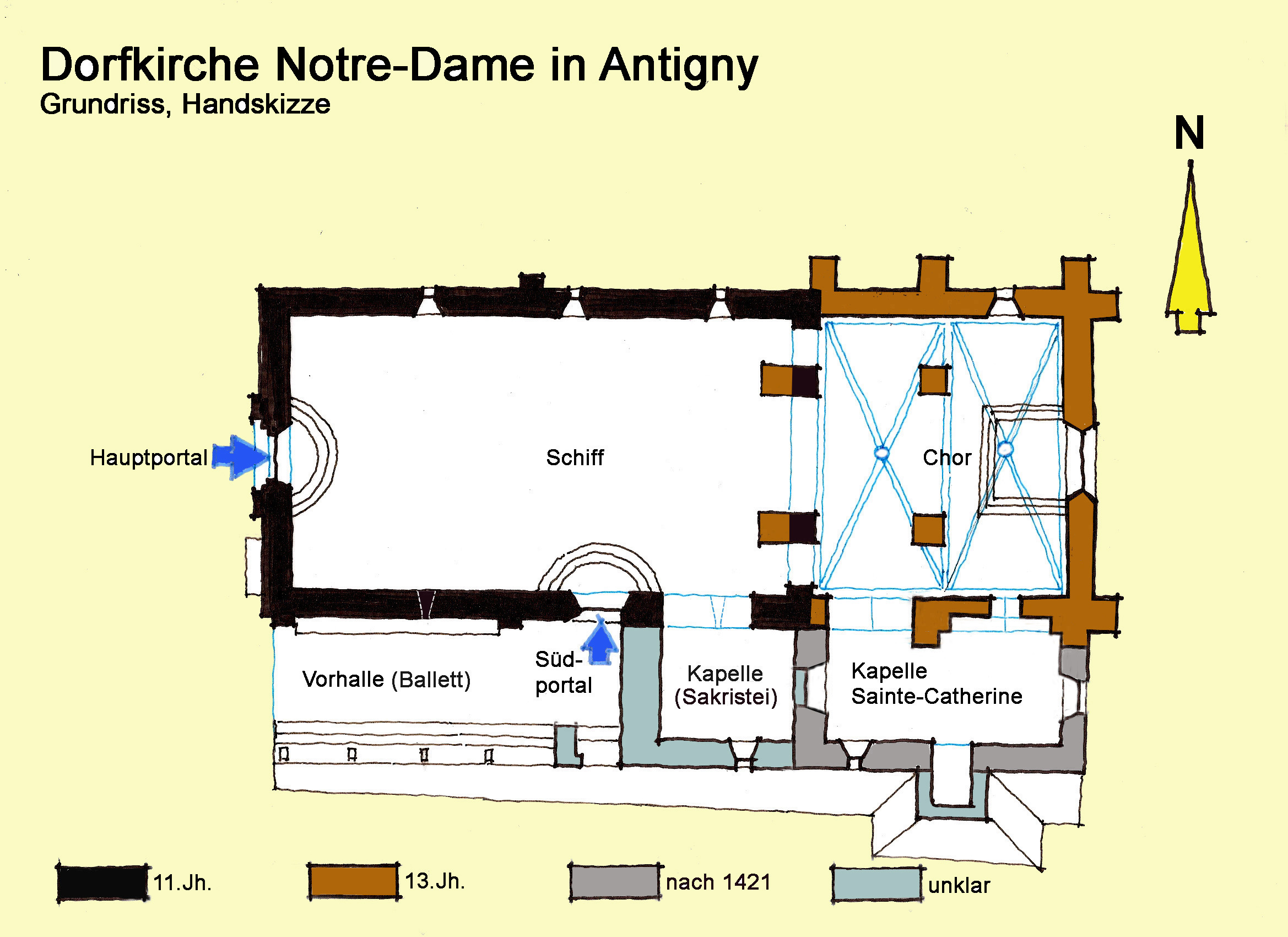
Notre-Dame Antigny, Grundriss

## Äußere Erscheinung

### Umgebung
Die Kirche wird allseitig von Ortsstraßen umgeben, die nur vor der Westfassade (getrennt durch einen halbrunden Vorplatz) und auf der Nordseite (getrennt durch eine Rasenfläche) etwas Abstand halten. Das Niveau des angrenzenden Geländes setzt vor der Fassade etwa in Höhe der Portalschwelle an und fällt dann auf beiden Längsseiten der Kirche um etwa zwei Meter bis zu ihrer Ostseite ab. Gegenüber der Fassade befindet sich der Dorfplatz: eine von Laubbäumen umgebene rechteckige Rasenfläche. Er steht seit 1884 unter Denkmalschutz. Der Platz ist Teil der ehemaligen Nekropole. An seinem östlichen Ende, nahe der Kirche, befindet sich die Totenlaterne.

### Abmessungen
Über die Abmessungen der Kirche geben die Quellen keine Auskunft, auch die Vorlage zur Grundrisszeichnung weist keinen Maßstab auf, nach dem man die Abmessungen hätte abgreifen können.

### Fassade

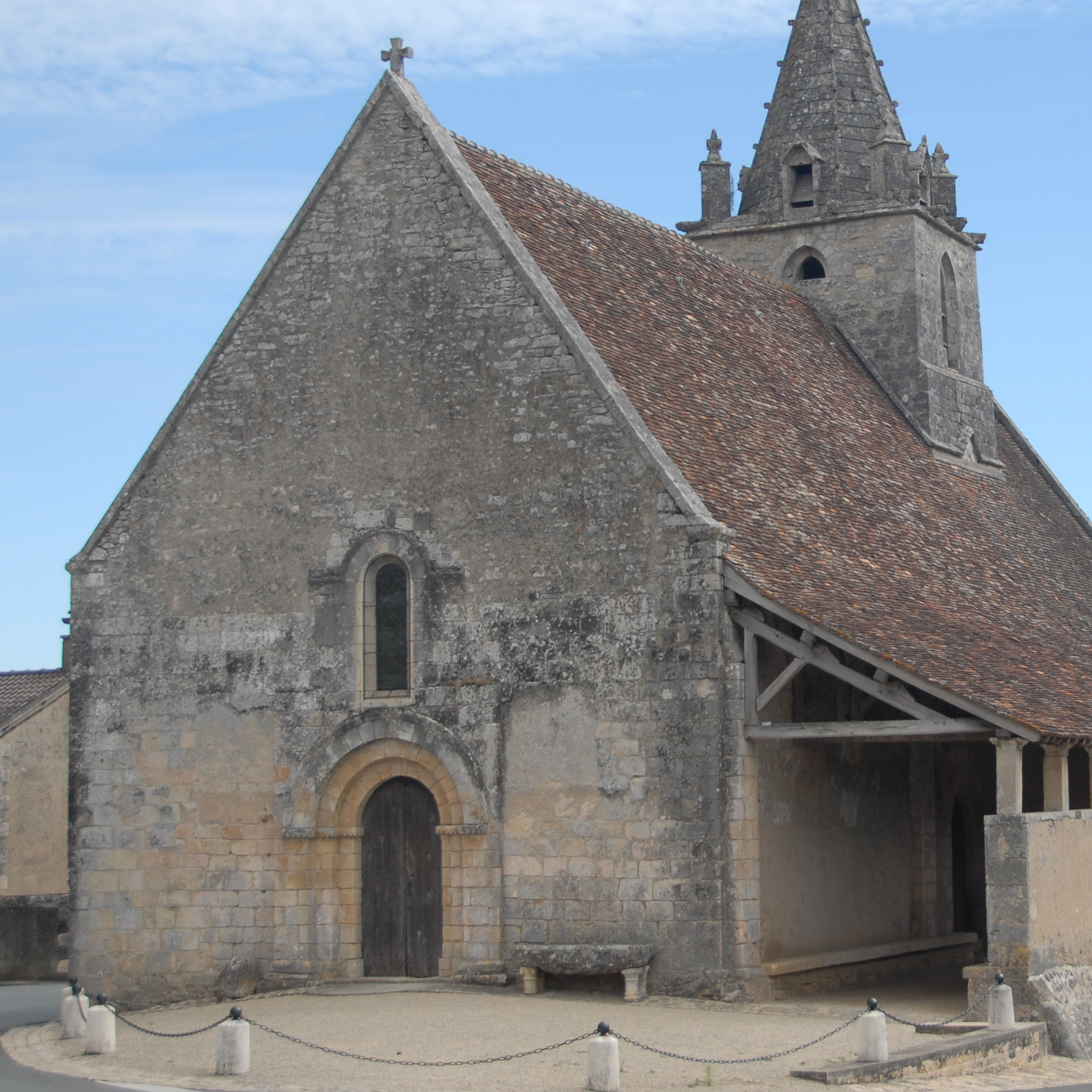
Kirche Notre-Dame

Die Frontfassade lässt sich in ein Rechteck und ein darüber stehendes, hochragendes Giebeldreieck mit etwa 60 Grad Neigung, aufteilen, dabei entspricht die Höhe des Rechtecks in etwa jener des Giebeldreiecks. Die Giebelwand überragt die dahinter befindlichen Dachflächen nur geringfügig, die Ortgänge werden von leicht auskragenden Steinplatten abgedeckt. Die Abdeckungen enden an den Traufen auf kurzen waagerechten Gesimsstücken mit abgeschrägter Unterkante. Den Aufriss der Fassade der ursprünglichen romanischen Kirche muss man sich allerdings etwas anders vorstellen. Wegen der damals wesentlich geringeren Neigung des Satteldachs, war auch die Neigung der Ortgänge entsprechend geringer und ihre Firsthöhe deutlich niedriger.
Das rundbogige dreistufige Archivoltenhauptportal wird aus den schlichten, untereinander abgestuften Keilsteinen der Bögen und einfachen, ebenso abgestuften seitlichen Laibungsrücksprüngen gebildet. Die Bögen stehen jeweils auf schlichten Kämpferplatten. Der äußere Bogen wird von einem einfachen Kragprofil überfangen und steht auf etwas breiteren Wandpfeilern, die von der Fassadenwand hervorspringen. Oberhalb des Portals und oberflächenbündig mit den Wandpfeilern springt der ganze Wandabschnitt zwischen den äußeren Kanten der Pfeiler hervor und überragt den äußeren Bogen geringfügig. Unmittelbar über den äußeren Bogensteinen ist ein schlankes Rundbogenfenster ausgespart, das von einem glatten Keilsteinbogen und einfachen kantigen Laibungen eingefasst wird. Sein Bogen wird von einem schmalen Kragprofil überdeckt, das an seinen Enden ein in die Waagerechte übergeht. Auf dem Giebelfirst steht ein steinernes Tatzenkreuz.
Auf der rechten Seite des Hauptportals befindet sich eine steinerne Sitzbank, die „Stein der Toten“ genannt wurde, weil man auf ihr bei Bestattungen den Sarg des Verstorbenen abstellte, bevor er zur Grabstätte getragen wurde. Der knapp zwei Meter lange Monolith ist unterseitig leicht ausgerundet. Er liegt auf vier kurzen, wiederverwendeten eleganten gotischen Säulchen. Auf der linken Portalseite ist ein massiver Steinblock platziert. Er hat die Form eines Pyramidenstumpfes mit quadratischer Grundfläche, dessen Seiten vertikal leicht ausgerundet sind. Die Oberseite wird von einer quadratischen Aussparung eingenommen. Den Quellen zufolge könnte der Stein als Sockel für ein monumentales Kreuz gedient haben.

### Hauptdach und Glockenturm

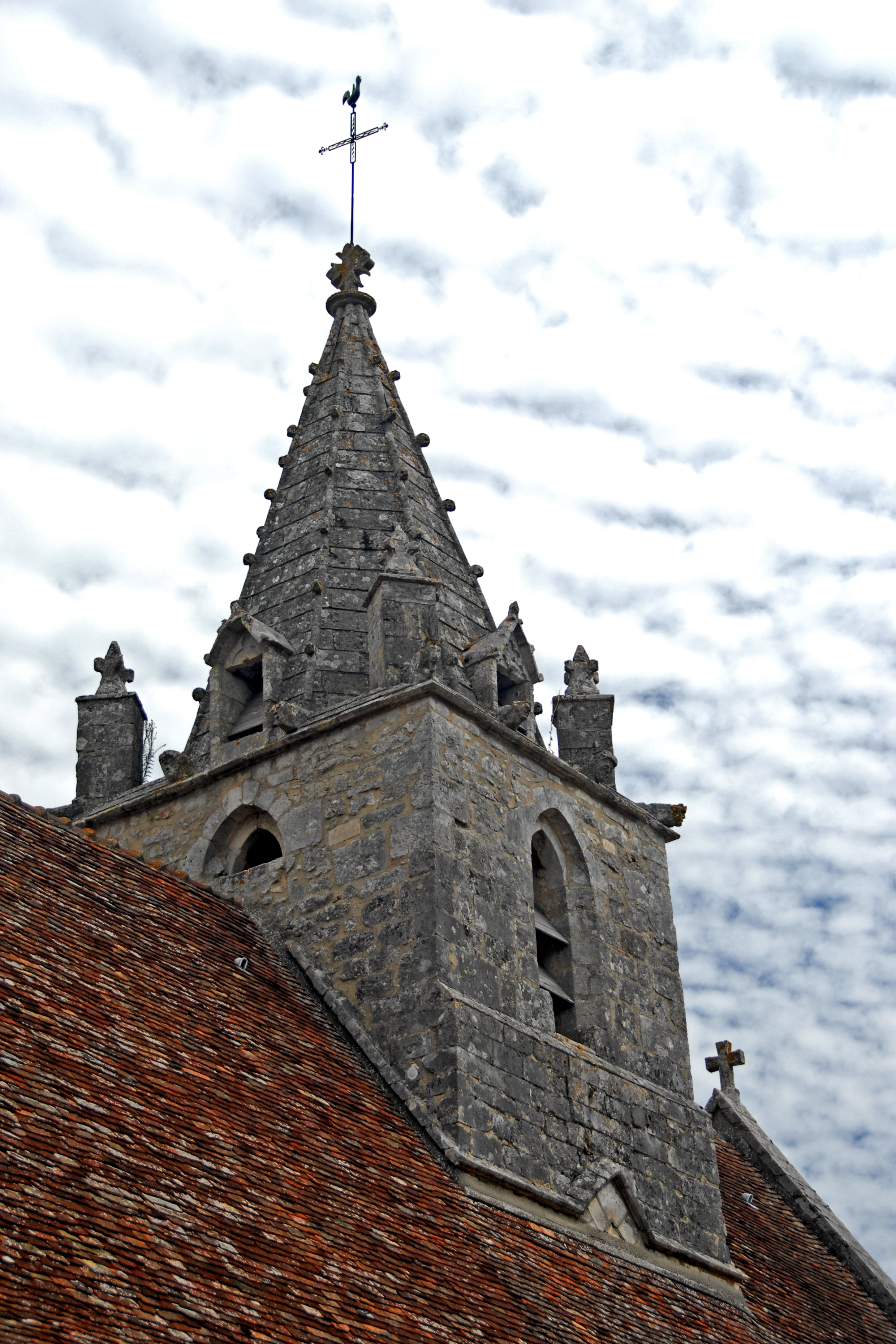
Glockenturm von Südwest

Hinter der Fassade schließt das mit etwa 60 Grad steil geneigte Satteldach an. Es verfügt über einen rechteckigen Grundriss und überdeckt Schiff und Chor der Kirche. Es ist mit roten schindelförmigen Dachziegeln gedeckt, die im Tal der Gartempe schon seit langem weit verbreitet waren. Auf der Nordseite kragt die Traufe großzügig aus und lässt das Regenwasser frei abtropfen.
Über dem ersten Chorjoch ragt ein Glockenturm mit annähernd quadratischem Grundriss, der gotische Stilelemente aufweist. An dessen Nord- und Südseite befindet sich eine spitzbogige Klangarkade mit Klanglamellen. Ihre senkrechten äußeren Laibungen sind um 45 Grad abgeschrägt und in der Bogenrundung einfach abgestuft. Die Bank der Klangarkade steht auf einem Wandvorsprung, der die ganze Turmbreite einnimmt und oberseitig abgeschrägt ist. Am unteren Ende des Vorsprungs ragt die Spitze eines Bogens mit seinen glatten Bogensteinen aus der Dachfläche heraus. Sie wird von einem ausladenden Kragprofil überfangen, das dann knapp über der Dacheindeckung waagerecht bis zur Ecke und von dort steil aufwärts bis zum Dachfirst geführt wird. Die Bögen unterhalb der Dachfläche übertragen die Turmlast auf die vier Pfeiler im Innern des Chors.
Auf den west- und südlichen Turmseiten sind wegen des dort endenden Satteldachfirstes nur noch ganz kleine Schallluken angebracht. Die Anordnung und die Bögen entsprechen allerdings grundsätzlich jener der großen Luken. Die Turmwände werden oberseitig mit einem weit ausladenden Traufgesims abgeschlossen.

Koptisches Kreuz

Auf dem Turm erhebt sich ein steinerner Helm in Form einer steilwandigen achtkantigen Pyramide, von denen vier ihrer Wände auf den vier Turmwänden stehen. Die übrigen vier Helmwände grenzen vier dreieckige Teile der Turmoberseiten ab, die mit flach geneigten Dächern aus Steinplatten abgedeckt sind, welche bis auf das Traufgesims hinunterreichen. Die Helmwände sind ebenfalls mit solchen Steinplatten abgedeckt. Seine Grate sind mit gotischen Krabben geschmückt. Die Spitze des Turmhelms krönt ein modifiziertes Tatzenkreuz, das einem Koptischen Kreuz ähnelt (siehe Abbildung) und auf einer kreisrunden Scheibe steht. Auf jeder der vier Turmseiten ist in der Helmwand eine steinerne Dachgaube mit einer rechteckigen Schallluke und einem Satteldach angebracht. Das Giebelfeld der Gaube ist mit Ornamenten geschmückt, die an gotisches Maßwerk erinnern. Die Ortgänge der Gaube tragen gotische Krabben. Über den Turmecken ragen kleine quadratische Pfeiler hervor, die diagonal ausgerichtet sind und die eine Art Kreuzblume tragen. Auf den Turmecken und seitlich der Gauben sind über dem Traufgesims steinerne Wasserspeier in Form von maskierten Skulpturen angebracht. Durch ihre Münder wird das Regenwasser, das den Helm hinunterläuft, ausgespien.

### Südliche Anbauten

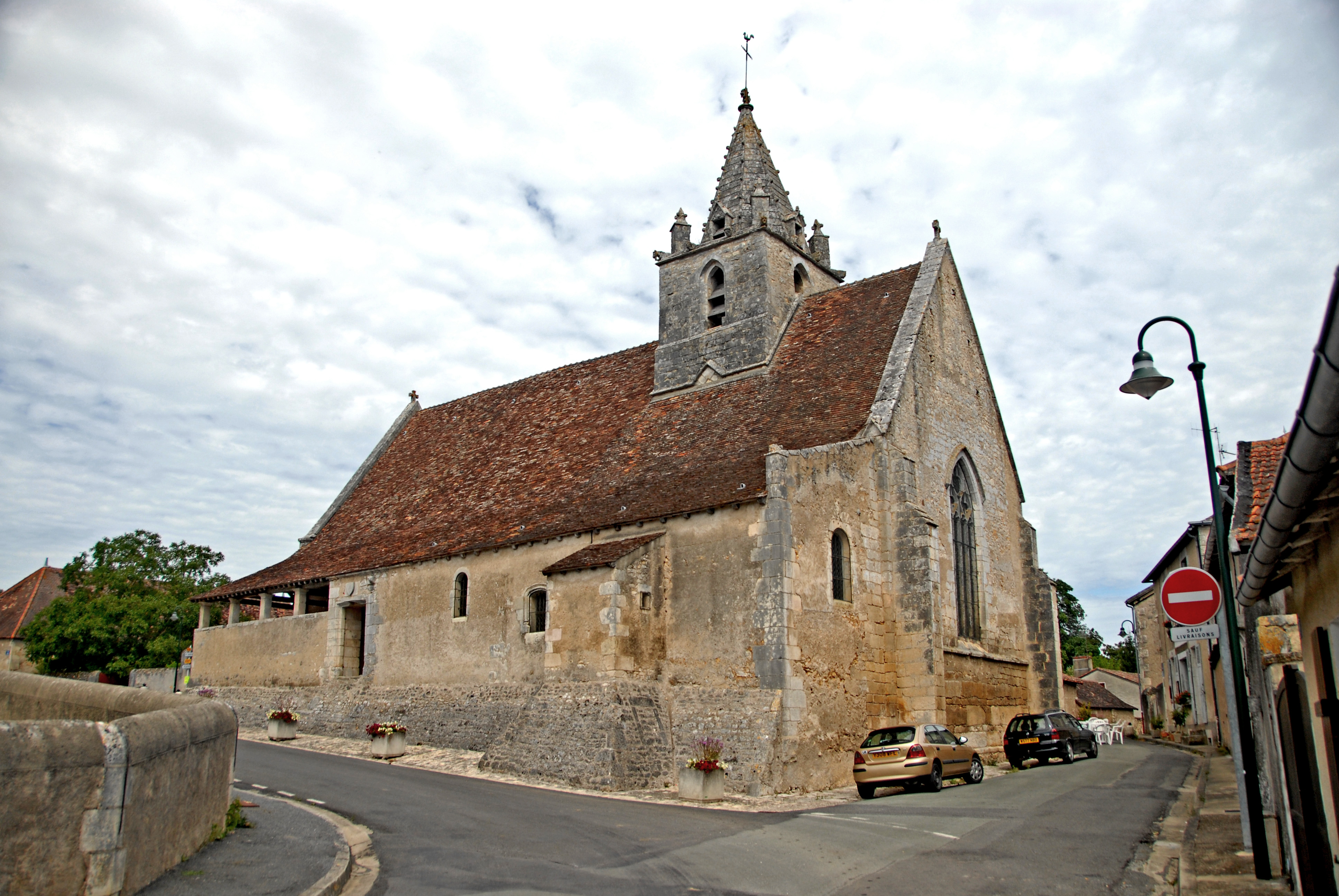
Ansicht von Südosten

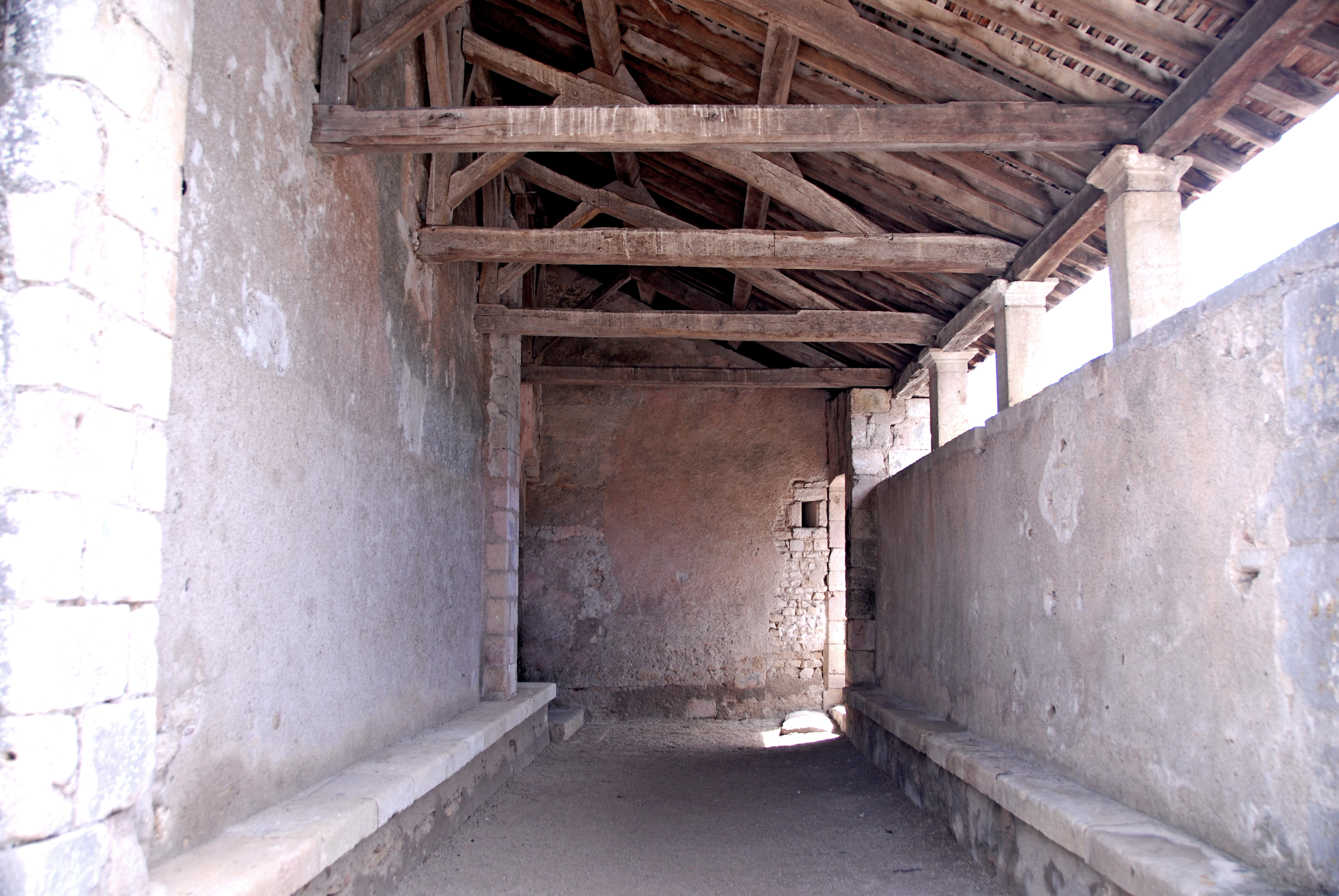
Narthex von Westen

Die Südseite ist in ihrer gesamten Länge von Anbauten mit abgeschleppter Überdachung flankiert. Das Dach weist hier eine geringere Neigung von nur noch etwa 30 Grad auf. An deren Traufe tropft das Regenwasser ohne Rinne frei ab. Der westliche Teil der Anbauten wird von einer offenen Narthex, die auch Vorhalle oder „Ballett“ genannt wird, eingenommen. Sie macht etwa zwei Drittel der Schifflänge aus. Ein direkter Zugang führt in das Schiff. Der Raum der Narthex ist bis unter die Überdachung geöffnet. Das Schleppdach wird von fünf dreieckigen Holzbindern, die einerseits im Mauerwerk der Südwand des Schiffs und andererseits auf einer Fußpfette aufliegen, getragen. Letztere liegt auf vier steinernen, schlanken, etwa einen Meter hohen Stützen mit rechteckigem Querschnitt auf, deren Köpfe mit Kämpferplatten verbreitert sind. Die Pfeiler stehen auf einer hohen gemauerten Brüstungswand. Am Ostende der Vorhalle, gegenüber dem Südportal, reicht die Wand bis unter die Fußpfette. In ihr ist eine türgroße Öffnung ausgespart, die mit einem schlanken Stichbogen überdeckt ist und deren Laibungskanten mit schlichten Profilen verziert sind. Die Tür kann man aber als solche nicht mehr benutzen, weil ihre Schwelle fast zwei Meter über dem äußeren Niveau liegt. Vermutlich hat sich die Höhenlage des anschließenden Geländes in der Vergangenheit verändert. Eiserne Angeln deuten darauf hin, dass die Öffnung mit einem Türblatt verschlossen werden konnte. Auf der Außenseite des Türsturzes ist ein steinernes, schlichtes Wappenschild angebracht. Auf beiden inneren Längsseiten der Vorhalle sind steinerne Sitzbänke installiert.
In Fortsetzung des Narthex – unter demselben Schleppdach – schließen zwei Kapellen an. Die östliche Kapelle, die „Sainte-Catherine“, ist geringfügig kürzer, als der Chor lang ist. Die zweite Kapelle ist lediglich halb so lang. Ihre Südwände gehen zwar oberflächenbündig ineinander über, wurden aber zu unterschiedlicher Zeit erbaut. Darauf deuten die benachbarten beiden Fenster in verschiedener Form, Größe und Höhenlage hin. Das größere Fenster der Katharinenkapelle weist einen Stichbogen auf und wird von dreifachen Rundstäben eingefasst. Das kleinere Fenster der kleinen Kapelle ist schlanker, besitzt rechtwinklige Laibungskanten, wird von einem Rundbogen überdeckt und ist deutlich höher angesetzt. Über die Bedeutung des kleinen Anbaus an der Südwand der Kapelle Sainte-Catherine geben die Quellen keine Auskunft. Es wird von einem flach geneigten Pultdach überdeckt welches kurz unter der Traufe an die Kapelle anschließt. In der östlichen Seitenwand gibt es ein winziges fast quadratisches Fensterchen.
Auf der gesamten Länge der Südwand der Kirche ist offensichtlich nachträglich an der Basis eine steil abgeböschte Verstärkung aus grauen bis anthrazitfarbenen Basaltsteinen vorgemauert worden. Die waagerechte Oberkante der Vormauerung liegt etwa auf Höhe der Sitzbänke des Narthex und ihre Unterkante folgt dem gleichmäßigen Gefälle der Straße. Bei gleicher Böschungsneigung wird der Böschungsfuß vom West- bis zum Ostende immer breiter, ebenso wie die Böschungshöhe, die mit gut einem Meter beginnt und etwas über zwei Meter endet. Der erwähnte kleine Anbau wird von einer Art halben Pyramidenstumpf unterfangen. Zusammen mit der nicht mehr benutzbaren Tür im Narthex, deutet diese Verstärkung darauf hin, dass das Gelände einmal höher an die Südwand anschloss. Vermutlich wurde es beim Bau der Straße entlang der Südseite der Kirche abgetragen, was die Böschungsmauer notwendig machte.

### Ostwand
Die östliche Giebelwand des Chors, in Breite des Schiffs, besitzt einen der Fassade vergleichbaren Umriss, jedoch ist der untere rechteckige Bereich um etwa zwei Meter höher. Die bis auf die tiefere Straßenhöhe hinabreichende Chorwand lässt erkennen, dass die Straße schon immer auf dieser Höhe anschloss. Die Abdeckung und Neigung der Ortgänge entspricht jener der Fassade. Die ursprünglich am oberen Ende freien Kopfseiten der Giebelwand werden von je einem kleinen Satteldach übergedeckt. Die kräftigen Strebepfeiler an den Giebelseiten reichen bis knapp unter die Traufen des Chors und sind etwa zwei Meter darunter auf die doppelte Tiefe abgestuft. Ihre Oberseiten sind um 45 Grad abgeschrägt und mit flachen Ziegeln abgedeckt. Zentral in der Giebelwand ist ein erstaunlich großes spitzbogiges Fenster ausgespart, dessen Gewände schlicht profiliert sind. Der Spitzbogen wird von einem Kragprofil überfangen. Die Fensterbank liegt in gut drei Metern Höhe über dem Boden und der Bogenscheitel ein gutes Stück über der Traufhöhe. Das Fenster ist mit gotischem Maßwerk im Flamboyant-Stil geschmückt. Direkt unter der Fensterbank wird die Wand zwischen den einzelnen Strebepfeilern etwas dicker und der Vorsprung ist mit abgeschrägten und auskragenden Platten abgedeckt.
In der Verlängerung der Giebelwand des Chors steht die Giebelwand der Kapelle Sainte-Catherine. Die Neigung des Pultdachortgangs ist deutlich flacher als die anschließende Dacheindeckung. Dadurch endet der Ortgang ein gutes Stück über der Traufe der südlichen Außenwand.

### Nordwand

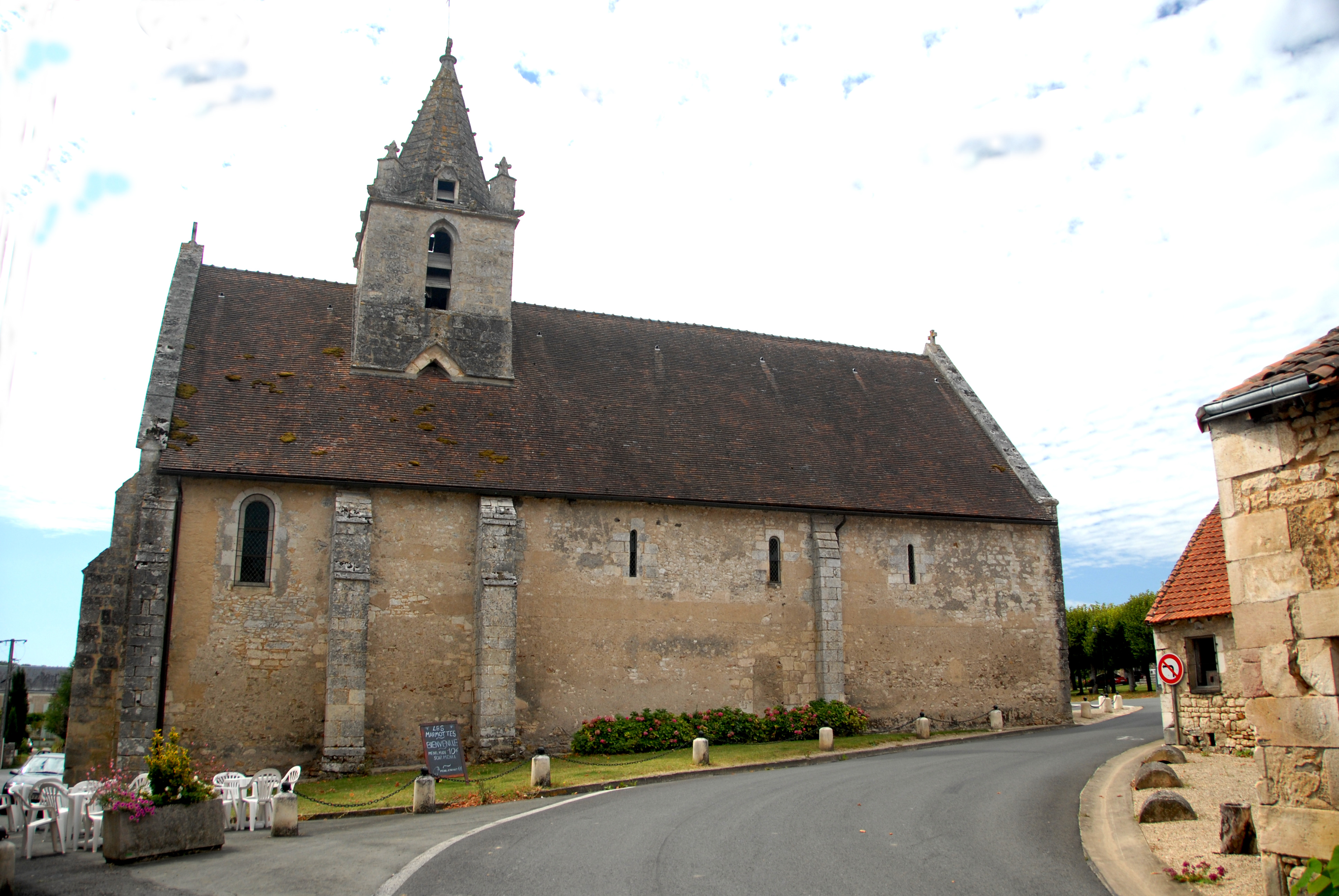
Ansicht von Norden

Das von Westen nach Osten fallende Terrain schloss wohl auch an der Nordwand stets in derselben Höhenlage, wie es heute zu sehen ist, an. Die Wandhöhe nimmt entsprechen dem Gefälle zu. Genau wie das heutige Schiff, reichte die erste romanische Kirche von der Fassade bis zum zweiten Strebepfeiler. Im oberen Drittel der Wand sind drei schlitzartige Fenster ausgespart, die an Schießscharten erinnern, wobei das mittlere ein wenig breiter, als die beiden äußeren ist. Als halbkreisförmigen Überdeckungen der Fenster dienen monolithische Steine, bei denen die kleinen Bögen vom Steinmetz ausgestemmt worden sind. Die ganze Wand verfügt, nicht ganz mittig, über einen einzigen Strebepfeiler, der schlanker und weniger ausladend wie die übrigen ist, was bestätigt, dass das Schiff niemals steinern eingewölbt war. Der Pfeiler reicht ebenfalls bis unter die Traufe. Leicht versetzt, unter dem mittleren Fenster, erkennt man die Ausmauerung einer ehemaligen rundbogigen Türöffnung. Die Wand des später angefügten zweijochigen Chors wird von drei massiveren Strebepfeilern ausgesteift, die denen an der Ostwand des Chors gleichen und ebenso bis unter die Traufe reichen. Die Jochbreiten sind geringfügig unterschiedlich. Im östlichen Joch befindet sich ein schlankes rundbogiges Fenster mittlerer Größe, dessen Scheitel knapp unter der Traufe reicht und dessen Laibungskanten rechtwinklig ausgebildet sind. Wenn man dieses Fenster mit dem großen Fenster im Ostgiebel des Chors vergleicht, gelangt man zur Annahme, dass dort ein ursprünglich kleineres rundbogiges Fenster zu einem großen spitzbogigen Fenster erweitert wurde.

## Inneres

### Kirchenschiff

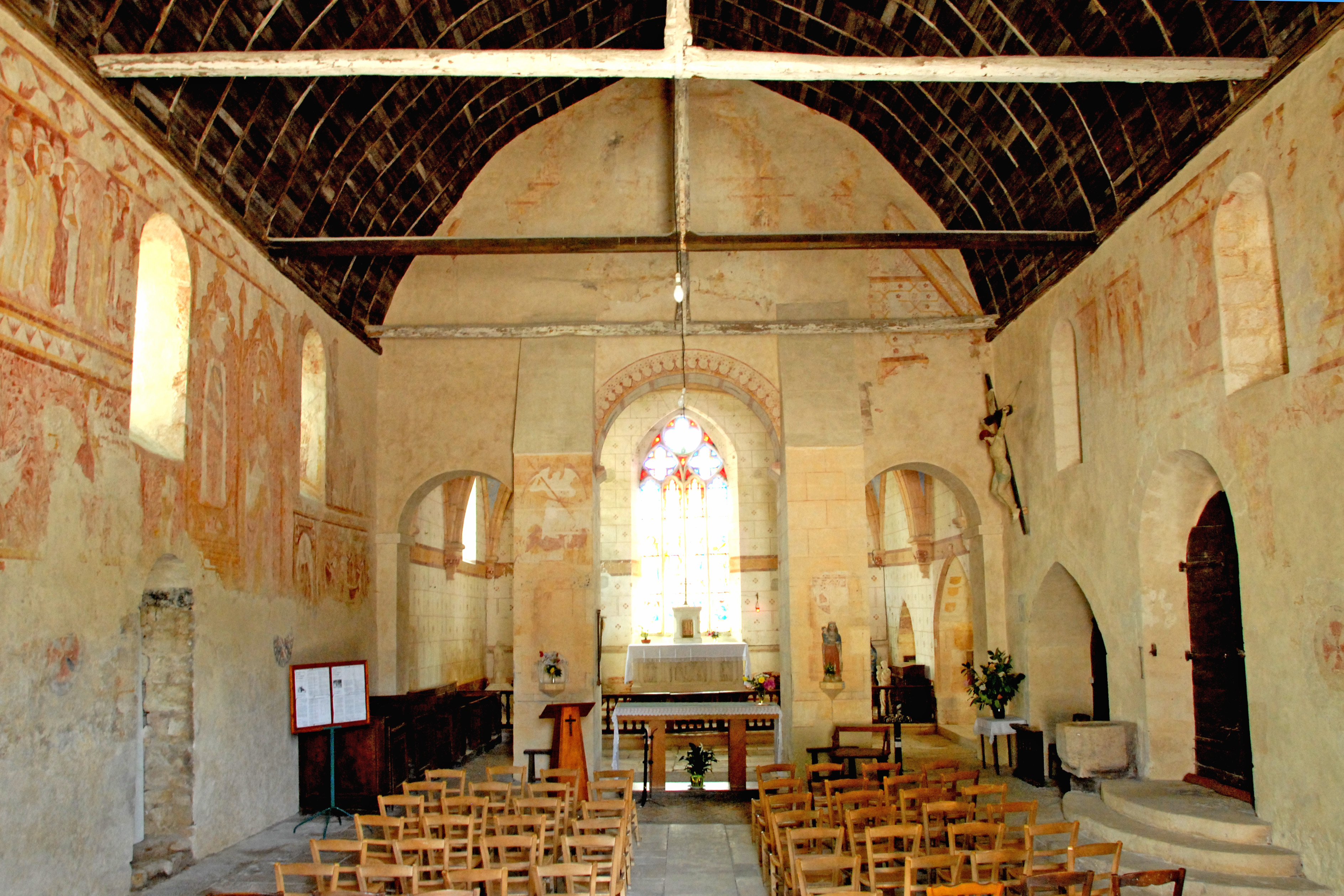
Schiff mit Chorwand

Der Grundriss des rechteckigen Schiffes deckt sich mit der ersten romanischen Kirche aus dem 11. Jahrhundert. Die ursprüngliche Kirche reichte vermutlich bis unter die Balkenlagen des damals flach geneigten Satteldachs, welches von Dreiecksbindern getragen wurde. Möglicherweise war die alte Kirche aber von einer flachen Balkendecke mit oberer Holzschalung überdeckt. Die Trennwand zwischen Schiff und Chor der heutigen Kirche war ursprünglich die östliche Außenwand der romanischen Kirche, welche vielleicht mit einer halbrunden Chorapsis abschloss.
Der Besucher betritt das Schiff entweder durch das Hauptportal in der Fassadenwand oder durch das etwas kleinere Südportal aus dem offenen Narthex. Beide Eingänge sind rundbogig überdeckt und von abgeschrägten Gewänden umgeben. Über drei neu eingebauten Treppenstufen gelangt man hinunter auf das Bodenniveau des Schiffs. Der Boden wird von einem hölzernen, leicht angespitzten Gewölbe, das unterseitig mit dunkel gefärbten Holzbrettern bekleidet ist, überdeckt. Am Gewölbeansatz sind gesimsartige waagerecht verlaufende Holzbalken angebracht, die gegenüber den Wandoberflächen leicht auskragen. Unmittelbar auf ihnen liegen insgesamt vier quer zum Schiff gespannte hölzerne Zugbänder mit rundem Querschnitt, die in der Mitte mit Holzstützen scheinbar am Gewölbescheitel aufgehängt sind. Die Zugbänder sind Bestandteile der Baustatik, die eine Konstruktion mit Dreiecksbindern im Dachstuhls vorsieht. Diese nehmen den waagerechten Schubfluss und das Gewicht des Holzgewölbes auf und leiten die Kräfte vertikal auf die Längswände ab. Auf diese Weise kommt das Schiff weitgehend ohne äußere Strebepfeiler aus.
In den beiden Längswänden sind je drei schlitzartige rundbogige Fenster, die aus dem romanischen Ursprungsbauwerk stammen sollen, ausgespart. Ihre Gewände und Fensterbänke sind stark aufgeweitet und ihre Scheiteln reichen knapp unter die Gewölbeansätze. Die drei Fenster der Südseite spenden heute kaum noch Tageslicht, da zwei von ihnen vom späteren Anbau des offenen Narthex und das dritte von der kleinen Kapelle abgeschattet sind. Zwischen dem Südportal und der Wand zum Chor ist eine große spitzbogige Öffnung, die in die kleine Kapelle führte, ausgespart. Auf der gegenüber stehenden Nordwand existierte früher, etwas versetzt unter dem mittleren Fenster, eine weitere Tür mit rundbogiger Überdeckung. Von ihr besteht heute nur noch eine Nische, da sie außenseitig oberflächenbündig zugemauert wurde.
Die Trennwand zum Chor, die ehemalige Außenwand der Kirche, erhielt bei dessen Anbau im 13. Jahrhundert drei rundbogige Arkadenöffnungen. Die große mittlere wird Triumphbogen genannt und ist von deutlich schmaleren und niedrigeren Durchlässen flankiert. Ihre Bogenansätze sind mit schlicht profilierten Kämpfern markiert. Die beiden unverhältnismäßig wuchtigen Strebepfeiler, die auf der Schiffsseite gegen die die Arkaden trennenden Pfeiler gemauert sind, wurden wahrscheinlich erst nachträglich angefügt, als man beim Bau des schweren Glockenturms feststellen musste, dass die Pfeiler nicht ausreichend tragfähig waren. Man erkennt dies an den Kämpfern der Arkadenöffnungen, deren Länge der Wanddicke (ohne Berücksichtigung der Strebepfeiler) entspricht. Die Strebepfeiler deren Oberseiten steil abgeschrägt sind, überragen die Gewölbeansätze um ein kurzes Stück.
In der Mitte der Westwand des Schiffs ist ein rundbogiges Hauptportal ausgespart und knapp darüber befindet sich das kleine rundbogige Fenster, dessen Aufweitung an den Innenkanten fast die Größe des Portals erreicht.
Die überwiegend im 14. Jahrhundert entstandenen Fresken des Schiffs waren ursprünglich an allen Wände des Schiffs flächendeckend. Sie sind zu einem großen Teilen gut restauriert erhalten. Auf der Südwand allerdings sind nur noch Reste unterhalb der Fensterbänke zu erkennen. Auf der Nordwand reichen die Putzmalereien jedoch noch ein gutes Stück tiefer hinunter. Die Wand zum Chor zeigt außer einer recht gut erhaltenen Abbildung des Erzengel Michaels auf dem linken Strebepfeiler nur noch wenige Ansätze. Die Ikonographie der Fresken im Schiff wird weiter unten besprochen.

### Chor

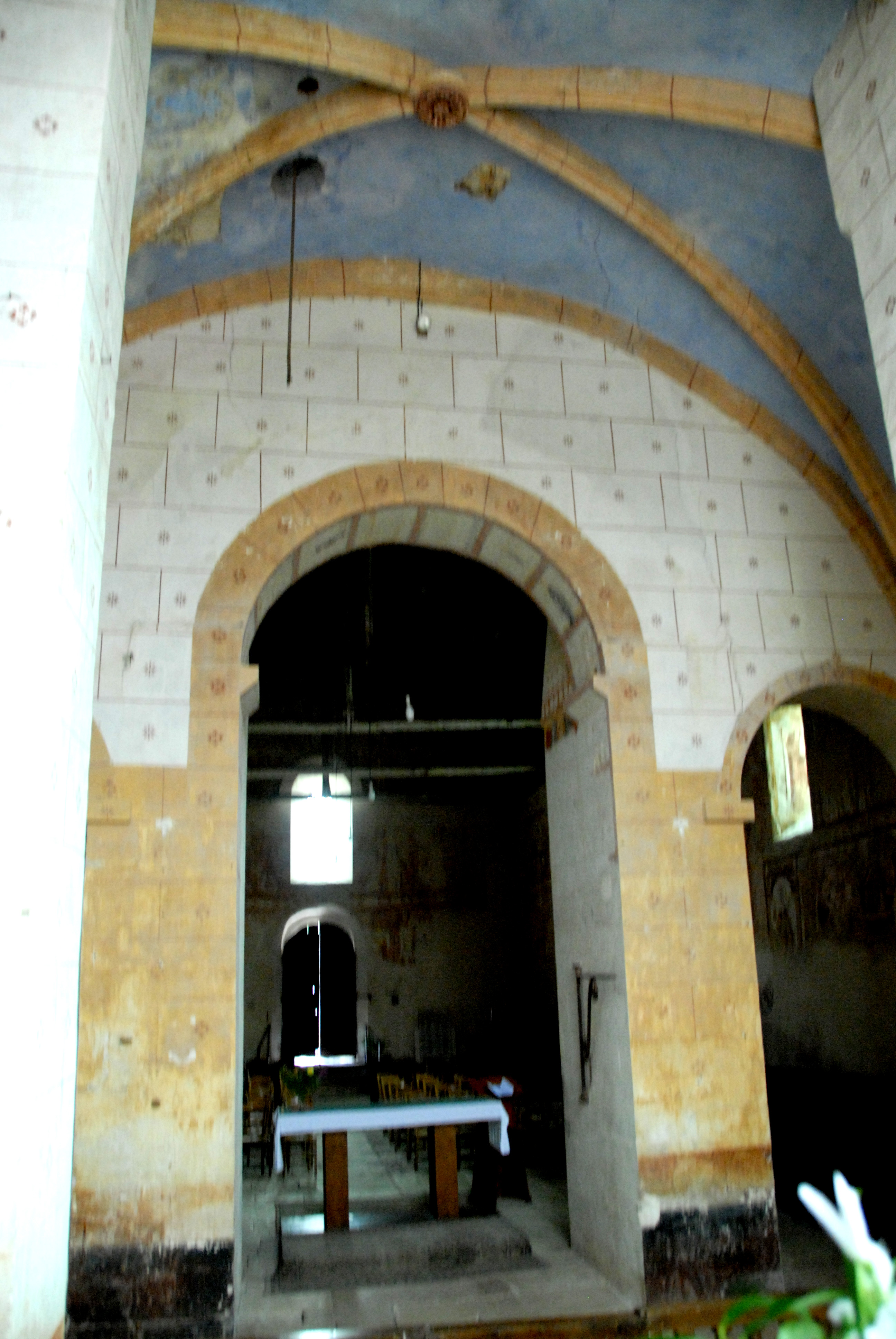
Wand zum Schiff
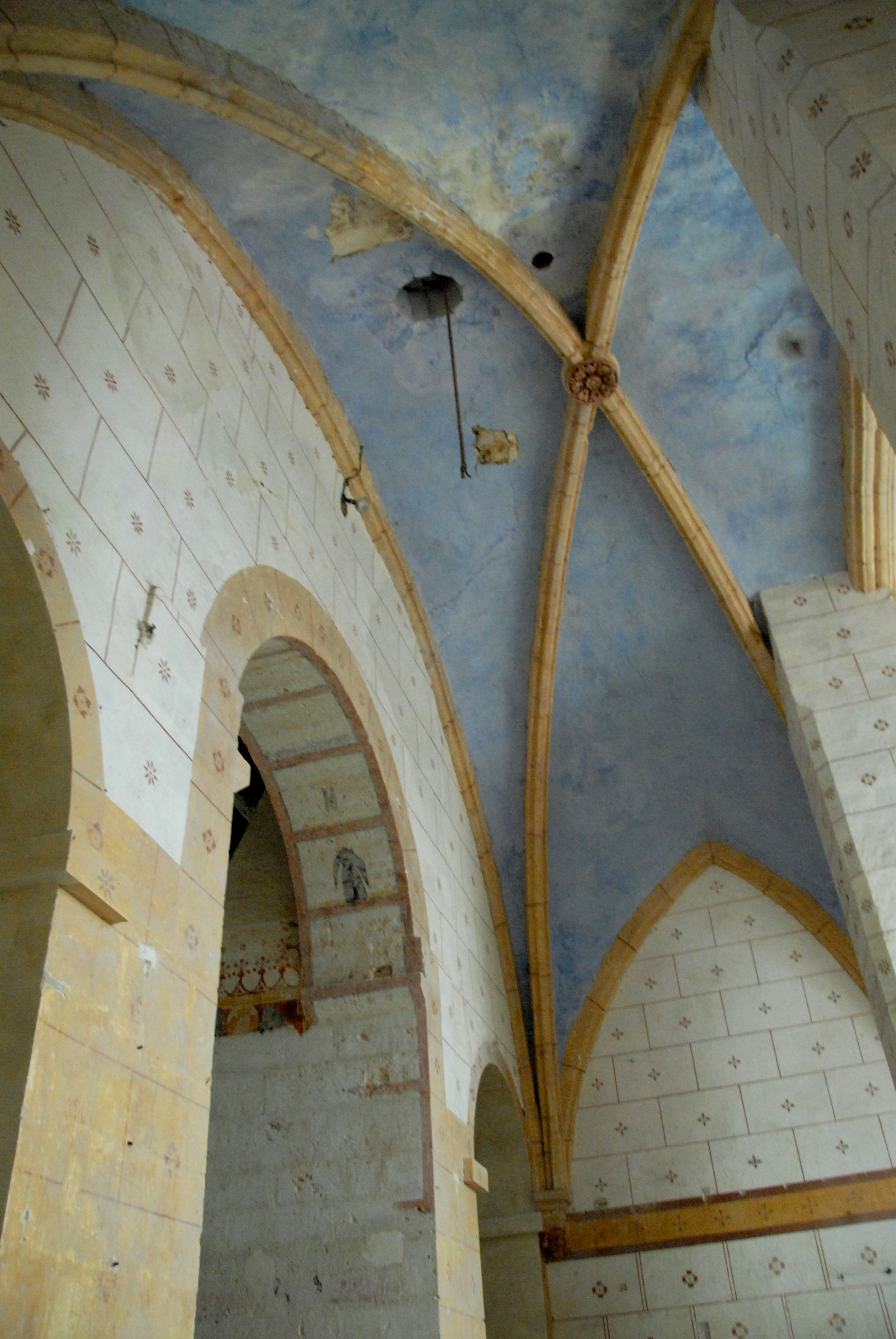
Kirche, Chorgewölbe, Joch 1
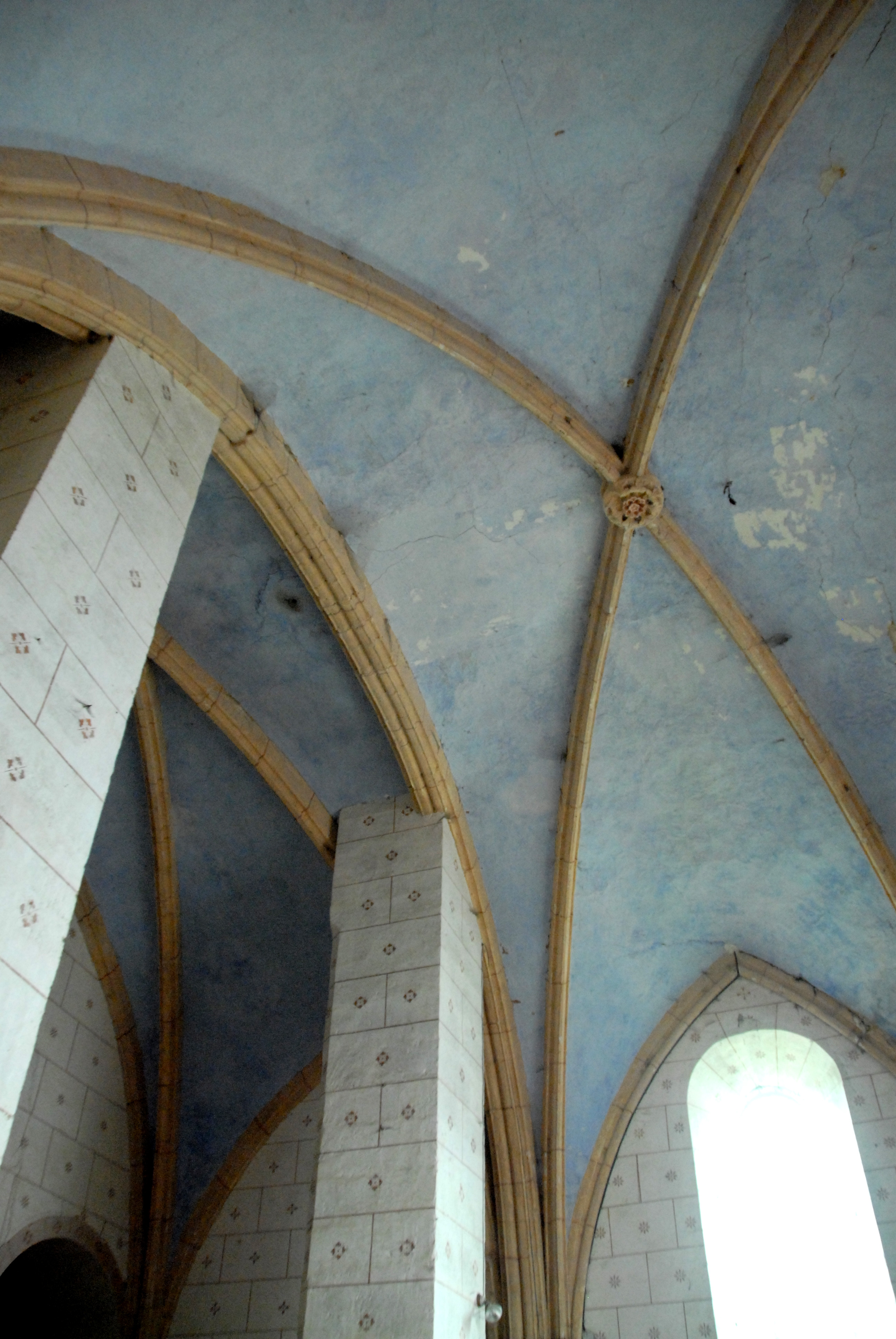
Kirche, Chorgewölbe, Joch 2
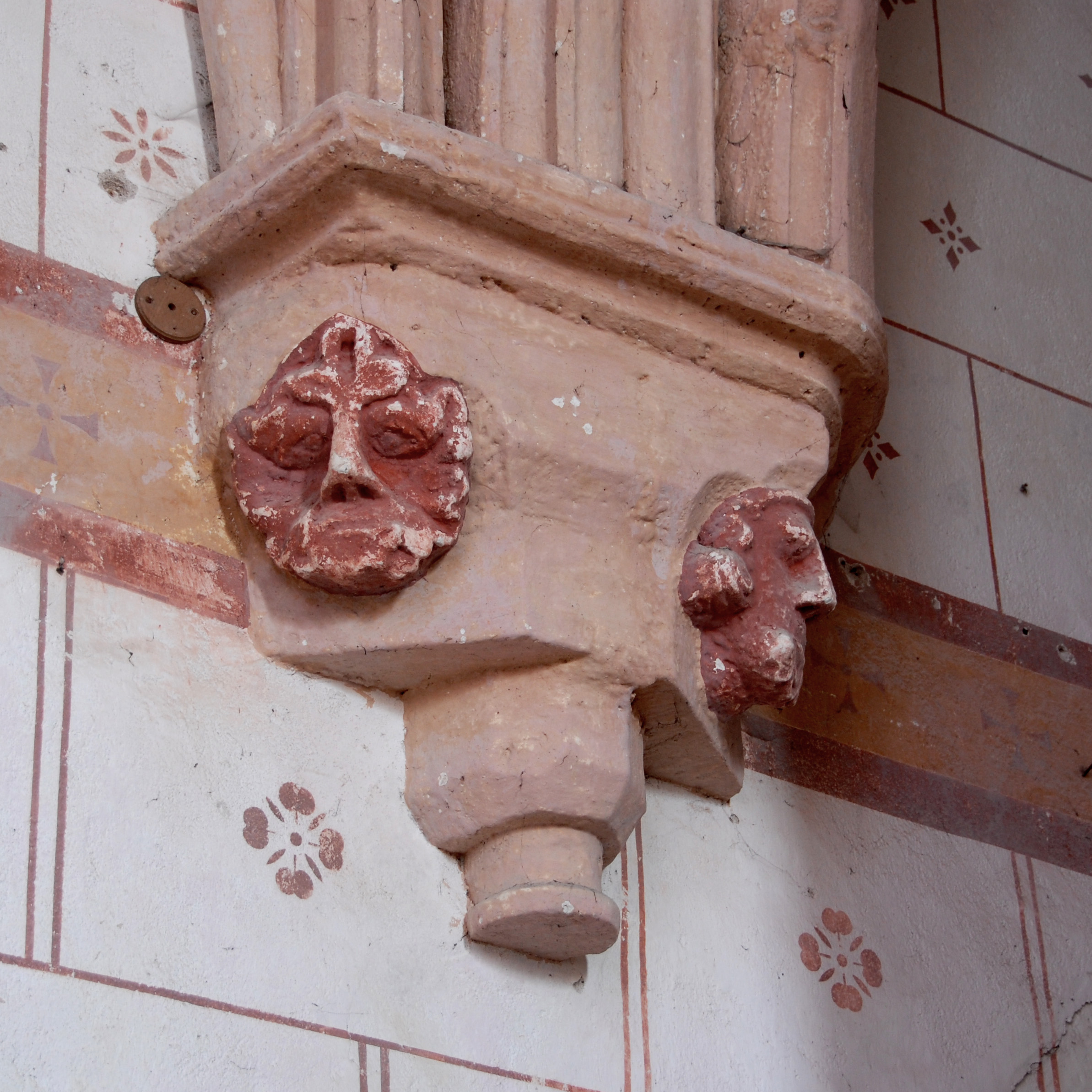
Gewölbekonsole
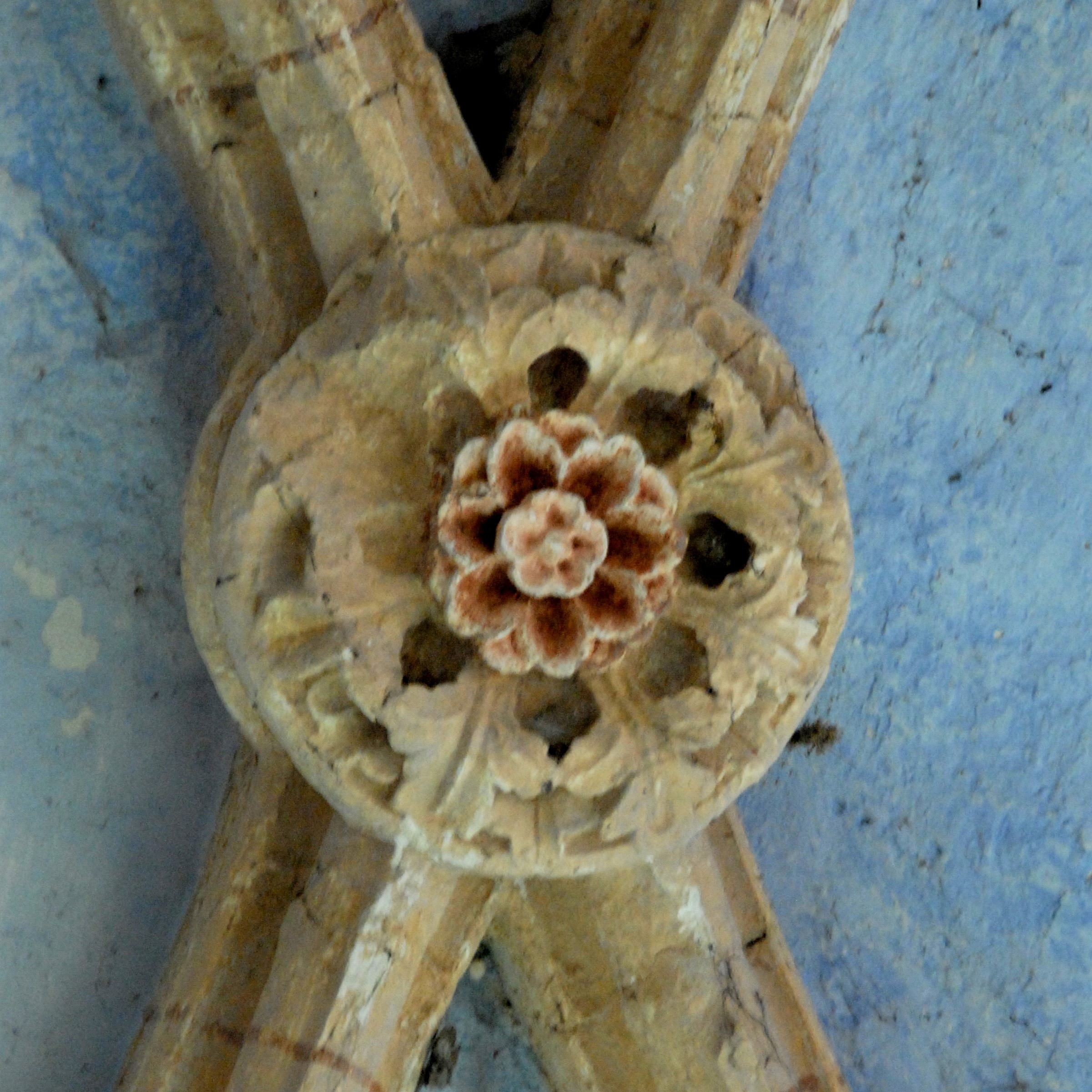
Schlussstein
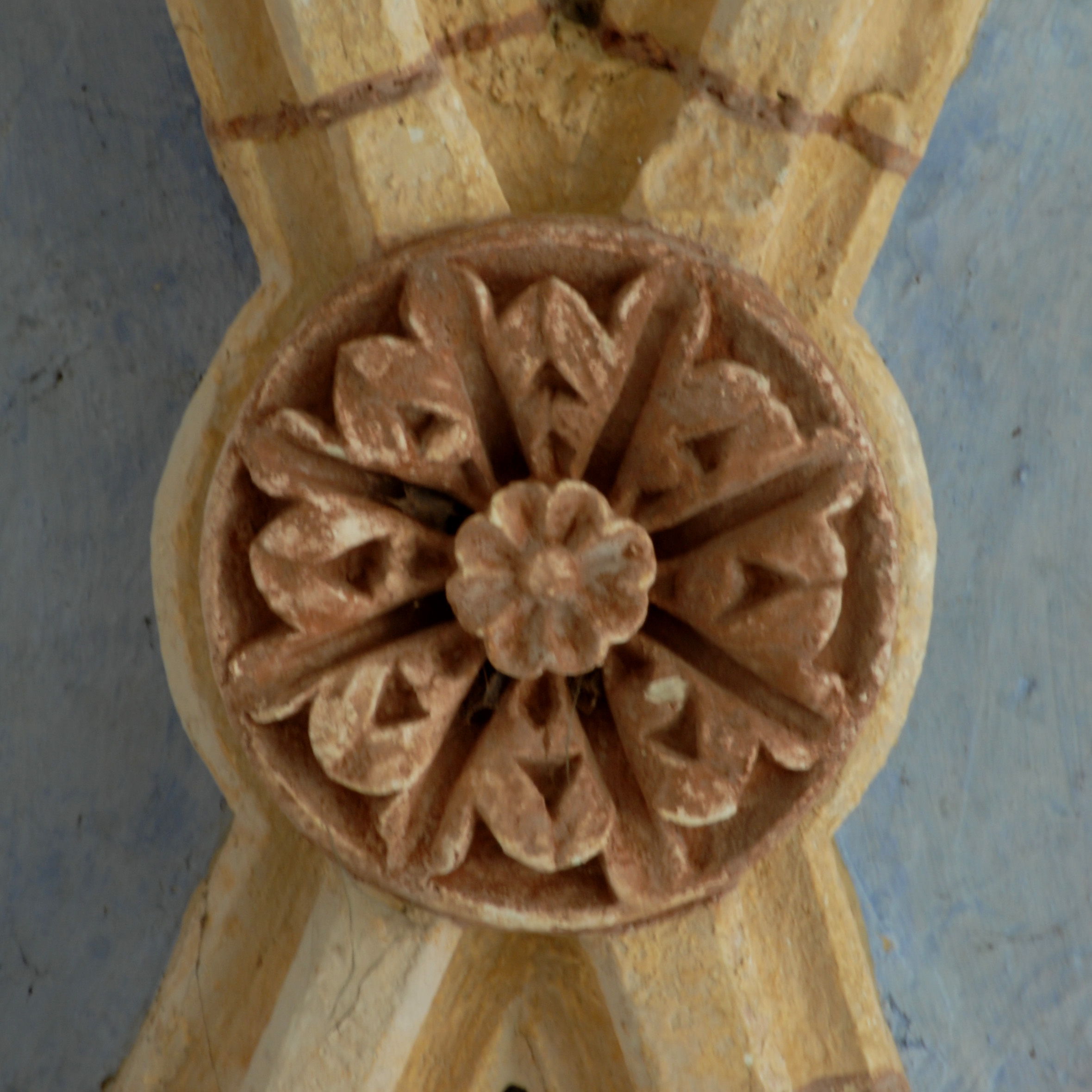
Schlussstein

Der Chor, der einen fast quadratischen Grundriss aufweist, nimmt dieselbe Breite wie das Schiff ein. Augenfällig sind die beiden Pfeiler mit quadratischem Grundriss, welche die Ostwand des Glockenturms tragen. Sie haben keinen Bezug zur Gliederung der beiden gleich breiten, vierteiligen Kreuzrippengewölbe, die von einem Gurtbogen aus Zwillingsrippen getrennt werden. Dies lässt vermuten, dass die Planung zur Errichtung eines Glockenturms über dem Chor, erst nach der Einwölbung des Chors erfolgt war. Die beiden Joche der Einwölbung, mit lang gestrecktem rechteckigen Umriss, werden von diagonalen gotischen Kreuzrippen gegliedert und sind an den Wandanschlüssen der Gewölbezwickel von halben Rippenbögen eingerahmt. Je zwei Schildbögen an der Nord- und Ostseite sind spitzbogig geformt. Die anderen, fast doppelt so weit spannenden an der Ost- und Westseite weisen dagegen halbrunde Bögen auf. Sämtliche Rippen der Gewölbe stehen auf insgesamt sechs Kragkonsolen, deren Ecken mit menschlichen Antlitzen und Masken verziert sind. Die Kreuzrippen treffen sich jeweils im Gewölbescheitel an kreisrunden Schlusssteinen, die mit kunstvollen Rosetten dekoriert sind. Die oben genannten Mauerpfeiler durchstoßen das Gewölbe des ersten Jochs in seinem östlichen Zwickel. Dabei werden die Zwillingsrippen hälftig unterfangen und die Kreuzrippen schräg angeschnitten: eine Lösung, die nicht ganz zu überzeugen mag.
In der Mitte der östlichen Chorwand ist unmittelbar über dem Altar ein großes spitzbogiges Fenster ausgespart, was den Chorraum – das Allerheiligste – im Kontrast zur schwachen Beleuchtung des Schiffs, besonders hell erstrahlen lässt. Das Fenster ist mit gotischem Maßwerk im Flamboyant-Stil kunstvoll geschmückt. Unterstützt wird die Beleuchtung noch durch ein deutlich kleineres rundbogiges Fenster, mittig im zweiten Chorjoch, dessen Scheitel wie auch beim großen Fenster fast bis unter die Scheitel des Schildbogens hinaufreicht. Die Südwand wies bis zum Anbau der Kapelle „Sainte-Catherine“ ein ebensolches Fenster auf, das dann aber zugemauert wurde. Unter diesem ehemaligen Fenster befindet sich eine türgroße Öffnung, die mit einem Spitzbogen überspannt ist und in die Katharinenkapelle führt. Im ersten Chorjoch existiert ein wesentlich größerer Durchgang in diese Kapelle, der ebenfalls mit einem Spitzbogen ausgestattet ist.
Der Boden des Chors weist über die ganze Breite zwei Stufen auf: eine auf der Hinterkante der Wand – zwischen Schiff und Chor und eine zweite auf der Vorderkante der beiden Pfeiler innerhalb des Chors. Der Hochaltar steht auf einem rechteckigen Podest vor der Ostwand und ist von drei Seiten über drei Stufen zu erreichen.
Die äußerst schlichte und banale Bemalung der Wände, Pfeiler und Gewölbe des Chors, entstammt vermutlich der Moderne. Die überwiegend weißen Wandflächen sind mit einem Fugenmuster bemalt. Dabei werden großformatige rechteckige Steine, deren Mitte jeweils eine kleine Rosette schmückt, vorgetäuscht. Öffnungskanten in Form imitierter Werksteinblöcke setzen sich beigefarben ab. Die beigefarbenen Gewölberippen sind durch gemalte, falsche Fugen in Bogensteine aufgeteilt und die Gewölbezwickel sind himmelblau getönt.

### Chapelle Sainte-Catherine
Die Grabkapelle Sainte-Catherine wurde nach 1421 angebaut. Sie weist einen lang gestreckten, rechteckigen Grundriss in der Länge des Chors auf und ist mit einem spitzbogigen Gewölbe überdeckt. Zum ersten Chorjoch öffnet sich eine spitzbogige Arkade, die bei der Entstehung der Kapelle ausgestemmt wurde. Eine ähnlich große spitzbogige Öffnung gab es auch zum zweiten Joch. Als aber die Kapelle vorübergehend etwa hälftig mittels einer Trennwand in eine Sakristei umfunktioniert wurde, hatte man die letztgenannte Öffnung durch eine Abmauerung zu einer spitzbogigen Tür verkleinert. Die Abmauerung, halb so dick wie die Wand, ist chorseitig wandbündig und hinterlässt kapellenseitig die spitzbogige Nische mit der Sakristeitür, wie sie heute noch erhalten ist. 1985 wurde die Trennwand entfernt und damit die ursprüngliche Größe der Katharinakapelle wieder hergestellt. Zwischen den ehemaligen beiden großen Öffnungen zum Chor ragt noch der Strebepfeiler der ehemaligen Choraußenwand empor und endet im Gewölbe.
Das rundbogige Fensters an der Ostwand der Grabkapelle mit stark nach innen aufgeweiteten Gewänden ist durch die Umgestaltungen etwas vom Zentrum abgerückt. Unterhalb des Fensters sind die Konturen eines ehemaligen Altars, der direkt an der Wand angebaut war, immer noch sichtbar. Dort ist die Putzmalerei ausgespart. Auf der gegenüberstehenden Westwand ist eine spitzbogige Wandnische zu sehen. Dabei handelt es sich um das Überbleibsel eines spitzbogigen Fensters, das vor dem Anbau der kleineren Kapelle vorhanden war. Nicht weit davon entfernt ist in der südlichen Außenwand ein deutlich kleineres Fenster mit einem Stichbogen ausgespart. Vermutlich ist dieses Fenster entstanden, als das ehemalige Fenster an der Westwand zugemauert wurde. Die Katharinenkapelle mit ihren Fresken war früher jedenfalls stärker ausgeleuchtet als dies heute der Fall ist. Nicht ganz mittig in der Südwand ist ein kleiner Anbau, über dessen Bedeutung die Quellen keine Auskunft geben, zu erkennen. Möglicherweise war dort eine Toilette installiert, als einer der Kapellenhälften noch als Sakristei diente.
Die Ikonographie der Fresken in der Katharinenkapelle wird in einem Abschnitt weiter unten erläutert.

### Heutige Sakristei
Die ehemalige zweite Kapelle, im Anschluss an die Katharinenkapelle, ist gut halb so groß wie die letztgenannte. Sie ist durch einen großen spitzbogige Durchlass vom Schiff her zugänglich, wobei die Größe der Öffnung mit jener der Nachbarkapelle vergleichbar ist. Die Kapelle wird von einem kleinen, schlanken rundbogigen Fester in der Südwand ausgeleuchtet, das – von außen gesehen – deutlich höher, als das kleine Fenster nebenan angesetzt ist. Über die Entstehungszeit der hier beschriebenen Kapelle geben die Quellen keine Auskunft. Als sie später zur Sakristei umfunktioniert wurde, hat man sie mit einer Flügeltür versehen. Sie ist seitdem für die Öffentlichkeit nicht zugänglich. Die Tatsache, dass das ehemalige dritte Fenster in der Südwand des Schiffs oberhalb der großen Tür nicht vermauert ist, deutet darauf hin, dass die Kapelle über keine Steineinwölbung verfügt.

## Putzmalereien der Kirche
Die Fresken der Kirche von Antigny und deren Grabkapelle Sainte-Catherine sind Bestandteil des sogenannten Circuit Vallée des Fresques (Reigen „Tal der Fresken“) der sich von Saint-Savin (seit 1983 UNESCO-Weltkulturerbe) bis Montmorillon erstreckt. Da die Kirche von Antigny als Ableger der Abtei Saint-Savin-sur-Gartempe entstand, deren um 200 Jahre älteren Putzmalerein weitum bekannt waren, ist es naheliegend, dass auch sie mit Fresken ausgestattet wurde.

### Fresken im Schiff
Die heute erhaltenen restaurierten Überreste der Fresken zeugen von einer ehemals vollständigen Bemalung, bis hinauf zu den Scheiteln der Giebelwände des Schiffs. Im Schiff sind jedoch sämtliche ehemaligen Malereien vom Boden bis etwa auf etwa halbe Wandhöhe zerstört. An einigen Stellen bedeckten vor der Restaurierung nicht weniger als sechs verschiedene Schichten die rohen Wanduntergründe. Diese Schichten entstanden in verschiedenen Epochen und umfassten unter anderem: ein romanisches Dekor, ein Trauerband (Litre funéraire), Abbeizmittel und verschiedene Tünchen. Die Verputzschicht auf Basis von Pflanzenfasern wurde mit kleiner Kelle aufgetragen und ist somit uneben. Bei der Freskomalerei darf immer nur so viel Putz aufgetragen werden, wie im noch ungetrockneten Zustand bemalt werden kann. Die Malereien wurden mit schlichter Farbpalette ausgeführt und weisen nur wenige Töne auf. Dominierend sind Weiß, Schöngelb (gelber Ocker) und Rotocker. Spuren von Rotocker für die Skizzierung sind bei allen bemalten Flächen zu erkennen. Rispenornamente mit Blüten bereichern die Szenen und fügen sich harmonisch zwischen den Figuren ein.

#### Fresken der Nordwand

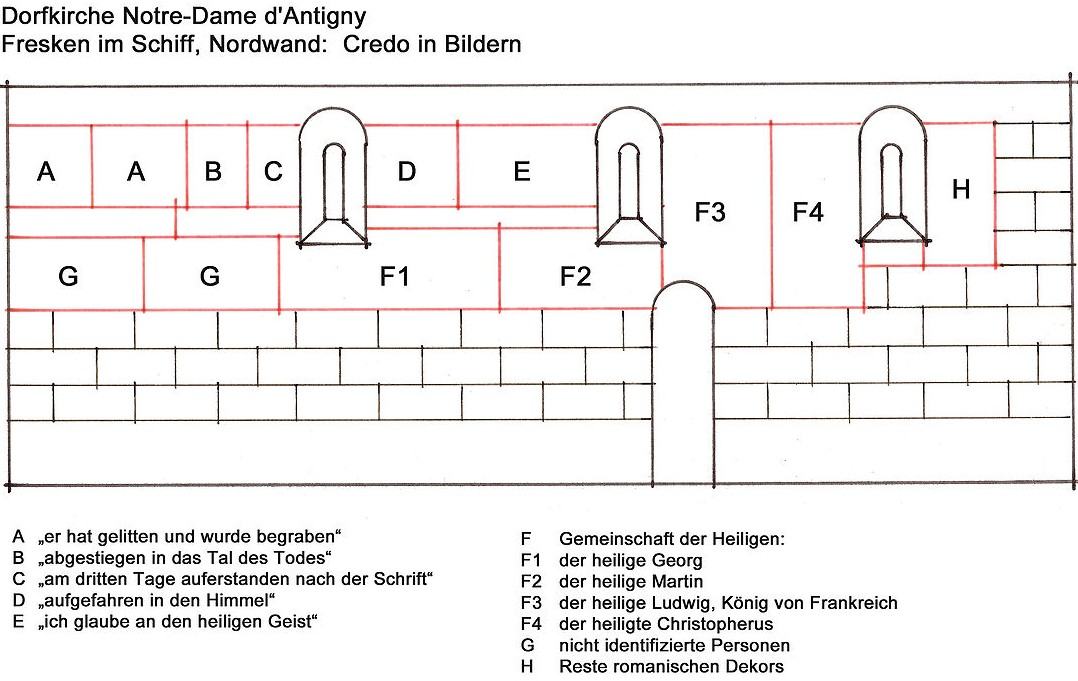
Schiff, Nordwand, Positionsskizze
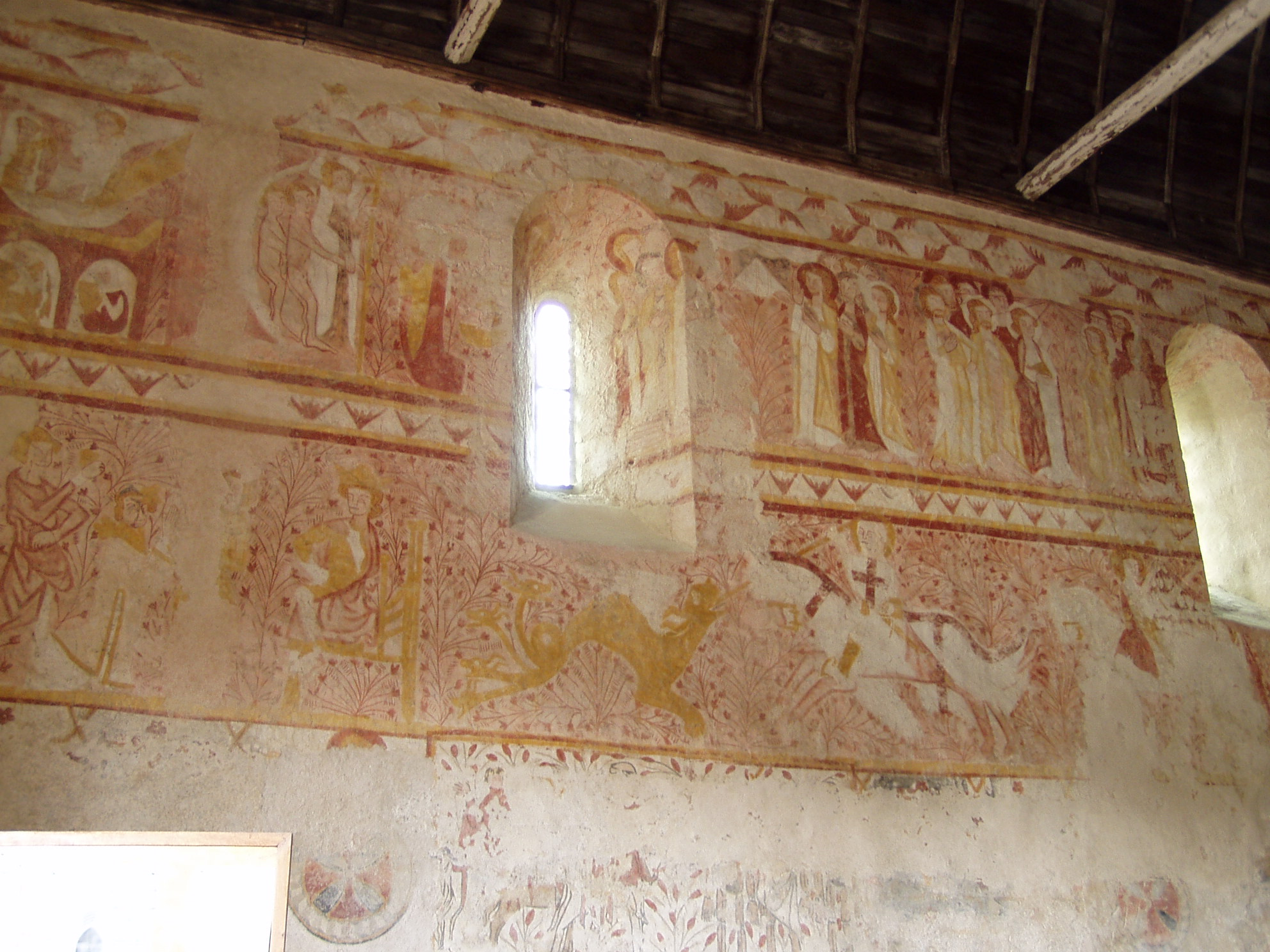
Schiff, Nordwand, Gesamtansicht

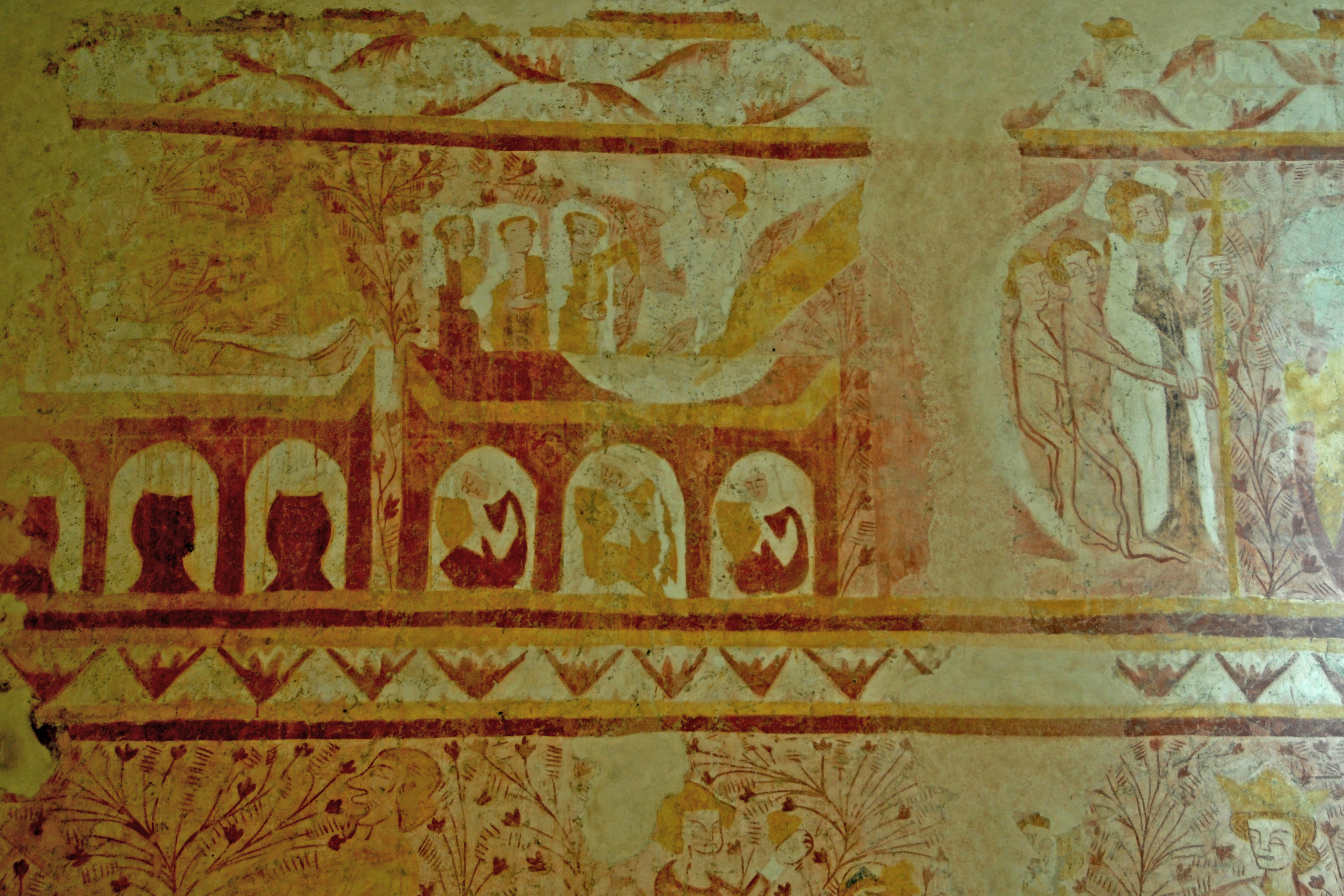
A+B
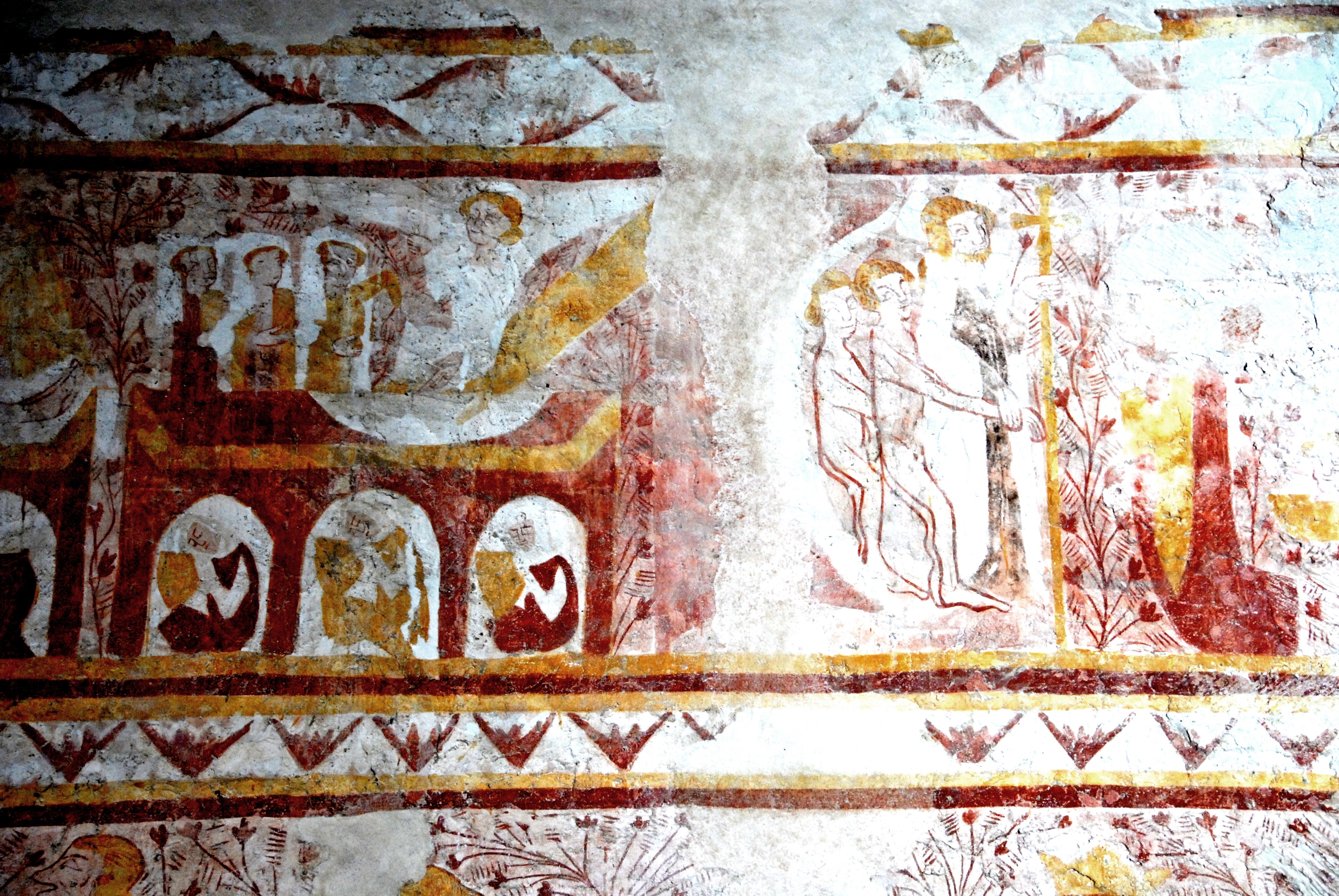
B+C
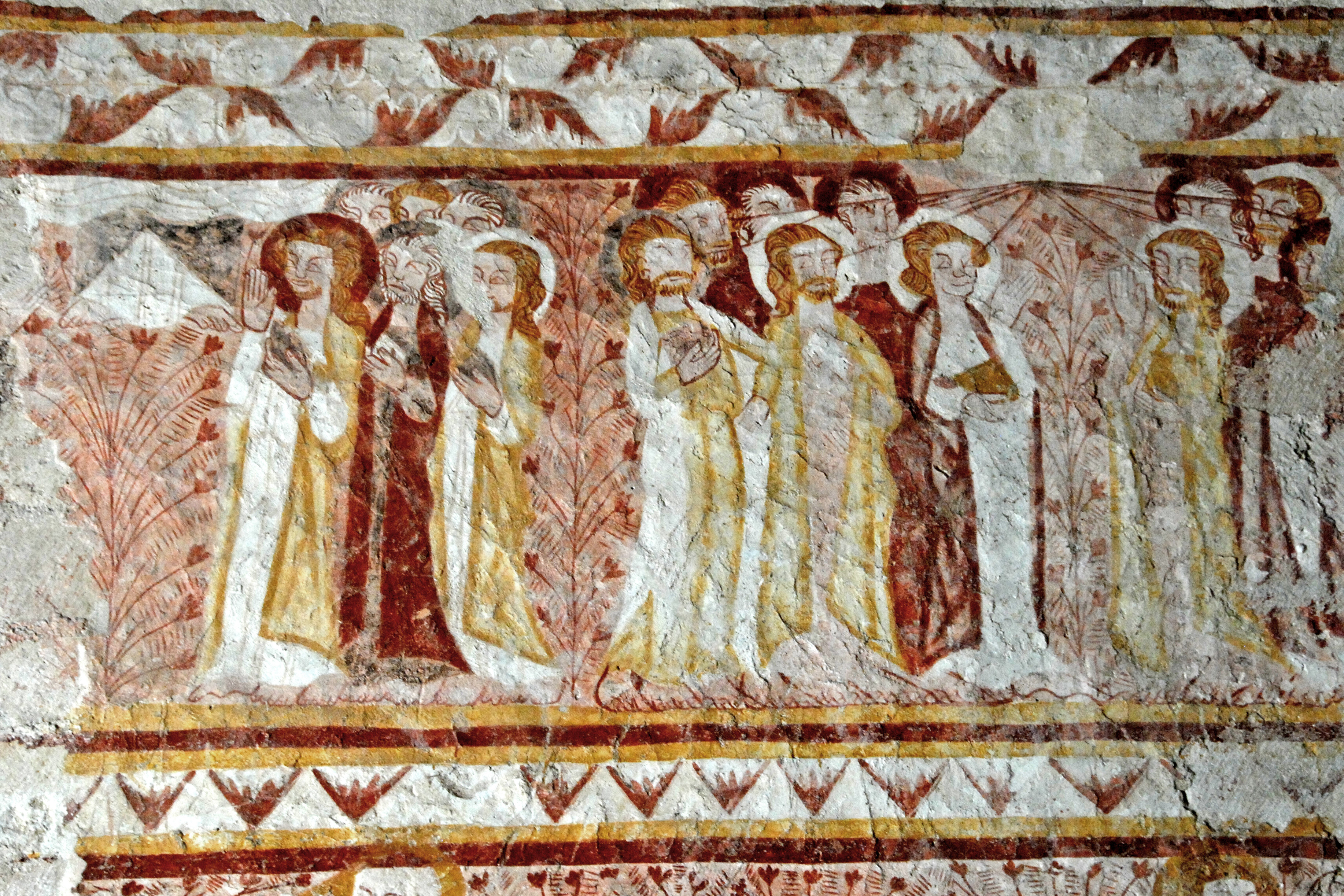
D+E
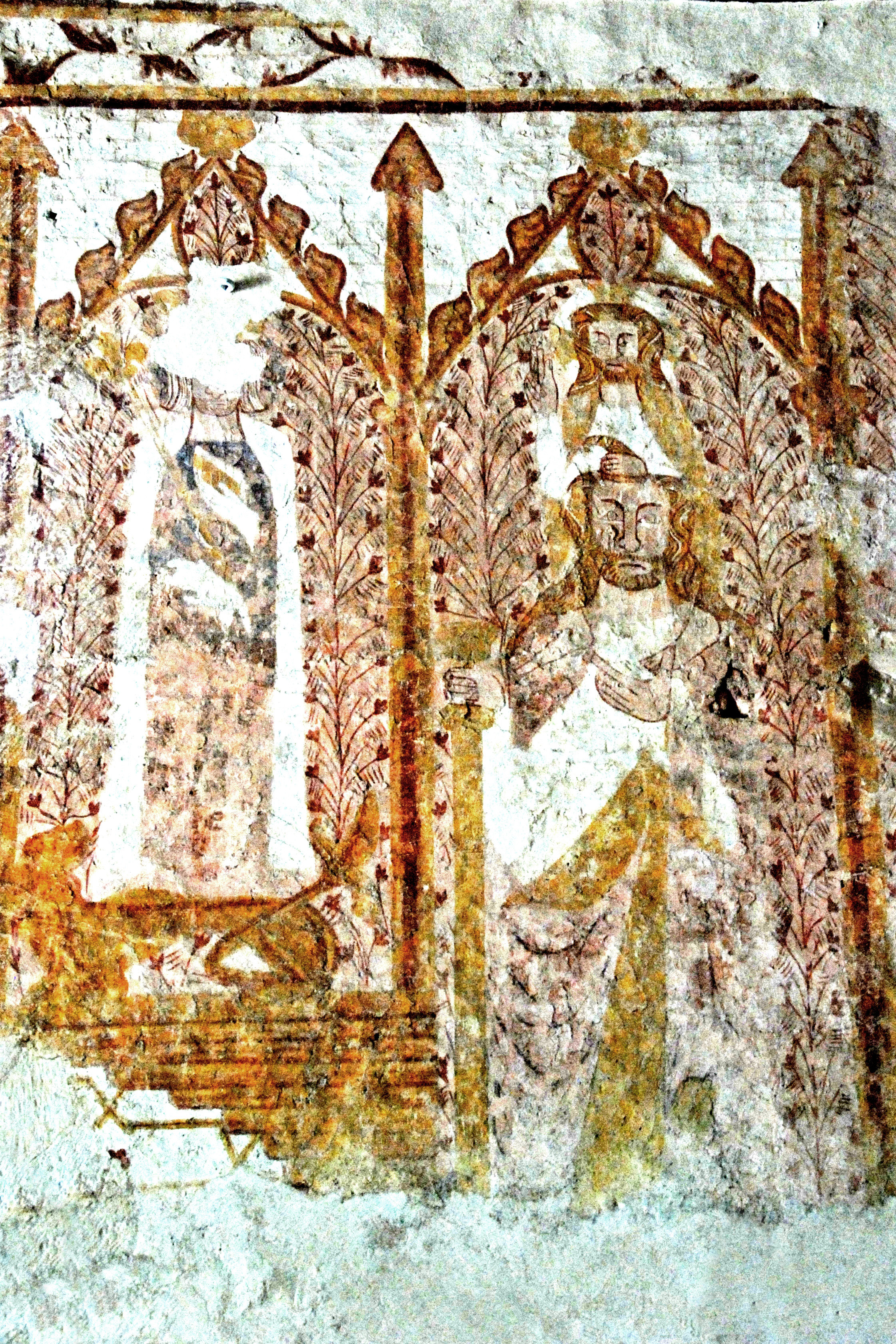
F3+F4
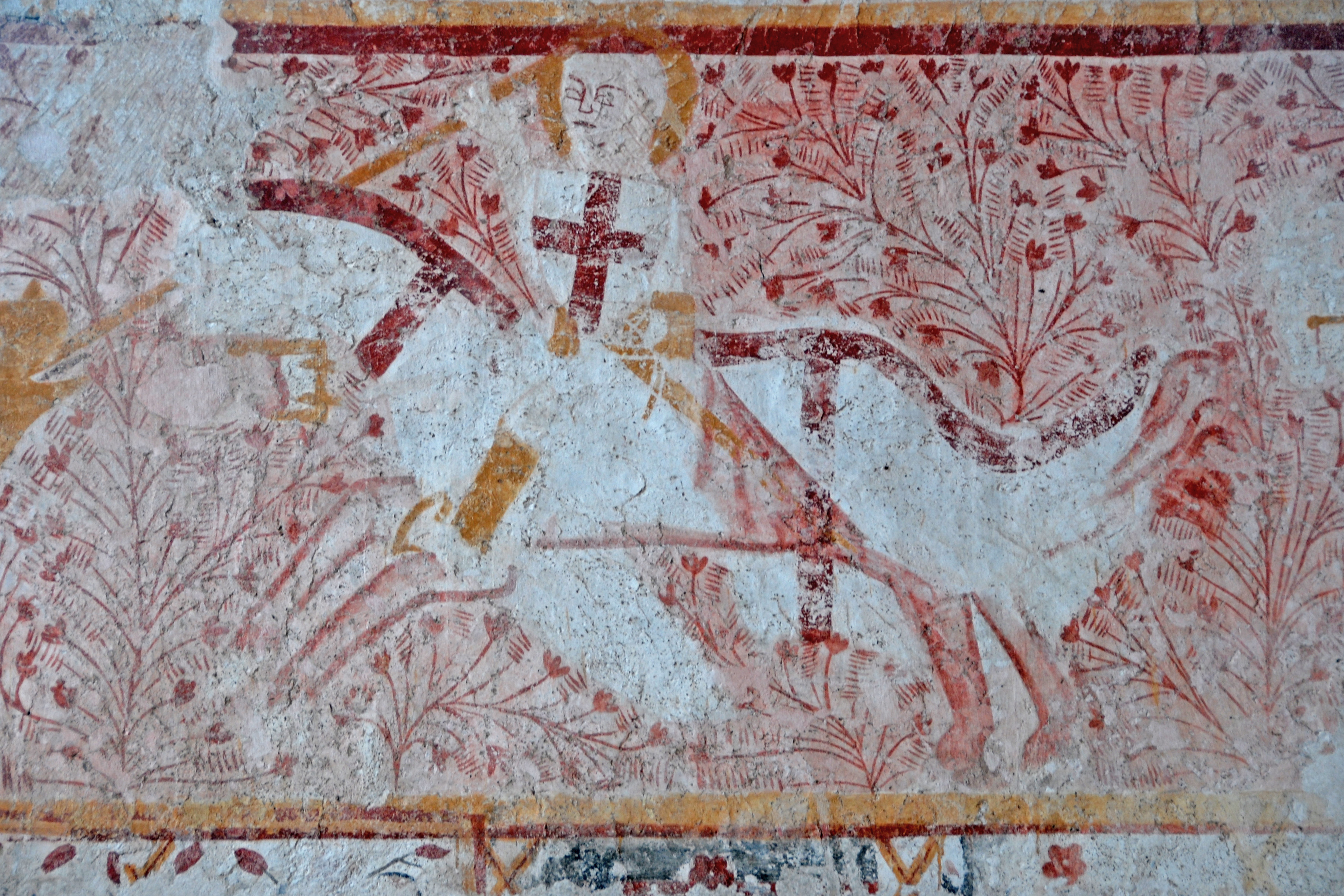
F1
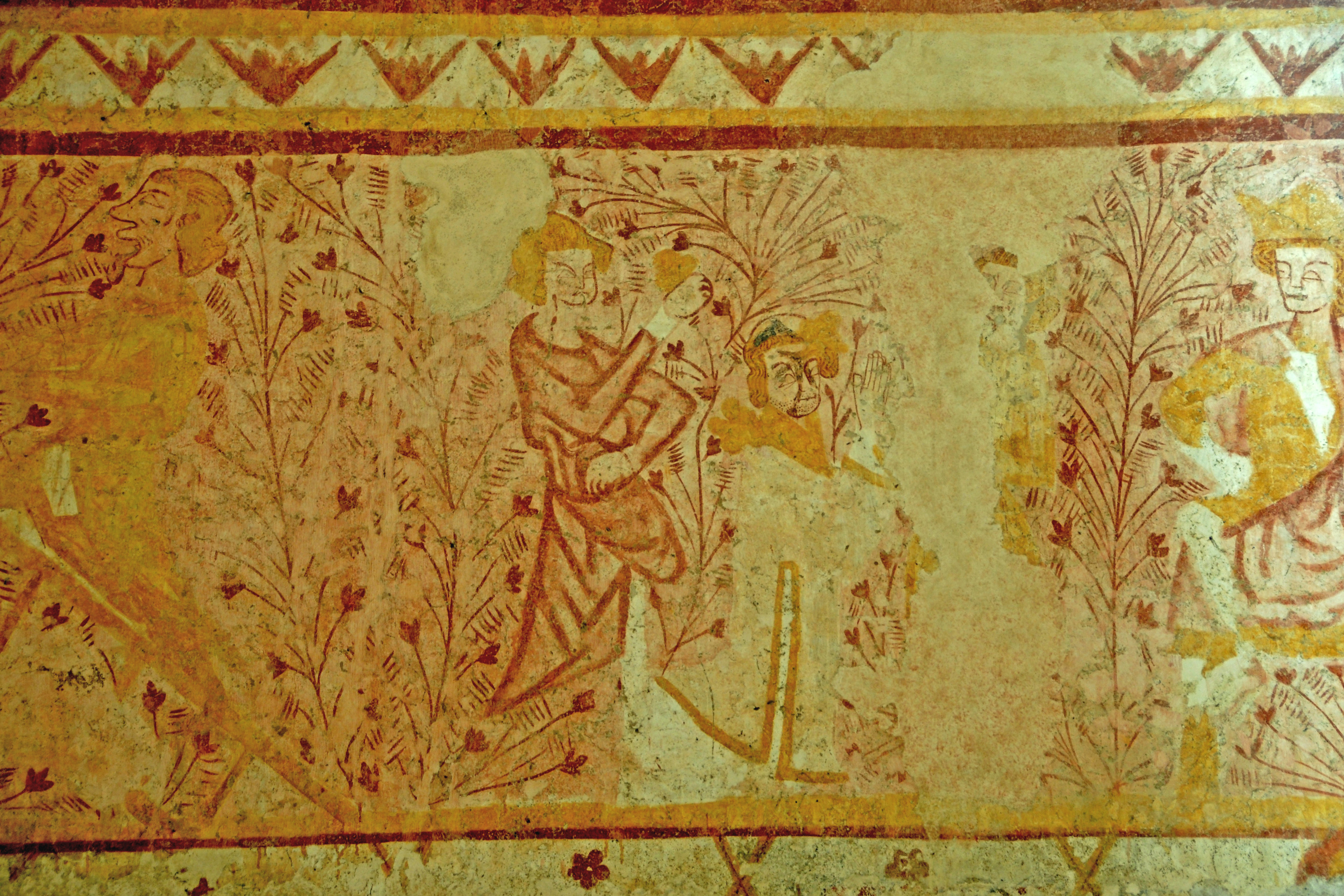
G
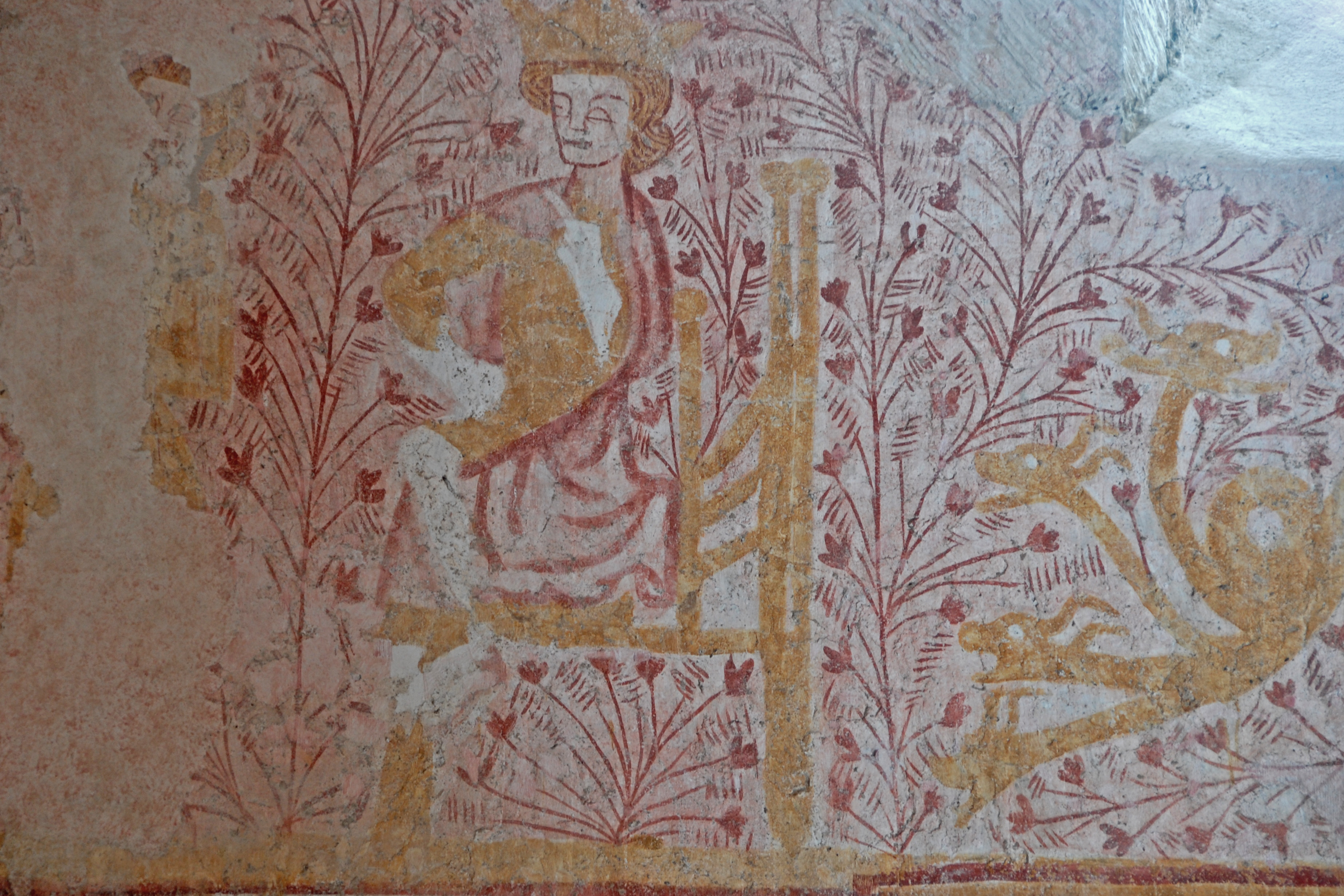
G (rechts: Drachenschwanz)
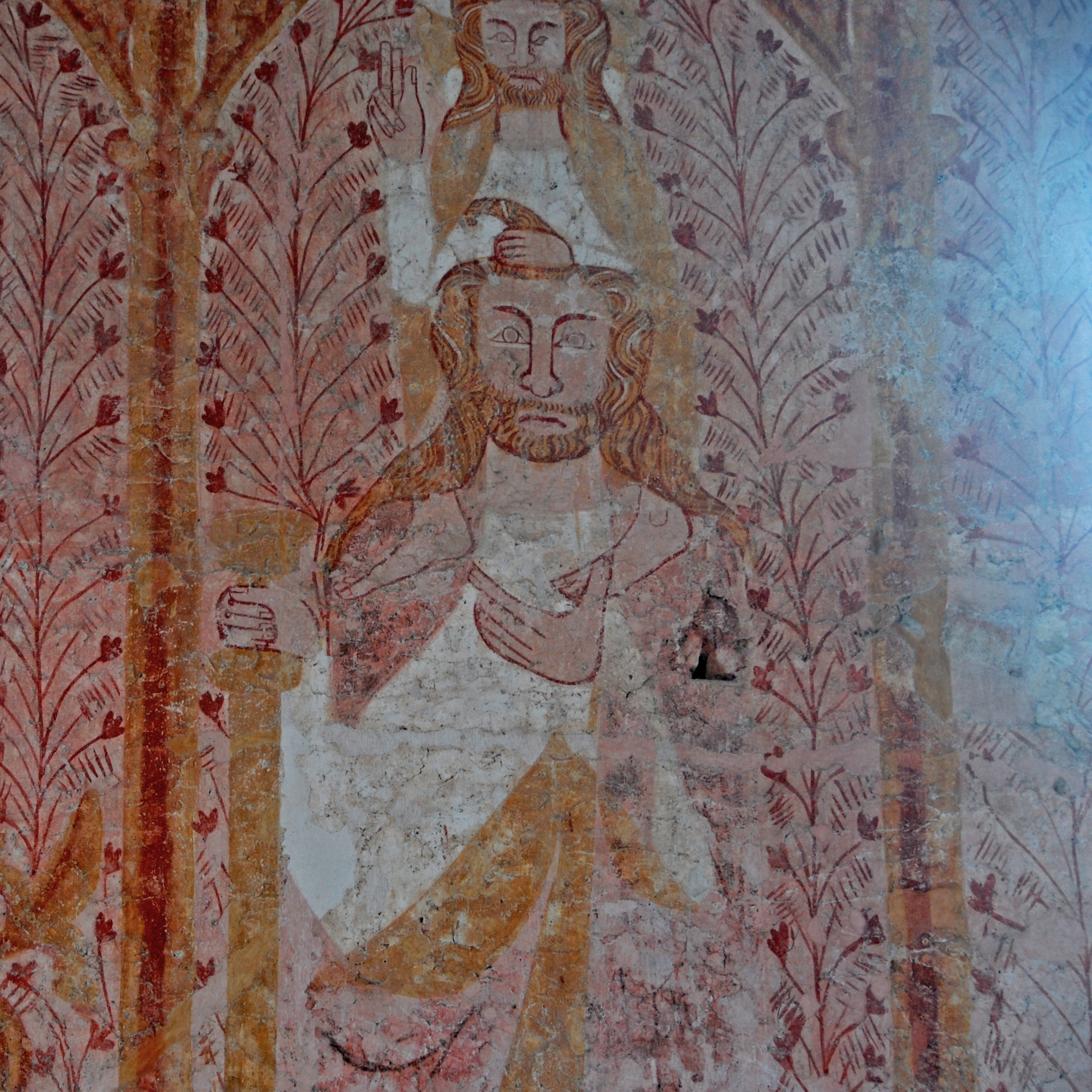
F4

Die einzelnen Szenen an der Nordwand konnten wie Abschnitte des bei ihrer Entstehung üblichen Credos (Glaubensbekenntnisses) gelesen werden. Das Credo kam von Spanien als Teil der Liturgie nach Frankenreich, wo es im 8. Jahrhundert Verbreitung fand. Im Jahre 810 hieß Papst Leo III. den Gesang des Credos während der Messe auf Anfrage Karls des Großen offiziell gut.
Nur die wenigsten Gläubigen, die den Messfeiern damals beiwohnten, verstanden Latein, die Sprache der Messliturgie. Somit konnte die Mehrheit dem Wortlaut der Messe kaum folgen. Hingegen konnten die Malereien die Predigt des Priesters anschaulich erläutern, wenn dieser durch einfache Gesten darauf hinwies.
Erläuterung der Szenen
Die Buchstaben in der Bildlegende beziehen sich auf die Positionsskizze zur Nordwand.
- A: „Er hat gelitten und wurde begraben…“ (wörtlich übersetzt aus dem französischen Credo: „Er ist tot und wurde begraben“)

Die erste Szene, nahe dem Hauptportal (damals mit dem großen Friedhof davor), ist dem Geschehen zwischen Kreuzabnahme, Bestattung und dem verwaisten Grab gewidmet. Der Leib Christi wurde noch am Freitag vom Kreuz genommen, dann ins Grab gelegt und schließlich in ein Leichentuch gewickelt. Als Unterbau für den Sarkophag dient eine Arkade mit drei Rundbögen, in denen je ein großes kelchartiges Gefäß steht. Vermutlich handelt es sich bei den noch leeren Gefäßen um Behälter zur Aufnahme der Spezereien (Duftkräuter), welche die Klageweiber nach dem Sabbat zubereiten und zur Salbung mitbringen wollten.
Die Folgeszene zeigt das leere Grab am Tag nach dem Sabbat. Das geraffte Leichentuch, die schlafenden Soldaten, den Engel und die drei Frauen demonstrieren, dass sie der Sieg Christi über den Tod zum Grabe geführt hat. Unter den Arkadenbögen sitzen dieselben drei Frauen und neigen ihre Köpfe über die mitgebrachten Spezereien, mit denen sie den Verstorbenen einbalsamieren wollten.
- B: „…ist abgestiegen in das Reich des Todes…“ („Er ging in die Hölle“)

Nach der Überlieferung ging Christus nach seinem Tod in die Hölle, um die Verstorbenen mit der erlösenden Menschwerdung zu retten. Die Szene zeigt anbei die beiden Nackten – Adam und Eva – die an der Hand Jesu den Rachen eines Monsters mit großen rosafarbenen aufgerissenen Kiefern verlassen.
Mit „Hölle“ (hebräisch. „Scheol“) ist hier das Totenreich aus dem Alten Testament gemeint, ein Aufenthaltsort aller Verstorbenen, nicht mit dem Reich der Verdammten zu verwechseln.
- C: „…am dritten Tage auferstanden…“ („Am dritten Tag von den Toten auferstanden“)

Laut Johannes (20,14-18) ist Maria Magdalena im Garten nahe der Kreuzigungsstätte die erste Person, welcher der auferstandene Christus erscheint. Andere Evangelisten berichten dagegen, dass mehrere Frauen Zeugen dieses Ereignisses waren.
- D: „…und aufgefahren in den Himmel.“ („Aufstieg in den Himmel“)

Die Apostel richten ihre Augen auf Christus, von dem nur noch die Füße und das untere Ende seines Gewandes zu sehen sind und schauen zu, wie Jesus auf einer Wolke in den Himmel entschwebt. Ihnen wurde angekündigt, dass sie die Kraft des Heiligen Geistes empfangen werden (Apostelgeschichte 1, 8-9).
- E: „Wir glauben an den heiligen Geist…“ („Ich glaube an den heiligen Geist“)

Zu Pfingsten senkte sich der heilige Geist auf die christliche Gemeinde herab und bewirkte die Zungenrede, die bei Außenstehenden teils Schrecken, teils aber auch Spott hervorrief (Apostelgeschichte 2,1-13). Der Heilige Geist wird, wie in der christlichen Ikonografie üblich, als fliegende Taube dargestellt.
- F: „…die Gemeinschaft der Heiligen…“ (taucht im heutigen deutschen Credo. nicht mehr auf)

Die Heiligen, die nach der Botschaft der Evangelisten lebten, sind für die Gläubigen sowohl Vorbilder wie auch Beschützer.
- F1: Der heilige Georg

Der heilige Georg sitzt auf einem Schimmel und kämpft gegen den Drachen (Der Drachen ist auf der Abbildung Gesamtansicht zu sehen). Der Legende zufolge war er ein römischer Offizier, der eine Stadt von einem Mensch und Tier verschlingenden Ungeheuer befreite. Er soll ein Märtyrer gewesen sein, der zu Beginn der Christenverfolgung unter Kaiser Diokletian zu Tode kam. Im Verlauf des dritten Kreuzzugs stelle Richard Löwenherz seine Armee unter seinen Schutz; später wurde er Nationalheiliger Englands.
- F2: Der heilige Martin

Der Legende nach teilte der heilige Martin, der römischer Offizier war und einer der bekanntesten Heiligen der katholischen Kirche ist, mit dem Schwert seinen Mantel und gab die abgeschnittene Hälfte davon einem Bettler. Diese Szene ist jedenfalls die bekannteste Darstellung des heiligen Martin. Er war der dritte Bischof von Tours und gründete in Ligugé bei Poitiers eines der ersten Klöster des Abendlandes.
- F3: Ludwig IX.

Ludwig IX., genannt Ludwig der Heilige (französisch: Saint-Louis), war von 1226 bis 1270 König von Frankreich. Er stammte aus der Dynastie der Kapetinger und zählt zu den bedeutendsten europäischen Herrscher des Mittelalters.
- F4: Der heilige Christopherus

Christophorus (griechisch: christos, pherein =„Christusträger“) ist ein Heiliger der Christen über dessen Leben nur wenig überliefert ist. Er wird hier, wie üblich, als Hüne mit Wanderstab, der das Jesuskind auf den Schultern über einen Fluss trägt, abgebildet. Die Darstellung ist nicht frei von Ironie: Das Kind hält sich mit der linken Hand am Haarschopf des Trägers fest, während es mit seiner Rechten den Segensgestus entbietet. Das Antlitz des Kindes trägt den Vollbart des erwachsenen Jesus und ist mit einem Kreuznimbus hinterlegt.
Ab dem 13. Jahrhundert war es verbreitet, Andachtsbildchen mit dem Abbild des Sankt Christopherus auf sich zu tragen, um sich vor dem plötzlichen Tod zu schützen.
- G: Nicht identifizierte Personen

G links: Eine Person mit weit aufgerissenem Mund steigt auf einer schräg angelehnten Leiter, die links aus dem Bild ragt, empor. In der Mitte steht eine Frau und hält mit der rechten Hand einen Becher in die Höhe. Mit der Linken greift sie in ihre Umhängetasche. Vor ihr, aber mit abgewandtem Gesicht, kniet ein tonsurierter Geistlicher, die Hände hochgehalten und zum Gebet gefaltet.
|  |

G rechts: Auf einem maßstäblich zu großen Stuhl mit hoher Rückenlehne sitzt, seltsam verdreht, eine Frau, die vermutlich eine Krone trägt. Links davon erkennt man eine weitere Person, deren Abbild jedoch ziemlich zerstört ist. Rechts beginnt die Szene F1, wobei der Drachenschwanz, der zu vier Häuptern ausläuft, zu sehen ist.
- H: Relikte des romanischen Dekors

#### Fresken der Chorwand
- Erzengel Michael: Auf dem Strebepfeiler links des Triumphbogens ist die Seelenwägung durch den Erzengel Michael dargestellt. Die Waage besteht aus einem langen Stab dessen oberes Ende in ein Kreuz ausläuft. In der Mitte dieses Stabs ist ein drehbarer Querbalken befestigt. Die beiden Waagschalen sind ganz verblasst. Unter den Füßen des Engels liegt eine Person rücklings auf dem Boden.

#### Fresken der Südwand
Seitlich und unter einem der Fenster befinden sich noch einige intakte Fresken:

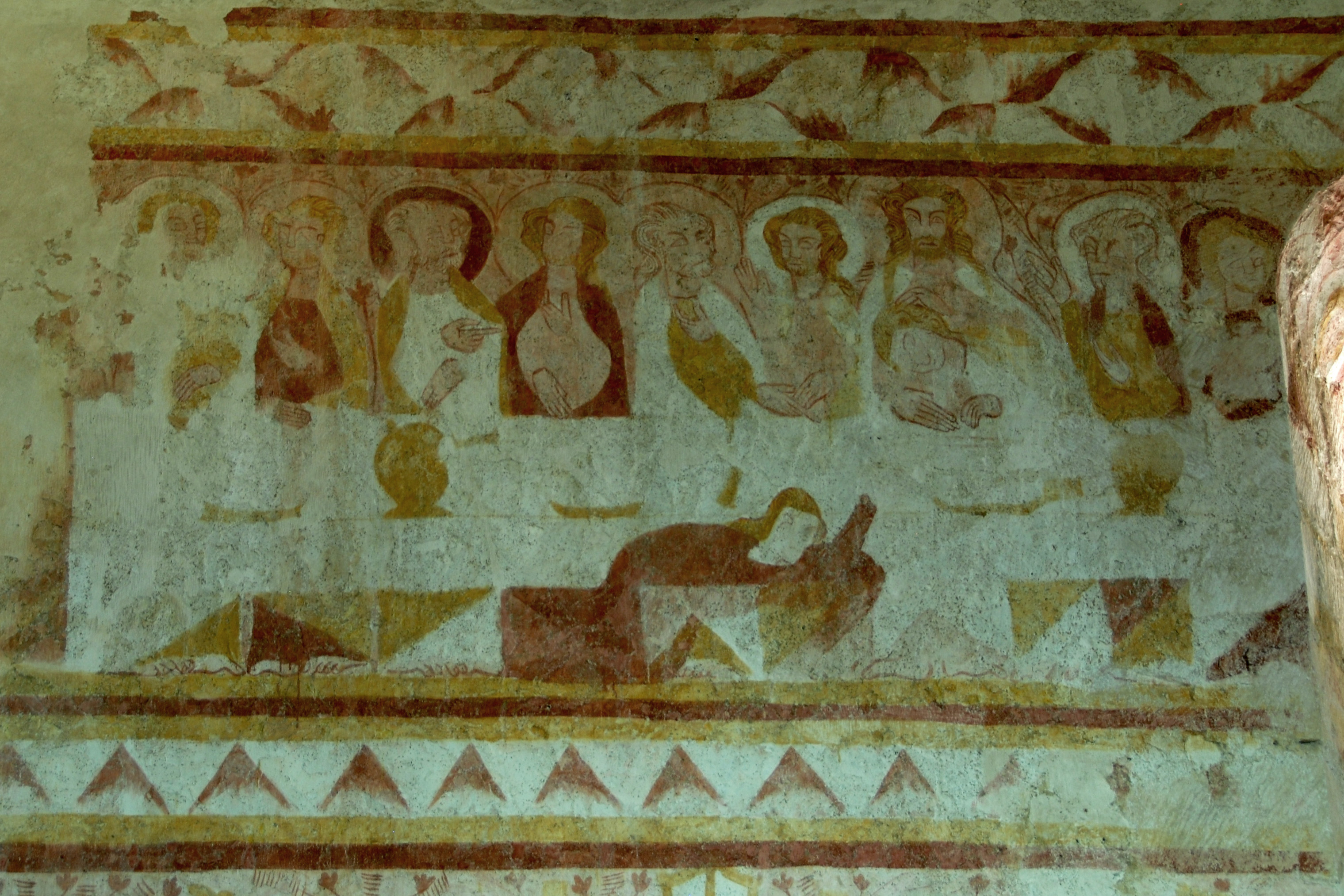
Abendmahl
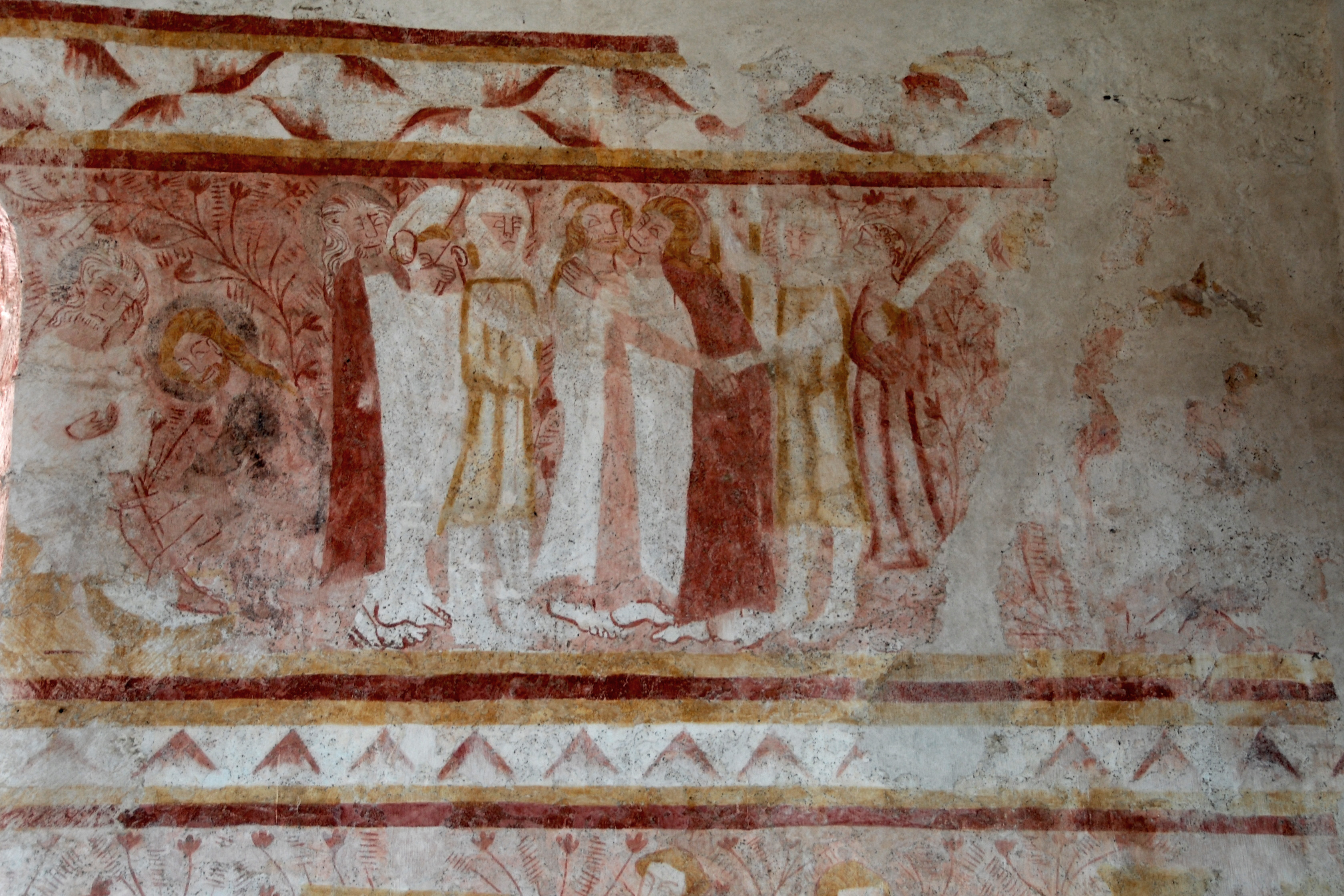
Fußwaschung & Gefangennahme Jesu
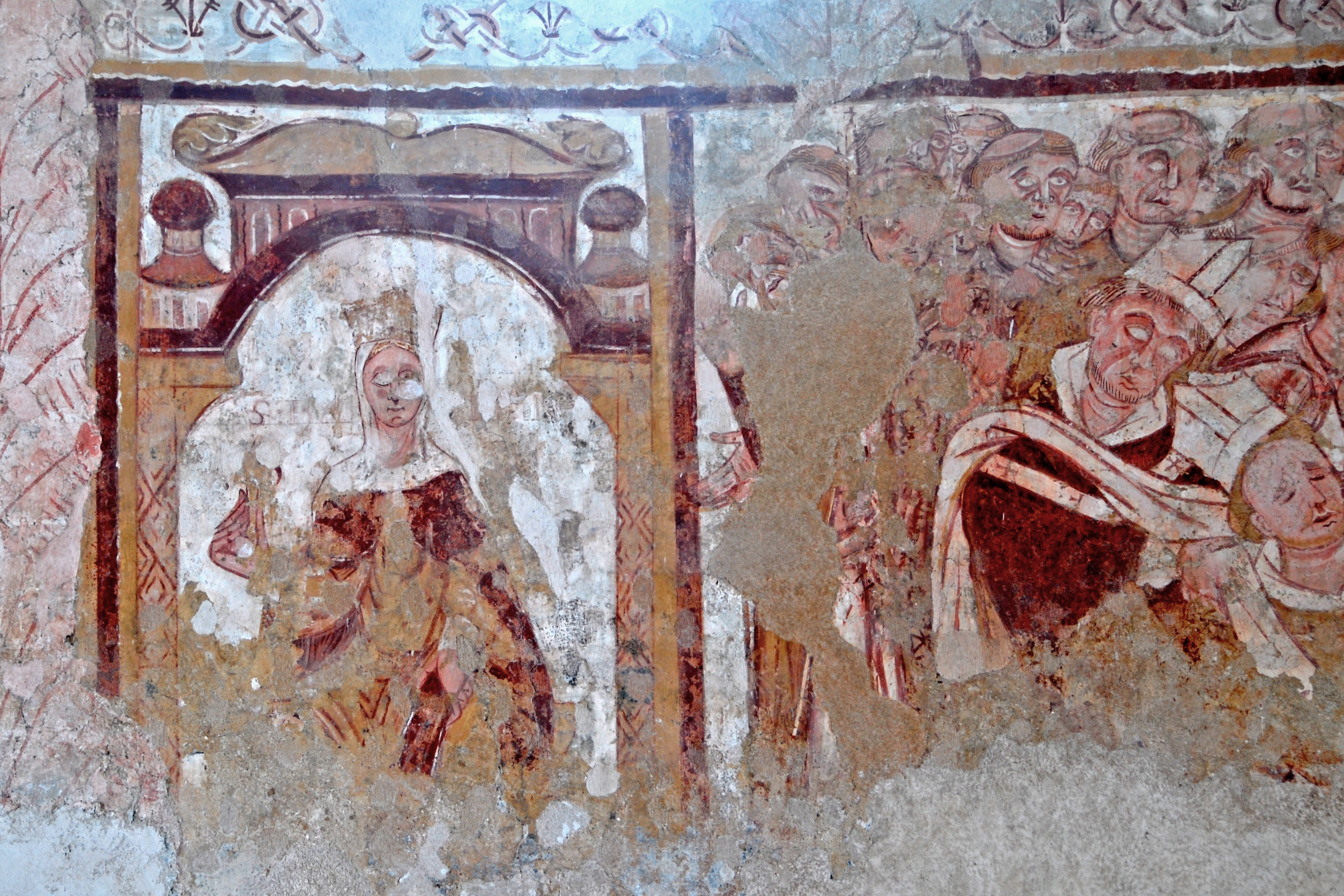
Maria Himmelskönigin & Tod des Bischofs
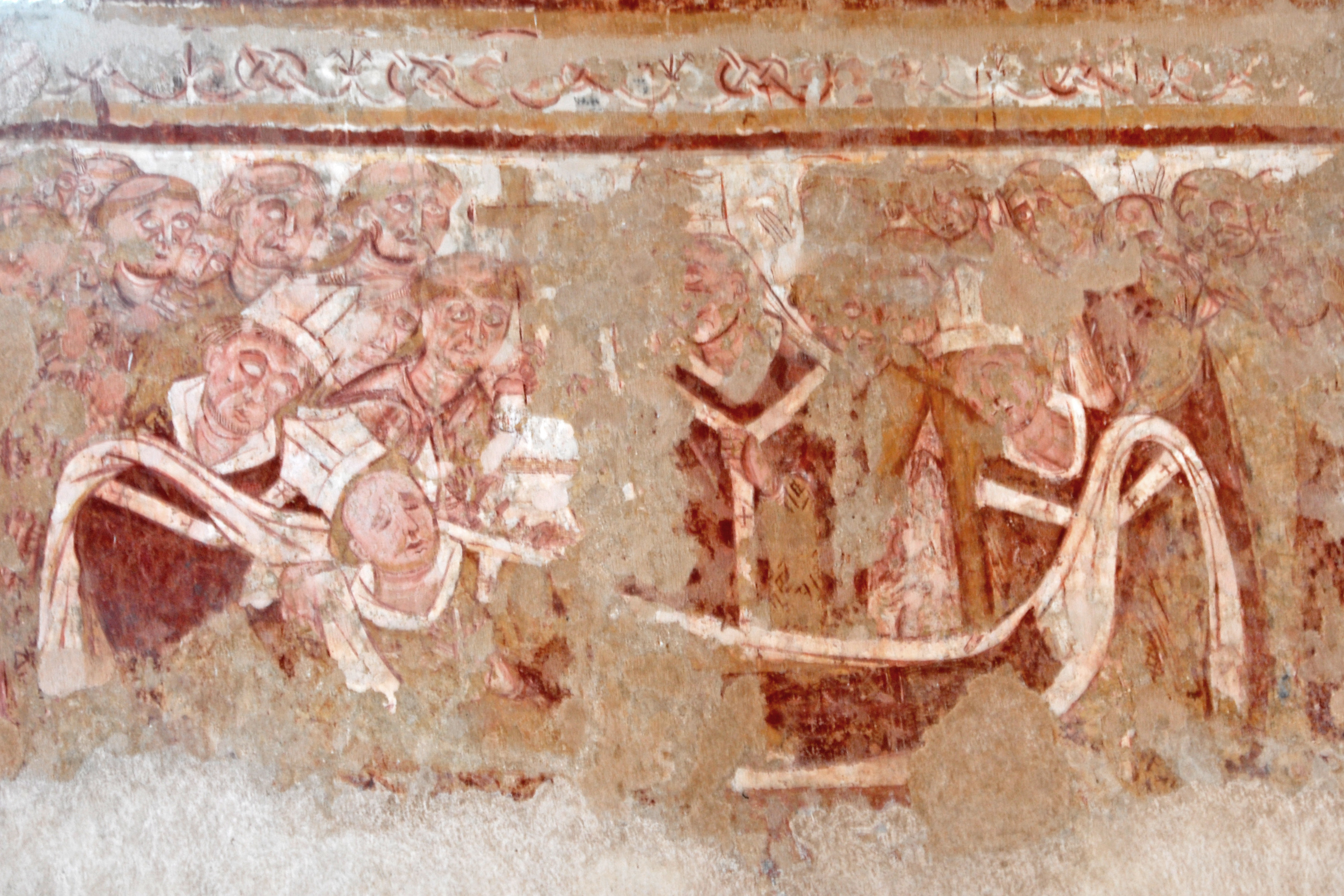
Tod des Bischofs
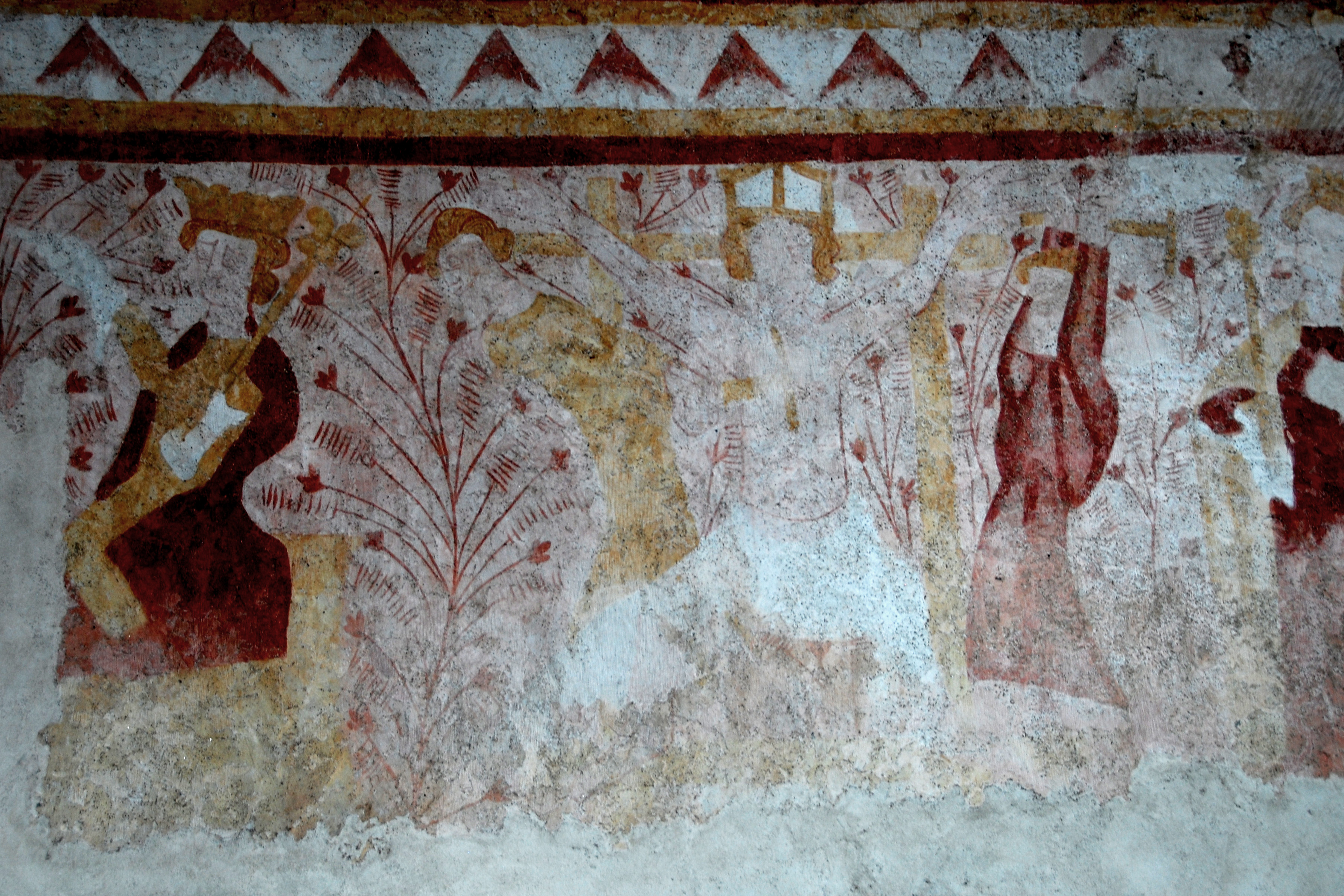
Kreuzigung
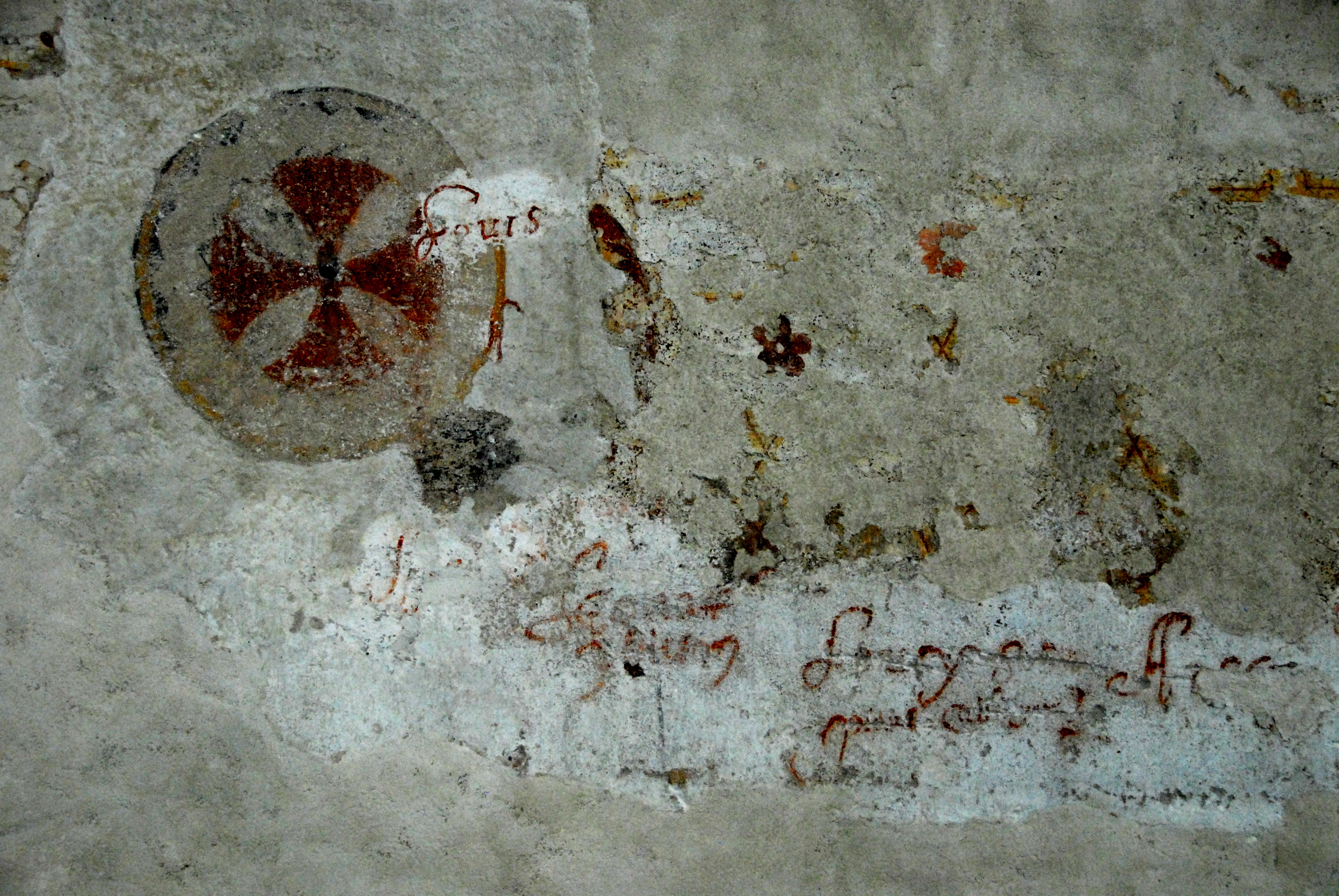
Freskenreste & Graffiti
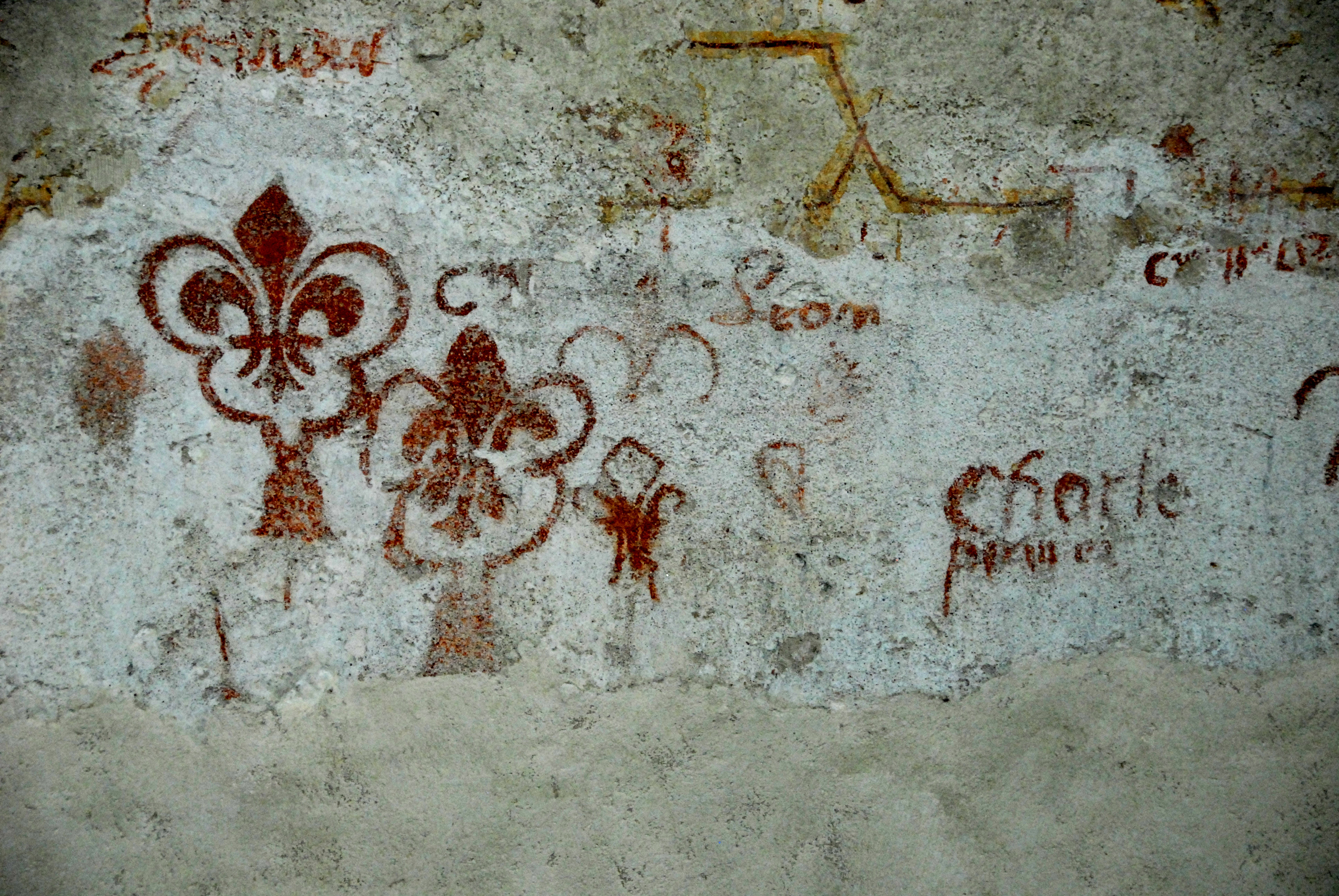
Freskenreste & Fleur-de-Lys

- Abendmahl

Die Abendmahlszene befindet sich rechts des Fensters zum Narthex. Die Gestik der zehn dargestellten Apostel deutet auf eine rege Diskussionen hin. Die zwei fehlenden Apostel sind vermutlich auf dem angrenzenden Fenstergewände dargestellt. Die meisten Jünger sitzen aufrecht hinter der langen Tafel. Einer, vermutlich Jesus Lieblingsjünger Johannes, scheint in den Armen Christus zu ruhen, der mit seiner linken Hand dessen Hinterkopf berührt. Eine weitere Person ist vor dem Tisch auf die Knie gefallen und beugt sich weit hinab. Der dunkle Gegenstand vor ihm könnte einen großen Weinkrug darstellen. Vielleicht handelt es sich aber um den Verräter Judas (ohne Nimbus), der die Schüssel serviert, aus der die Gemeinschaft essen wird. Außer einigen Geschirrteilen sind auf dem Tisch keine weiteren Einzelheiten zu erkennen. Die Köpfe der aufrecht stehenden Personen sind mit Nimben hinterlegt, mal helle, mal dunklere. Der Heiligenschein Christi ist mit Strahlen versehen.

„Am Abend dieses Tages saß Jesus mit den zwölf Jüngern beim Essen. Während sie aßen, sagte er: «Einer von euch wird mich verraten!» Erschrocken fragte jeder: «Meinst du etwa mich?» Jesus antwortete: «Der mit mir das Brot in die Schüssel eingetaucht hat, der ist es.»“

- Fußwaschung und Gefangennahme Jesu

Diese beiden Szenen schließen an die rechte Gewändekante des Fensters an. Der erste Ausschnitt ist sehr kurz und stellt die Fußwaschung dar. Der dunkel gekleidete Christus kniet vor dem sitzenden, weißhaarigen Petrus. Er hat ein Tuch in der Hand, welches er in eine Schüssel taucht, um Petrus die Füße zu waschen.

„Nun kam er zu Simon Petrus. Der sagte zu ihm: «Herr, du wäschst mir die Füße?» Jesus entgegnete ihm: «Was ich tue, begreifst du jetzt nicht, nachher aber wirst du es verstehen.» Petrus sagte zu ihm: «In Ewigkeit sollst du mir nicht die Füße waschen!» Jesus antwortete: «Wenn ich dich nicht wasche, hast du keinen Anteil an mir.»“

In der zweiten Szene (rechts) steht Jesus unter seinen Jüngern und wird von Judas umarmt und geküsst. Rechts daneben steht der weißhaarige Petrus und ergreift mit seiner linken Hand den ausgestreckten Arm Jesu. Mit seiner erhobenen Rechten hält er sein Schwert zum Hieb bereit und wird gleich dem Malchus, einem Diener des Hohenpriesters, der rechts hinter ihm steht, das Ohr abschlagen.

„Judas hatte mit ihnen vereinbart: «Der Mann, den ich küssen werde, der ist es. Ihn müsst ihr festnehmen!» Judas ging auf Jesus zu und sagte: «Sei gegrüßt, Meister!» Dann küsste er ihn.“

„Da nun Simon Petrus ein Schwert hatte, zog er es und schlug nach dem Knecht des Hohenpriesters und hieb ihm das rechte Ohr ab; der Name des Knechtes aber war Malchus. Da sprach Jesus zu Petrus: «Stecke dein Schwert in die Scheide! Soll ich den Kelch nicht trinken, den mir der Vater gegeben hat?»“

„Und er rührte sein Ohr an und heilte ihn.“

- Maria Himmelskönigin

Die kleine Szene rechts unterhalb des Fensters soll vermutlich die thronende Gottesmutter im Himmel darstellen (Himmelskönigin). Sie wird von prunkvollen Gebäudeteilen umrahmt, die den Himmel symbolisieren. In ihrer Rechten hält sie einen kleinen Gegenstand hoch. Das Fresko ist so stark beschädigt, dass kaum Einzelheiten erkannt werden können.
- Trauer um den Tod des Bischofs

Unmittelbar an die Himmelskönigin schließt die nächste Szene an, in der vermutlich die Trauer um den Tod eines Bischofs dargestellt wird. Dieser ist in ein Leichentuch gewickelt, trägt eine Mitra und liegt ausgestreckt auf einer Tragbahre. Ihm am nächsten stehen in kostbare Gewänder gekleidet und mit Mitra drei Würdenträger. Der mittlere hält in seiner Rechten ein Kreuz. Zwischen ihnen stehen zwei ihm nahestehenden Personen. Hinter diesen steht eine größere Gruppe von Trauernden, die dank ihrer Tonsur als Mönche identifiziert werden können.
- Kreuzigung

Links unter dem Fenster wird eine Kreuzigungsszene gezeigt, wobei der Gekreuzigte offensichtlich eine Krone trägt. Flankiert wird er von zwei Gestalten, deren Abbild stark verwittert ist. Dabei handelt es sich vermutlich um Johannes und der Gottesmutter Maria. Links davon, durch eine Pflanzenrispe getrennt, seht ein König, zu erkennen an der Krone und dem Zepter in seiner Linken.
- Graffiti

Auf der Südwand findet man auch noch etliche Freskenreste, unter anderem Fragmente von Inschriften. Dabei handelt es sich um späterer Ergänzungen. Vereinzelt findet man auch Markierungen von Kreuzwegstationen
- Fleur-de-Lys

Auch die Fleur-de-Lys, Symbol der französischen Könige (vor allem jener aus dem Haus Bourbon), ist unter den Freskenresten zu finden.

### Fresken der Grabkapelle Sainte-Catherine

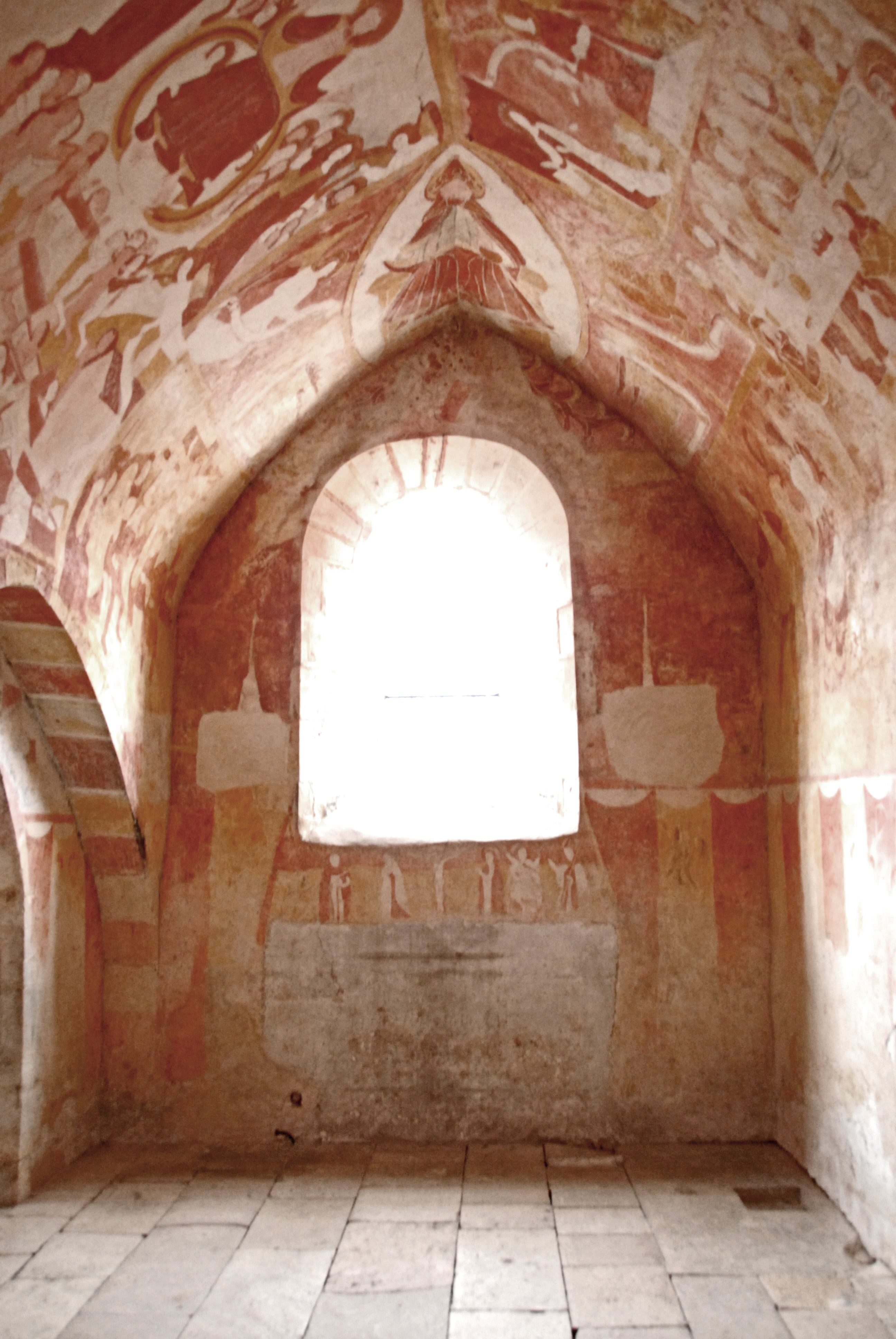
Katharinenkapelle, Blick nach Osten
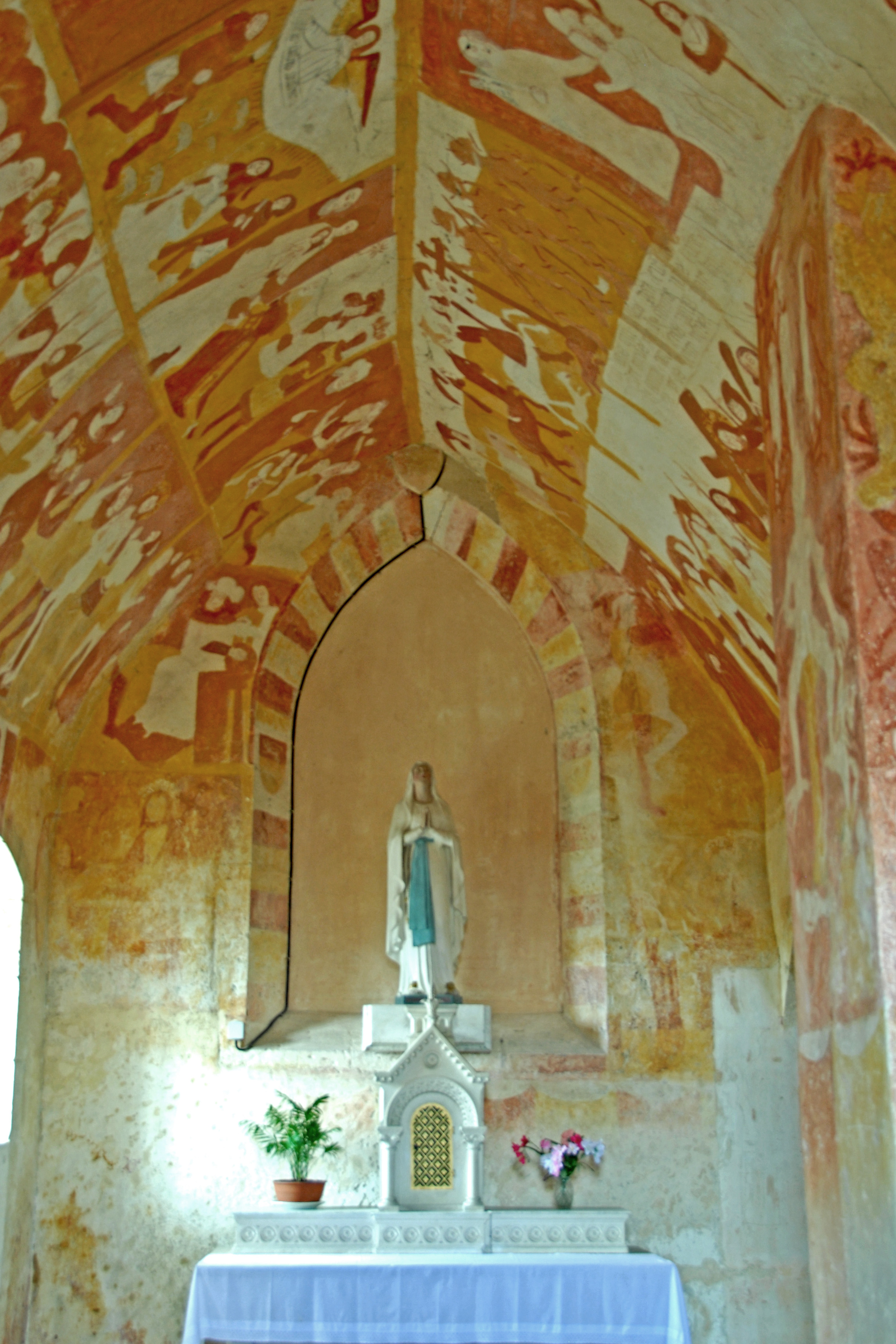
Katharinenkapelle, Blick nach Westen

#### Fresken über und auf der Ostwand

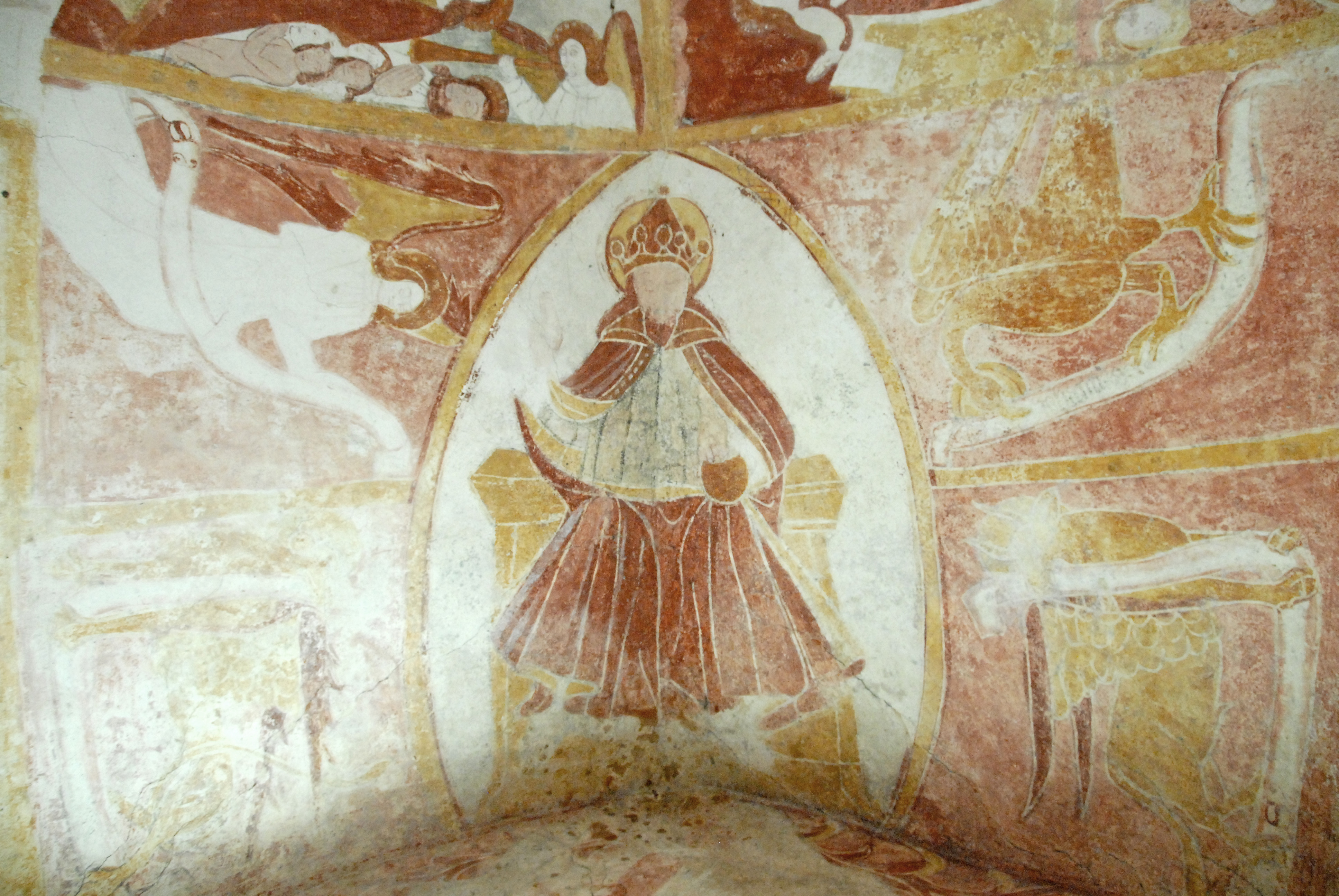
Majestät Christi & Evangelistensymbole
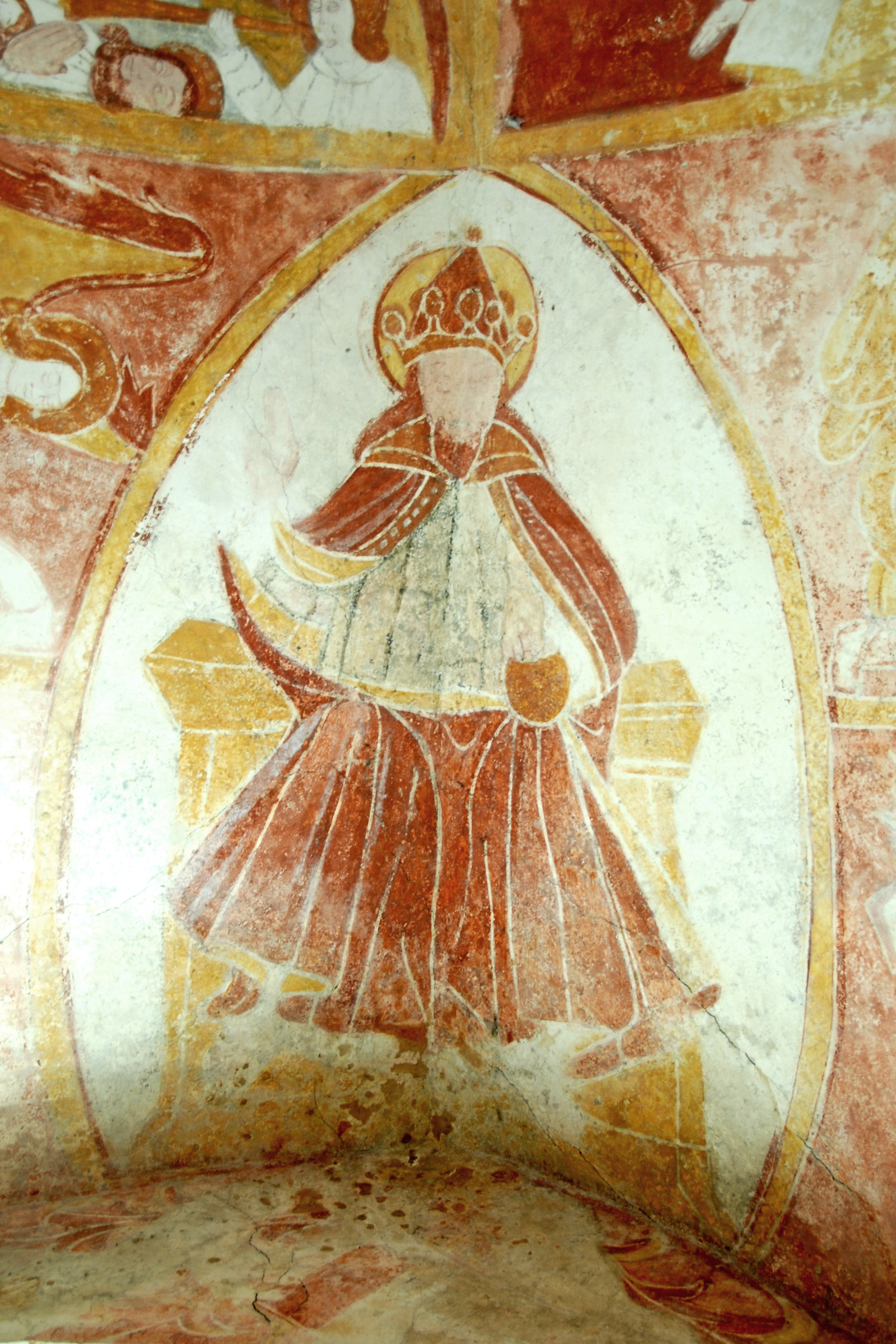
Majestät Christi
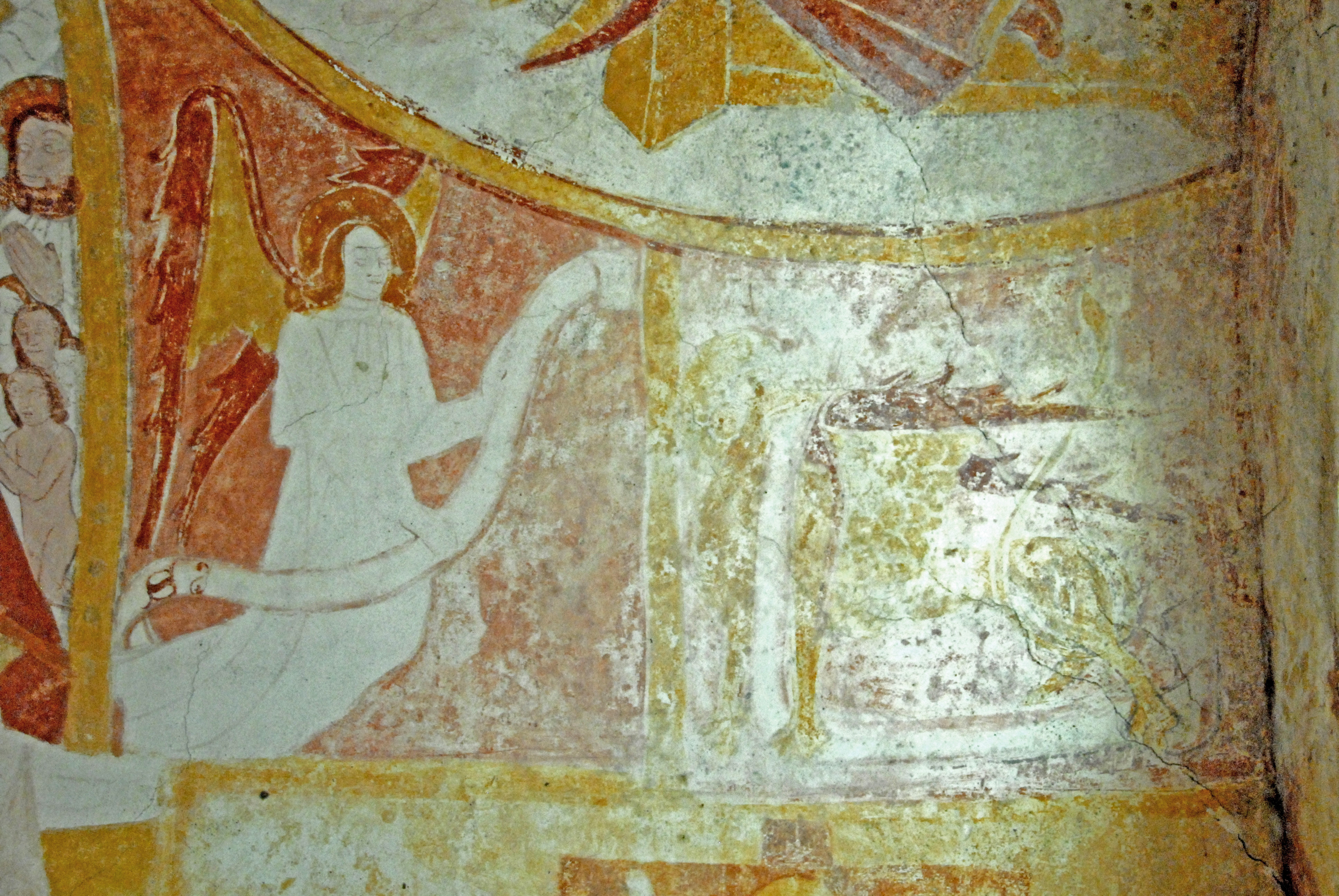
Evangelistensymbole Geflügelter Mensch & Stier
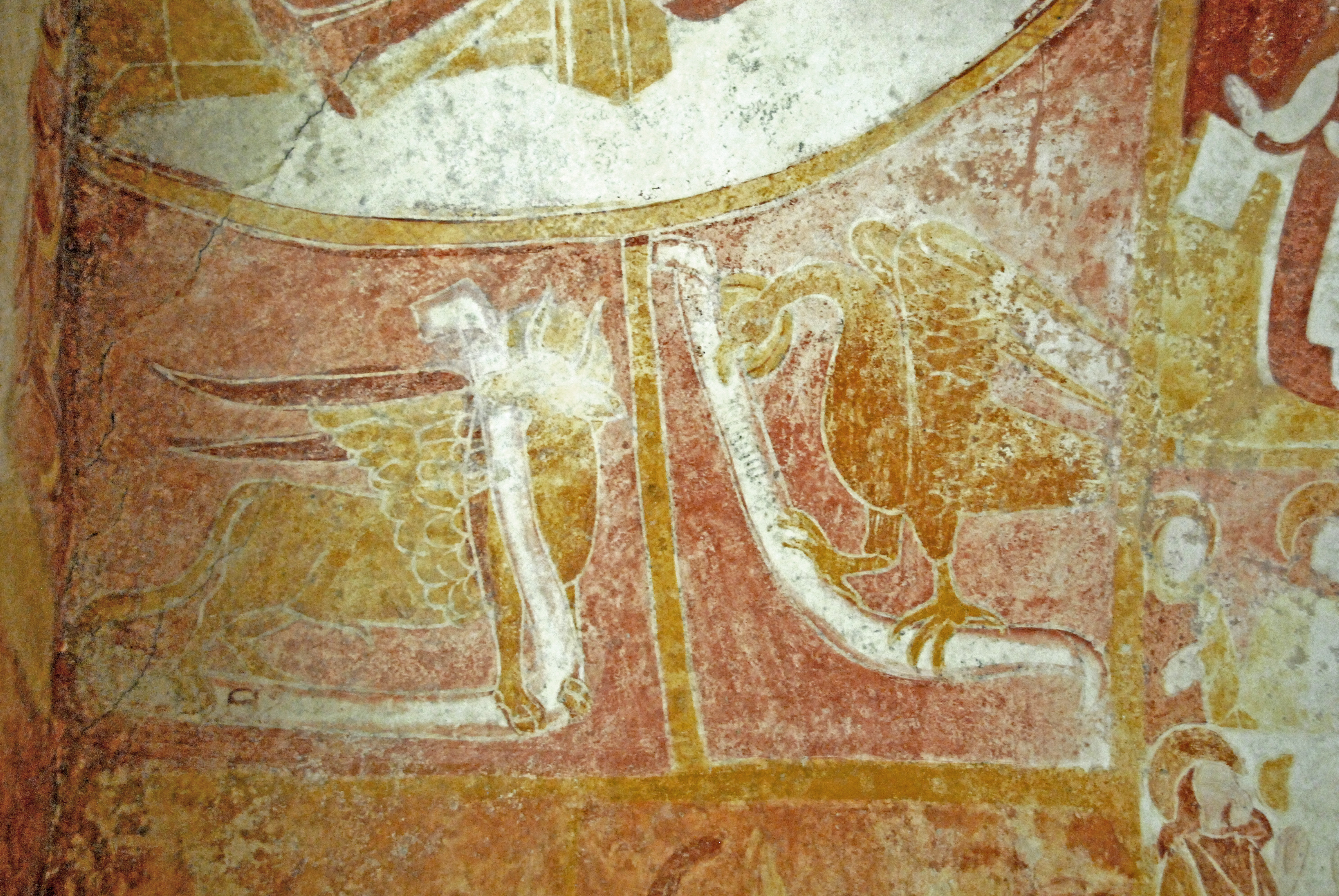
Evangelistensymbole Löwe & Adler

- Die Majestät Christi

Auf dem Gewölbeabschnitt über der Ostwand und über dem ehemaligen Altar wird die Majestät Christi in einer Mandorla präsentiert. Diese mandelförmige Form war Christus oder der Gottesmutter vorbehalten. Hier ist sie von den vier Evangelistensymbolen umgeben: geflügelter Mensch für Matthäus, ein Adler für Johannes, ein Löwe für Markus und schließlich ein Stier für Lukas.
Auf der Ostwand selbst erkennt man zwischen der Unterkante der Fensterbank und der Oberkante des ehemaligen Altars einen kleinen Fries auf dem sechs Personen abgebildet sind. Identifizierbar sind: Christus am Kreuz (zwischen Maria und Johannes) und ein Bischof.

#### Fresken auf und über der Südwand

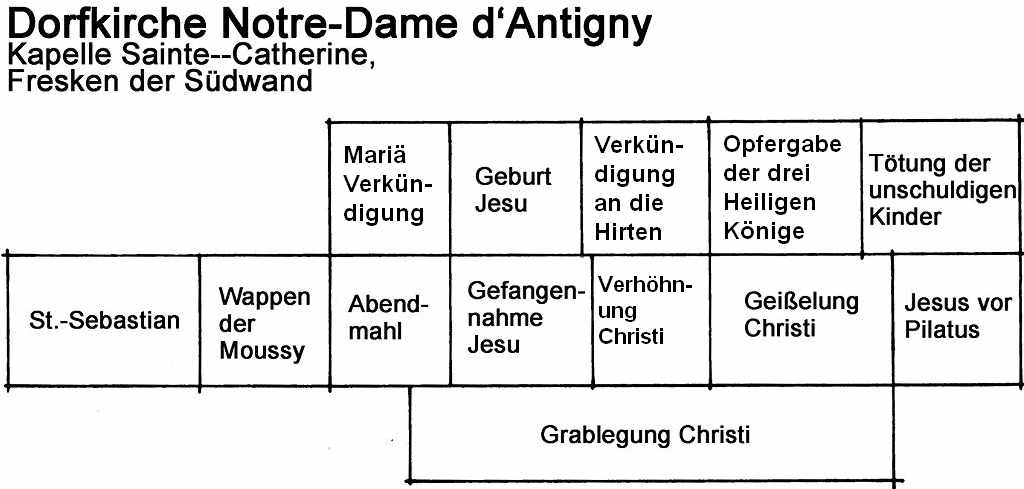
Katharinenkapelle, Südwand, Positionsskizze
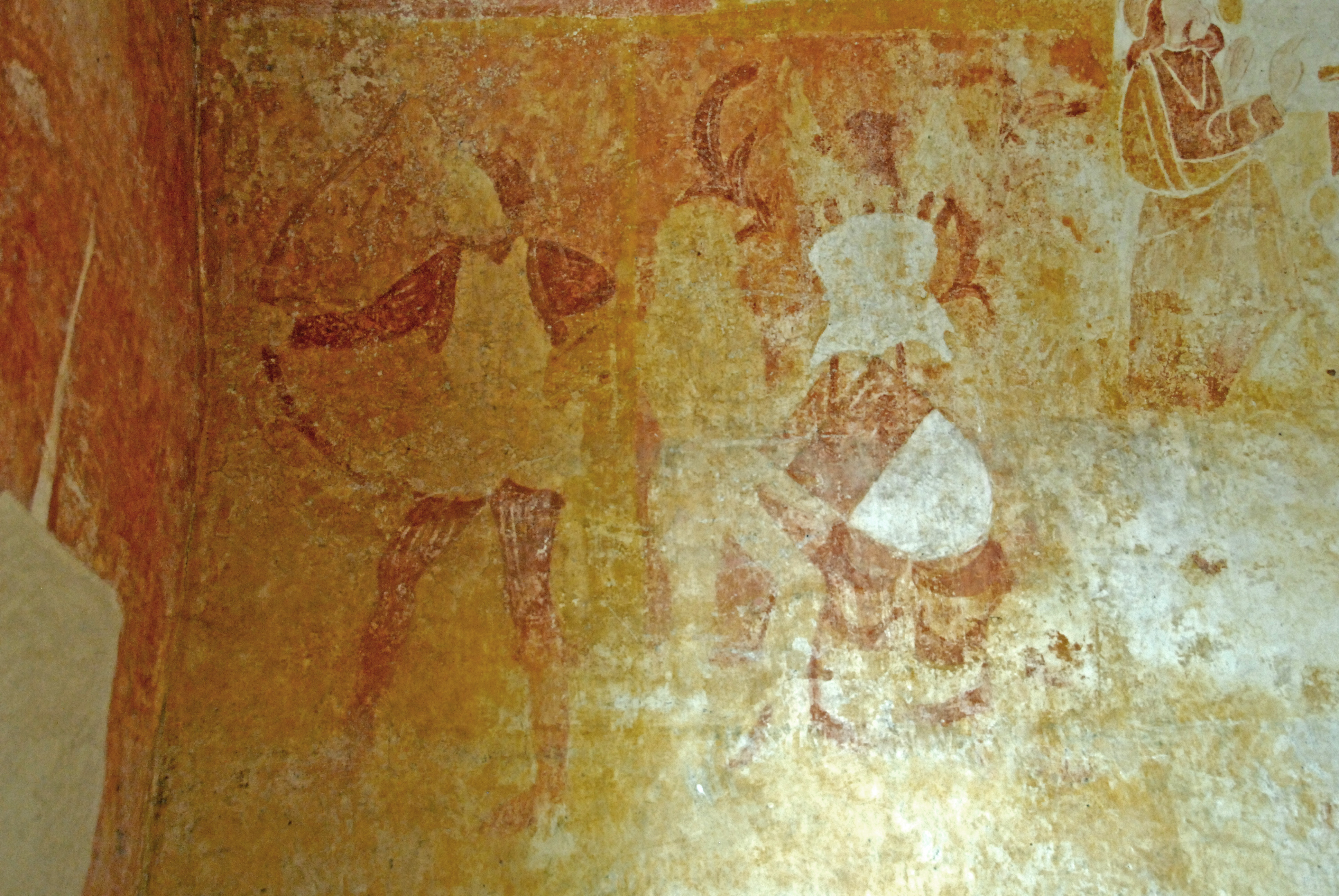
St. Sebastian & Wappen derer von Moussy

Auf der Südwand und dem anschließenden Gewölbe befindet sich ganz oben unter dem Gewölbescheitel ein Bilderzyklus der die Kindheit Jesu zeigt. Im Weiteren sieht man in der Mitte und ganz unten die Passion Christi. Links in der Mitte schließen sich die Darstellungen des heiligen Sebastian und die des Wappens derer von Moussy an.

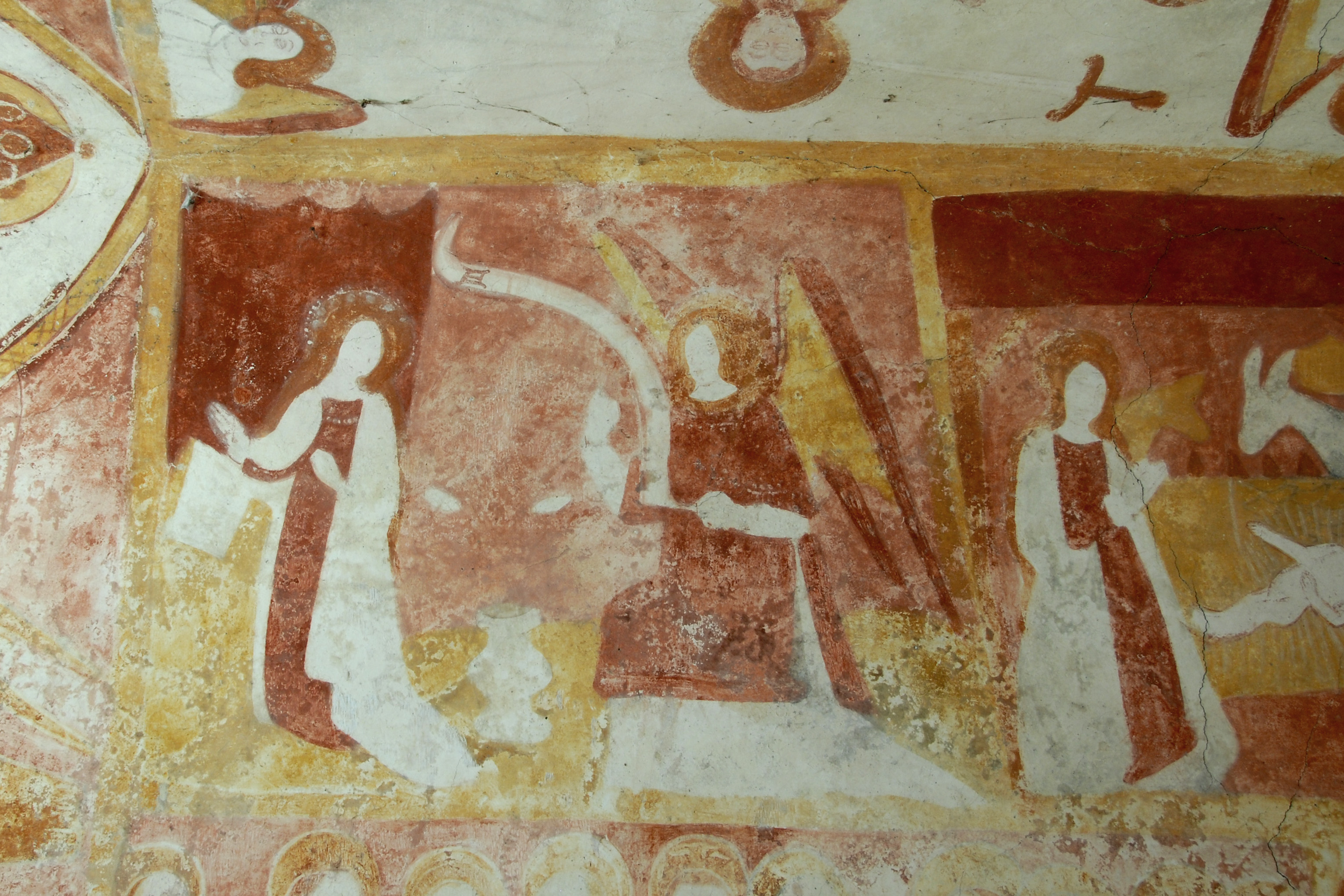
Mariä Verkündigung
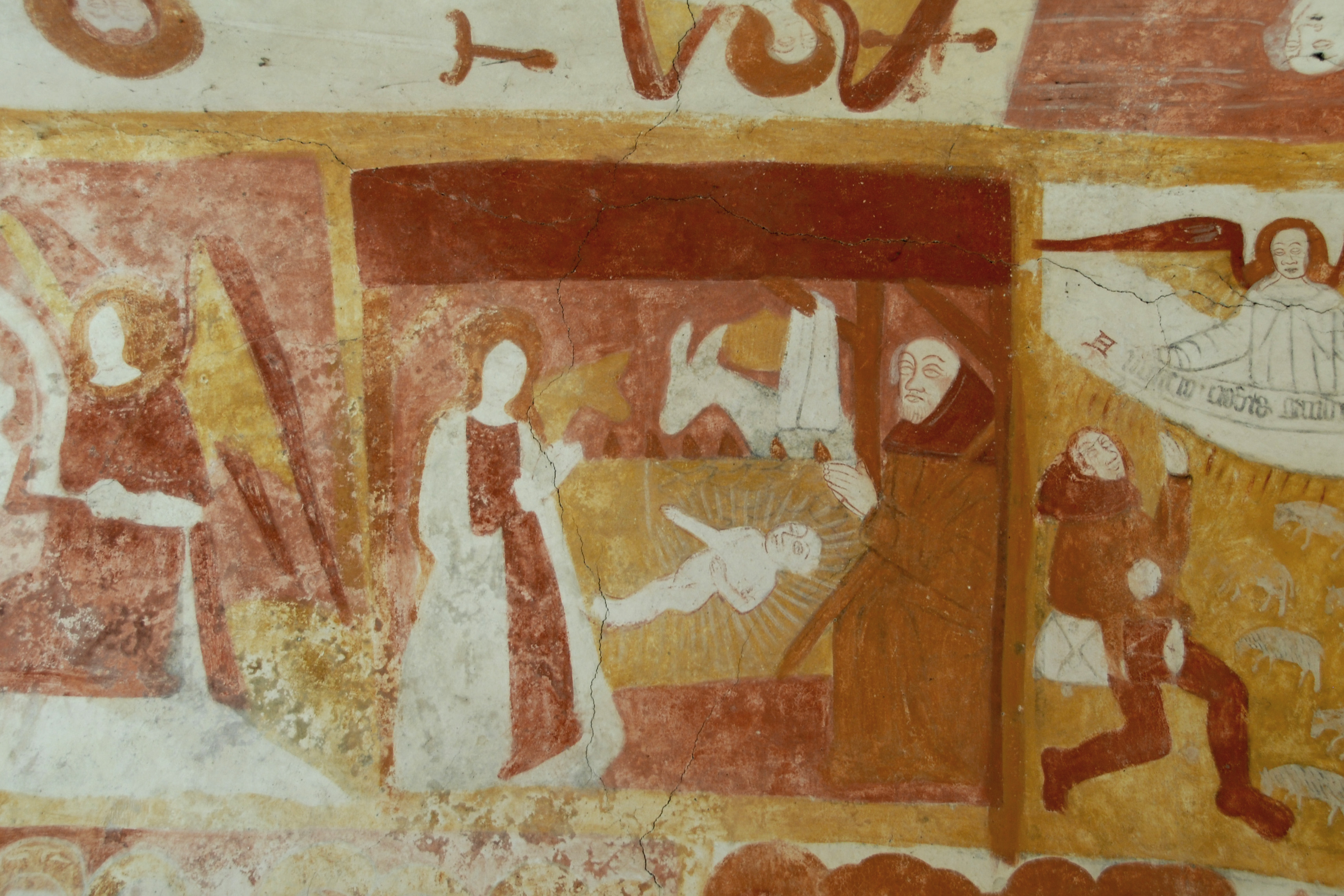
Geburt Jesu
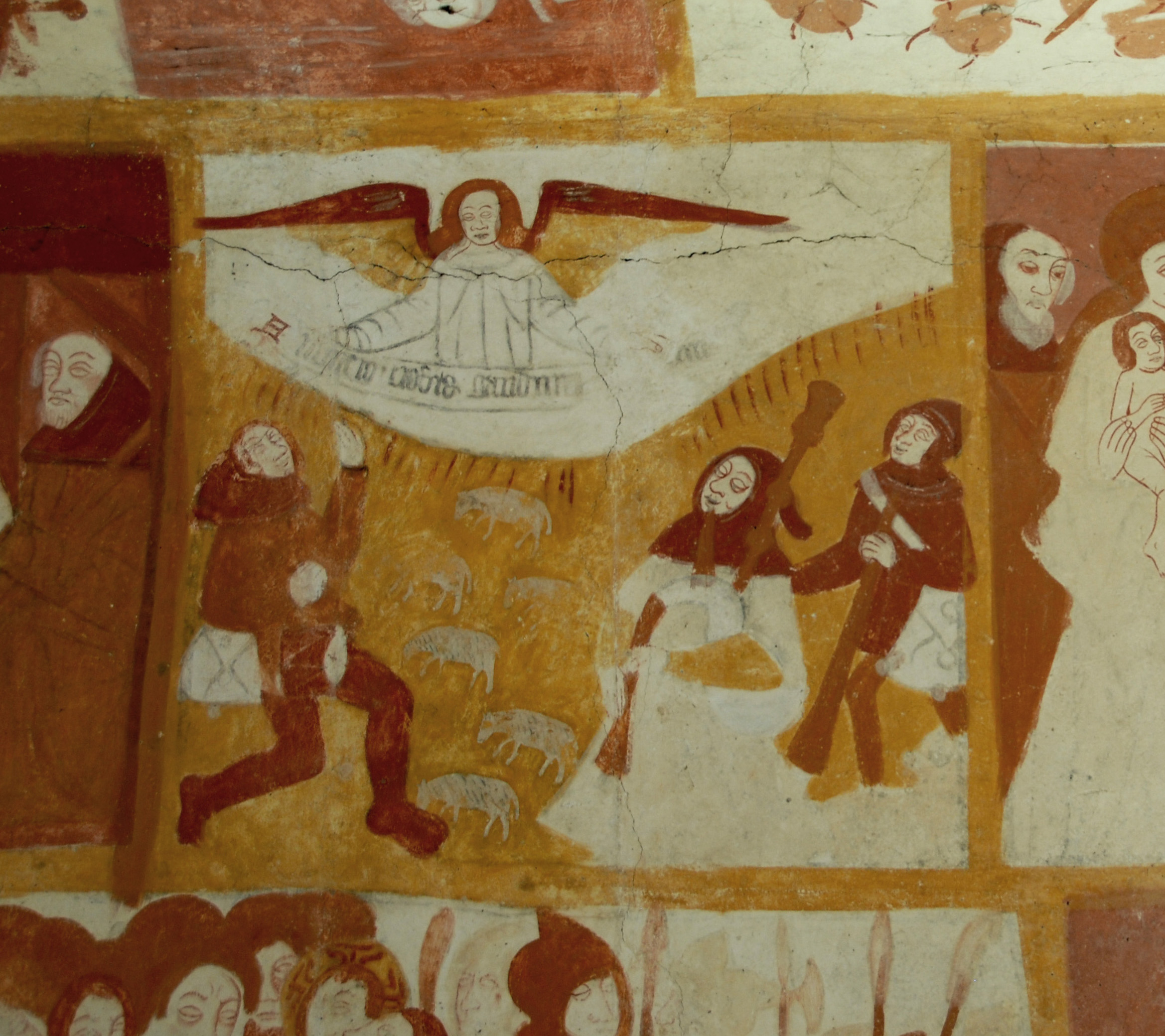
Verkündigung an die Hirten
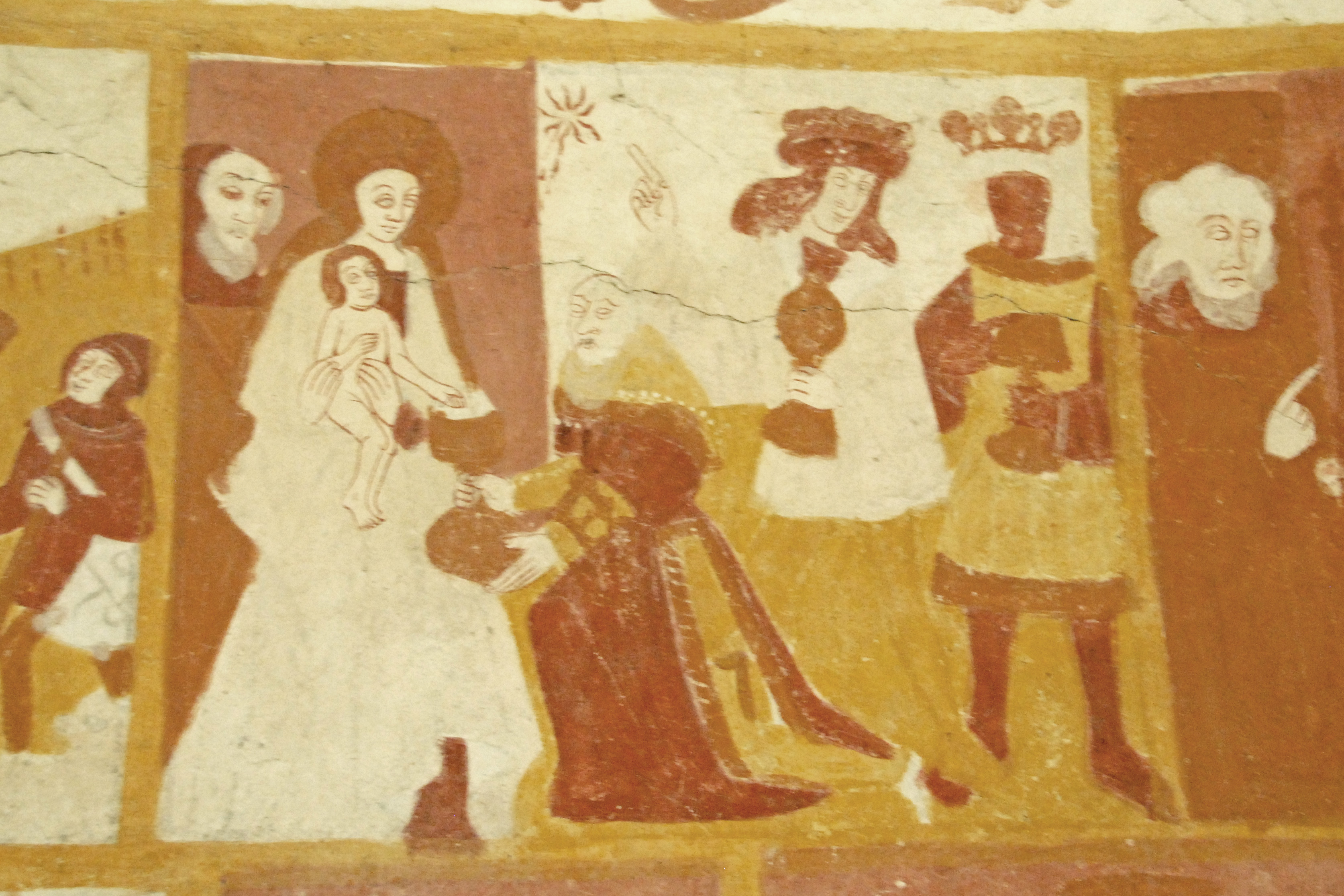
Opfergabe der drei Heiligen Könige
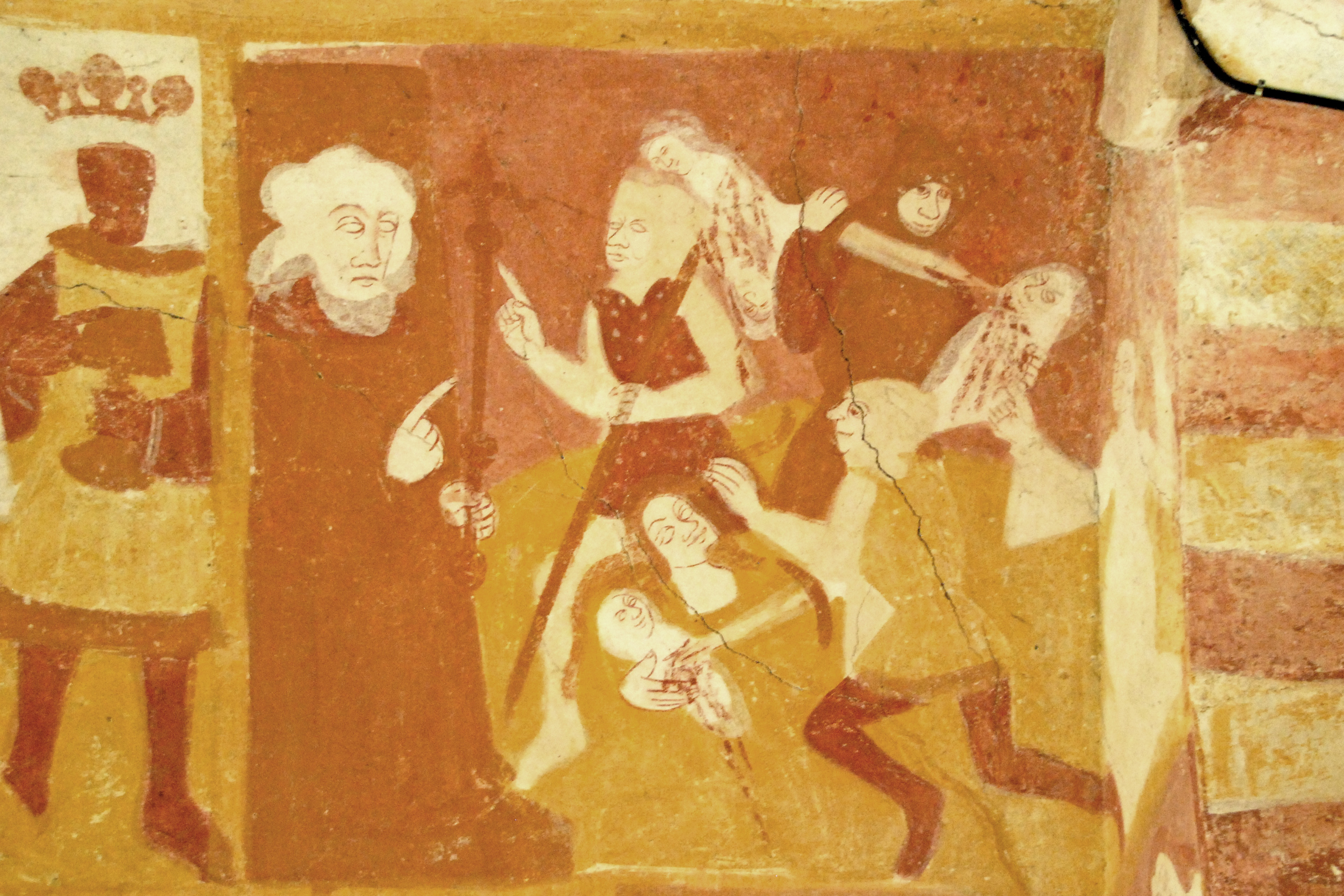
Tötung der Unschuldigen Kinder
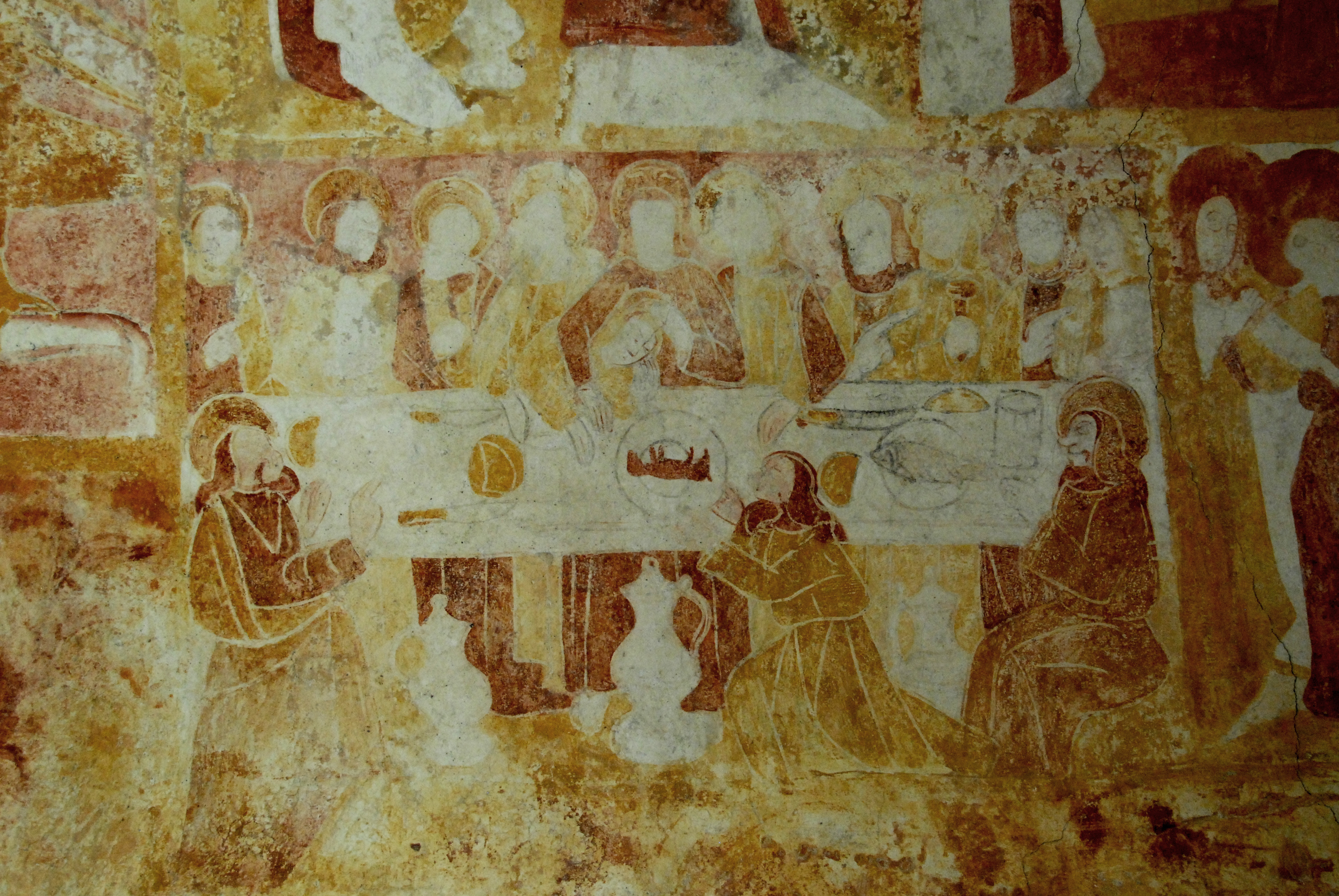
Abendmahl
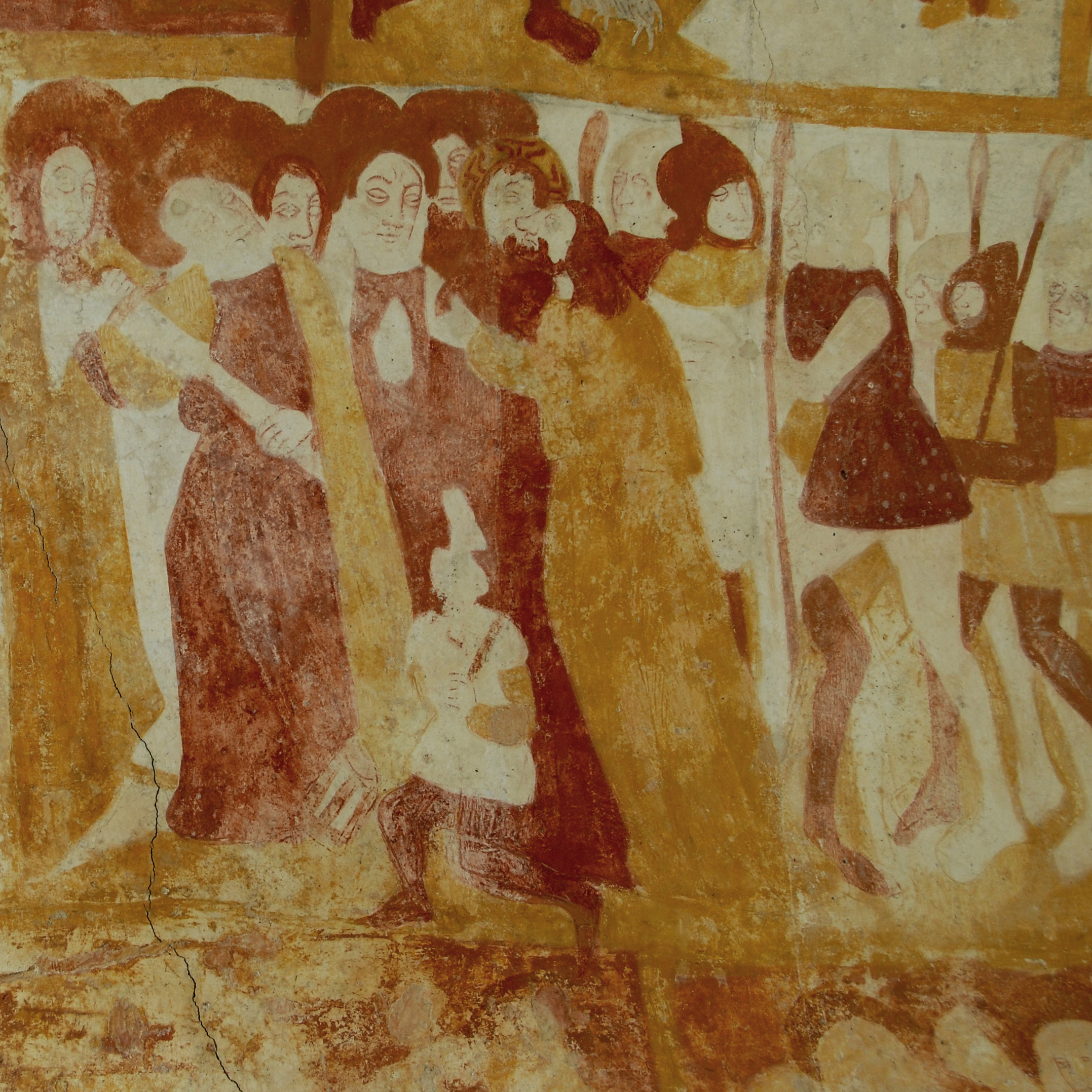
Gefangennahme Jesu
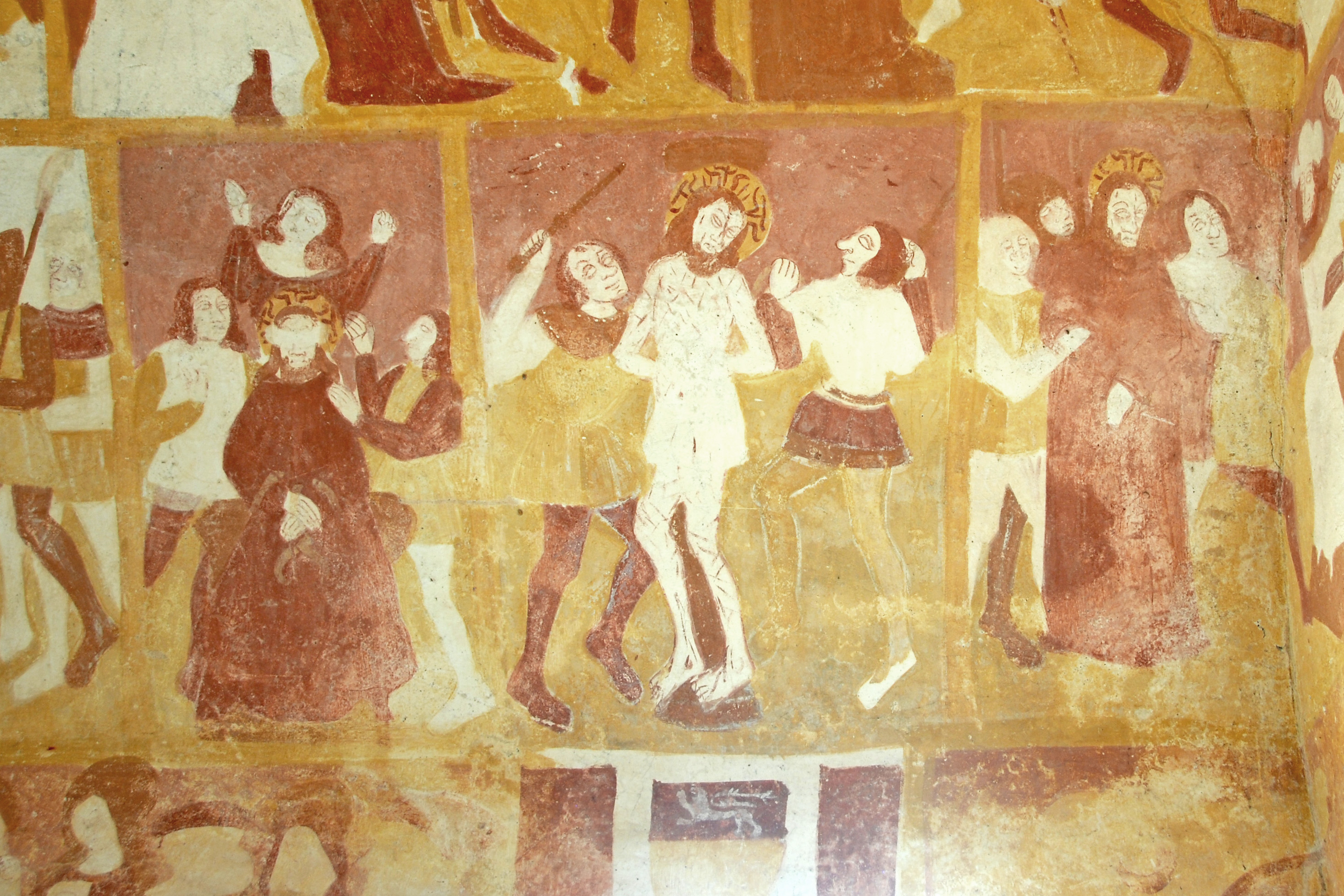
Verhör und Geißelung & Jesus vor Pilatus

- Die Verkündigung

Der Erzengel Gabriel verkündet der knienden Jungfrau, sie werde einen Sohn gebären, dem sie den Namen Jesu geben soll. (Lukas 1, 26-38)
- Die Geburt

Die Szene (Lukas 2, 1-7) zeigt einen offenen Stall mit Dach und Holzstützen, in dem das mit einem Strahlenkranz umgebene Kind unbedeckt in einer Krippe liegt. Über einem Strebebalken sind Windeln aufgehängt. Links steht oder sitzt Maria, rechts Josef. Beide falten ihre Hände zum Gebet. Mittig hinter der Krippe stehen ein Ochse und ein Esel, die das Kind wärmen. Dabei handelt es sich um eine Zugabe, welche nicht aus den Evangelien stammt, sondern auf alte Überlieferungen und Traditionen zurückgeht, etwa auf einen Vers des Propheten Jesaja.
- Verkündigung der frohen Botschaft an die Hirten

In eine Wolke gehüllt erscheint der Engel des Herrn und hält mit ausgebreiteten Armen ein Spruchband hoch. Er kündet damit den Hirten die Geburt Christi an. Einer der Hirten fällt auf die Knie, die beiden anderen musizieren mit einer Sackpfeife und einer Schalmei.
- Opfergabe der drei Heiligen Könige

Die Sterndeuter, auch Weise oder Könige genannt (im französischen Text Magier), opfern dem Kind, das auf dem Schoß seiner Mutter sitzt, „Gold, Weihrauch und Myrrhe“ in kostbaren Gefäßen. Der älteste, mit weißen Haaren und im fußlangen Gewand, kniet vor dem Kind und hält eine Schale in der Hand. Der zweite, im kurzen Gewand, weist mit der Rechten zum Stern, der sie hierher geführt hat. Er trägt langes schwarzes Haar, das mit einer ausladenden Haube – vielleicht auch Krone – bedeckt ist. In seiner Linken hält er ein großes Gefäß in Form einer Flasche. Der Dritte, im knielangen Gewand, ist dunkelhäutig und trägt in der Linken einen großen Kelch. Sein Kopf wird von einer goldenen Krone bedeckt. Links hinter Maria schaut Josefs ihr über die Schulter.
- Tötung der Unschuldigen Kinder von Betlehem

Auf der linken Seite der Szene gibt König Herodes den Befehl, die Kinder von Betlehem umzubringen (Kindermord in Betlehem). Seltsamerweise trägt er in der Linken ein Zepter, das am oberen Ende eine Lilie (französisch Fleur-de-Lys), das Symbol des französischen Königtums, präsentiert. Rechts sieht man, wie die Kleinkinder, welche zum Teil in den Armen ihrer Mütter liegen, mit Schwertern getötet werden.
- Das Letzte Abendmahl

In der Reihe unter der Mariä Verkündigung beginnt der Zyklus der Passion mit dem Letzten Abendmahl. Hinter der gedeckten Tafel sitzen zehn Jünger, in ihrer Mitte Christus (ab dieser Szene immer mit Kreuznimbus), der seinen Lieblingsjünger Johannes in den Armen hält und mit seiner aufgelegten Hand tröstet. Dieser Ausschnitt ähnelt der Abendmahlszene im Schiff. Am rechten Ende des Tisches steht ein weiterer Jünger und auf der Vorderseite des Tisches sitzen an den Tischenden noch zwei Jünger, die sich zur Seite gewandt haben. Eine weitere Person vor dem Tisch deutet einen Kniefall an und scheint mit beiden Händen die Schüssel mit dem Pessach-Lamm darzureichen. Da diese Gestalt als einzige keinen Nimbus trägt, kann sie als Judas identifiziert werden; ihre Gestik passt dann auch zu den Versen Matthäus 26, 21-23.
Weshalb in dieser Szene die eigentliche Anzahl der Jünger um zwei überschritten wird, ist nicht bekannt. Die Gestik – teilweise liegen ihre Hände auf dem Tisch, teilweise führen sie zum Mund – verrät, dass sie gerade speisen. Der Teller vor Christus enthält das gebratene Lamm, der Teller weiter rechts einen großen, ganzen Fisch. Der Inhalt des Tellers am linken Tischrand ist zwischenzeitlich verblasst und nicht mehr zu erkennen. Die halbmondförmigen gelben Scheiben scheinen Brot darzustellen. Drei Messer liegen verteilt auf dem Tisch. Am rechten Tischende befindet sich das einzige Trinkgefäß, ein großer Becher. Unter und vor dem Tisch sind drei große Weinkrüge zu erkennen. Die dritte Person rechts von Christus deutet auf seinen Nachbarn, der vermutlich einen Schlüssel hoch hält und damit als Petrus zu identifizieren ist.
- Gefangennahme Jesu

Im Zentrum dieser Szene steht Jesus, der von Judas geküsst wird. Dabei handelt es sich um das vereinbarte Signal, welches die Bewaffneten (im Hintergrund rechts zu sehen) auffordert, einzugreifen und Jesus zu verhaften (Verrat Judas). Rechts von Jesus stehen die Apostel, von denen Petrus im Begriff ist, sein Schwert in die Scheide zurückzustecken, nachdem er mit ihm dem kleinen Knecht des Hohenpriesters, der vor Jesus steht, das Ohr abgeschlagen hat.
- Verhöhnung und Geißelung Christi

Dieses Thema erstreckt sich über zwei Szenen:
- Christus sitzt mit gefesselten Händen und verbundenen Augen am Boden und wird von drei Peinigern geschlagen, bespuckt, verspottet und verhöhnt.
- Ohne Oberbekleidung wird er an einen Pflock gebunden, mit Stöcken geschlagen und erleidet dadurch Schmerzen und blutende Wunden am ganzen Körper.

„Und sie spuckten Jesus ins Gesicht, schlugen ihn mit Fäusten und verhöhnten ihn: «Na, du Messias! Du bist doch ein Prophet! Sag uns, wer hat dich geschlagen?»“

- Jesus vor Pilatus

Diese Szene erstreckt sich noch ein kurzes Stück hinüber zur Westwand. Sie zeigt das Verhör vor Pilatus, der sich letztlich die „Hände in Unschuld wäscht“.

„Als Pilatus sah, dass er so nichts erreichte und dass der Tumult nur immer größer wurde, ließ er eine Schüssel mit Wasser bringen. Für alle sichtbar wusch er sich die Hände und sagte: «Ich bin für das Blut dieses Unschuldigen nicht verantwortlich. Die Verantwortung dafür tragt ihr!»“

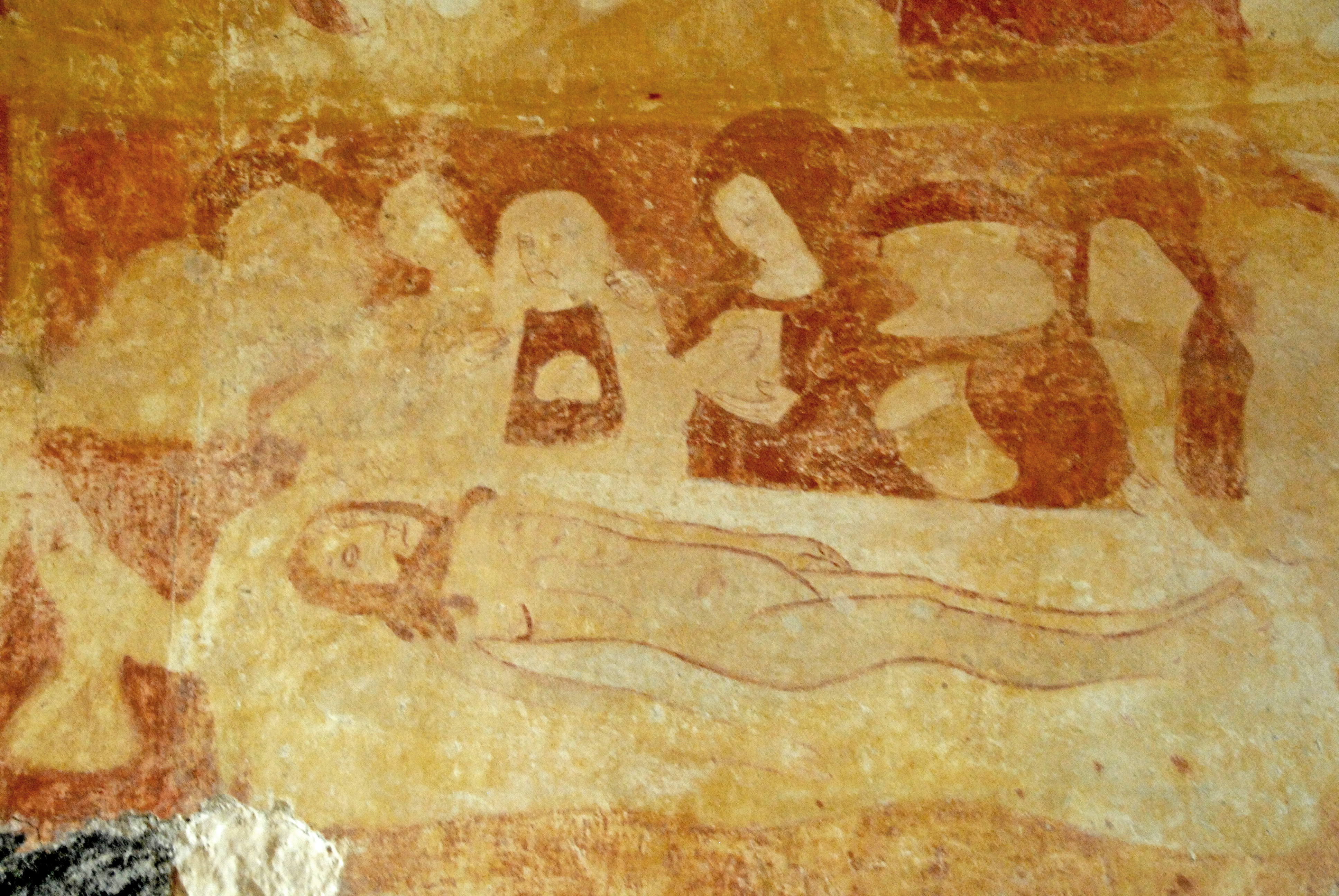
Katharinenkapelle, Fresken Südwand, Grablegung

Der Zyklus der Passion Christi wird dann auf der Nordwand fortgesetzt und endet schließlich hier auf der Südwand in der untersten Reihe mit der:
- Grablegung Jesu

Bei dieser letzten Szene der Passion handelt es sich um die Grablegung am Tage seines Todes. Josef von Arimathäa hatte bei Pilatus erwirkt, dass er Jesus begraben dürfe. Er liegt hier entkleidet auf dem Leichentuch, in das er eingewickelt werden sollte. Nach jüdischer Tradition fehlte aber noch die Einbalsamierung, die nach dem Sabbat stattfinden sollte. Gut zu erkennen ist die Einstichwunde auf seiner rechten Seite.

„Er nahm Jesus vom Kreuz, wickelte den Toten in ein großes Leinentuch und brachte ihn in ein neu angelegtes Felsengrab. Das alles geschah am späten Freitagnachmittag, unmittelbar vor Beginn des Sabbats. Mit Joseph gingen auch die Frauen, die Jesus aus Galiläa gefolgt waren. Sie sahen zu, wie man den Toten in das Grab legte.“

#### Fresken auf und über der Nordwand

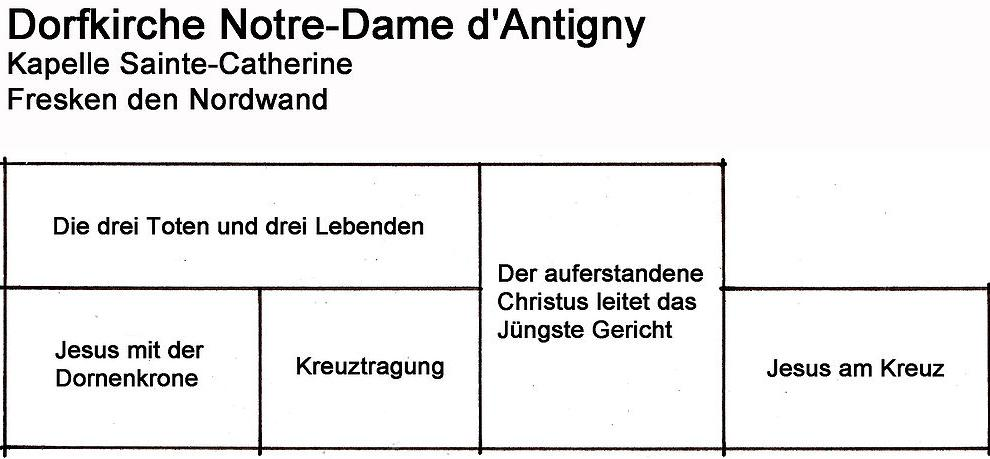
Katharinenkapelle, Nordwand (zum Chor), Positionsskizze
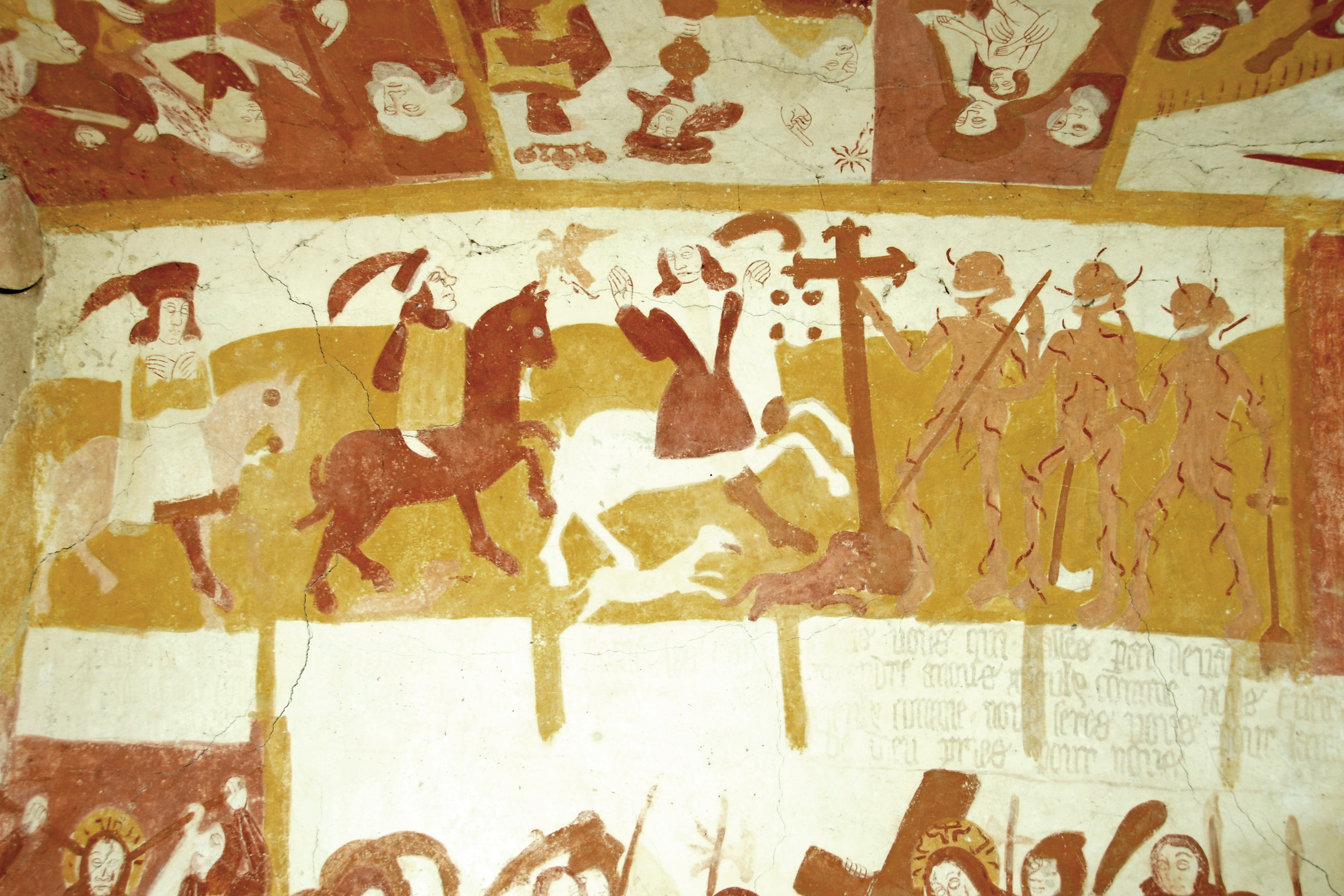
Die drei Lebenden und die drei Toten

- Legende von den drei Lebenden und den drei Toten

Die aus dem Orient stammende Legende erzählt von drei eleganten jungen Herren, die zu Pferd mit Hunden und Falken auf die Jagd gehen. Im Wald stoßen sie auf ein Kreuz, drei Särge und drei Leichen, deren halbverweste Körper mit Würmern durchsetzt sind. Eine der Leichen hält in ihrer Hand einen langen Stab, die zweite eine Hacke und die dritte eine Schaufel. Sie geben sich als Väter der Herren zu erkennen und mahnen die Lebenden mit den Worten: „quod fuimus estis, quod sumus eritis“ („Was ihr seid, waren wir einst. Was wir sind, werdet ihr sein.“). Dieser Ausspruch lässt sich über viele Jahrhunderte zurückverfolgen.
Die Legende findet auch in indischen Quellen aus dem 6. Jahrhundert, in arabischen Texten aus vorislamischer Zeit und einem Trauergedicht von Alkuin, dem Lehrer Karls des Großen, Erwähnung. Die Erzählung ist für die Geschichte der Totentanzdarstellung von großer Bedeutung, weil in ihr zum ersten Mal sprechende Todesgestalten vorkommen. Das Gleichnis taucht auch in der Literatur des 13. Jahrhunderts auf und manifestiert sich in Frankreich in rund dreißig Wandmalereien, die um 1420 entstanden. Manchmal wird es, wie in Antigny, mit dem Jüngsten Gericht und dem Fegefeuer verknüpft. Die Überlieferung erreicht im 14. und 15. Jahrhundert zur Zeit der großen Pestepidemien ihren Höhepunkt.
In der unteren Reihe wird der Passionszyklus, welcher auf der Südwand beginnt, mit drei weiteren Szenen fortgesetzt. Unterbrochen wird er allerdings von der großen Darstellung des Jüngsten Gerichts:

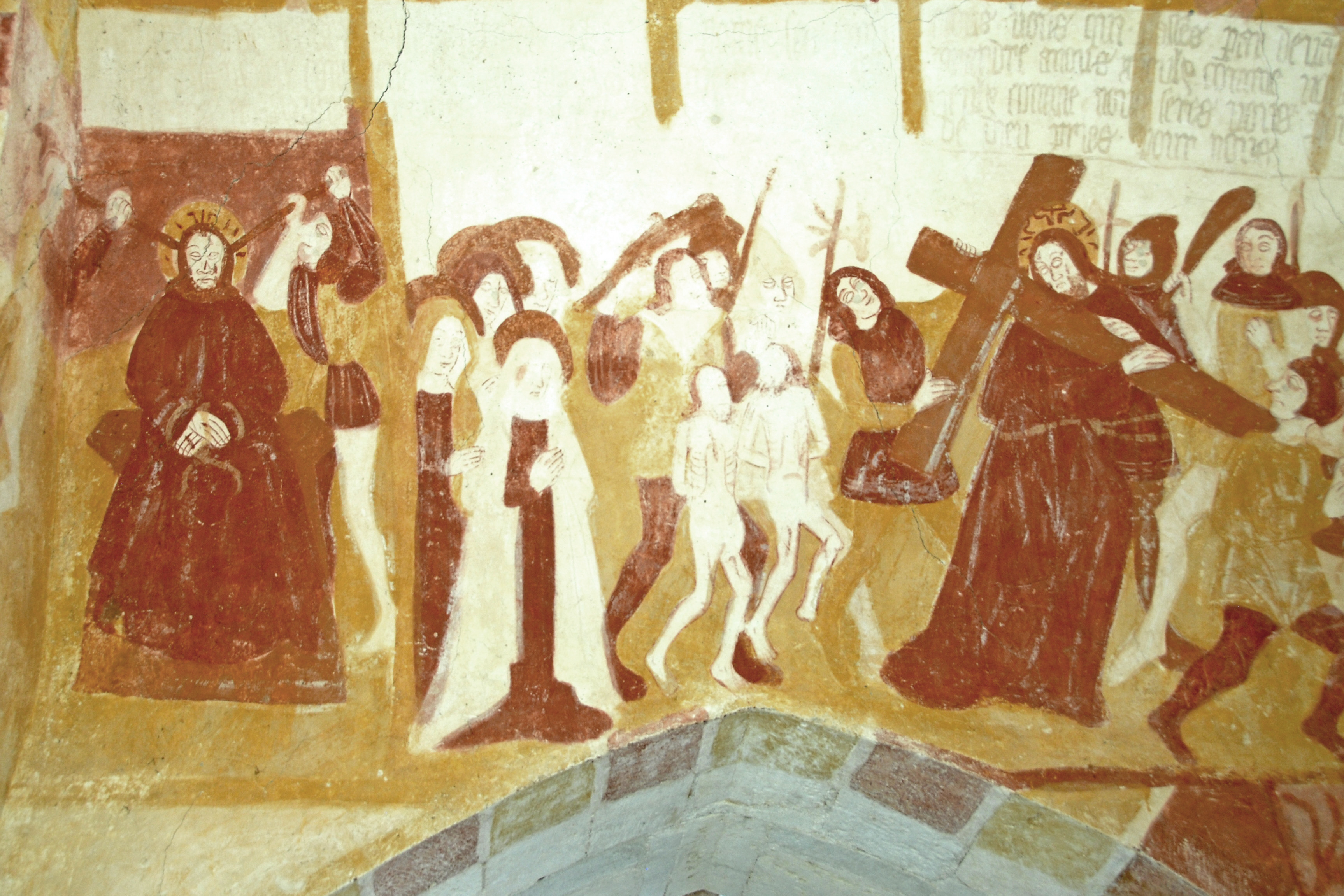
Jesus mit Dornenkrone & Kreuztragung
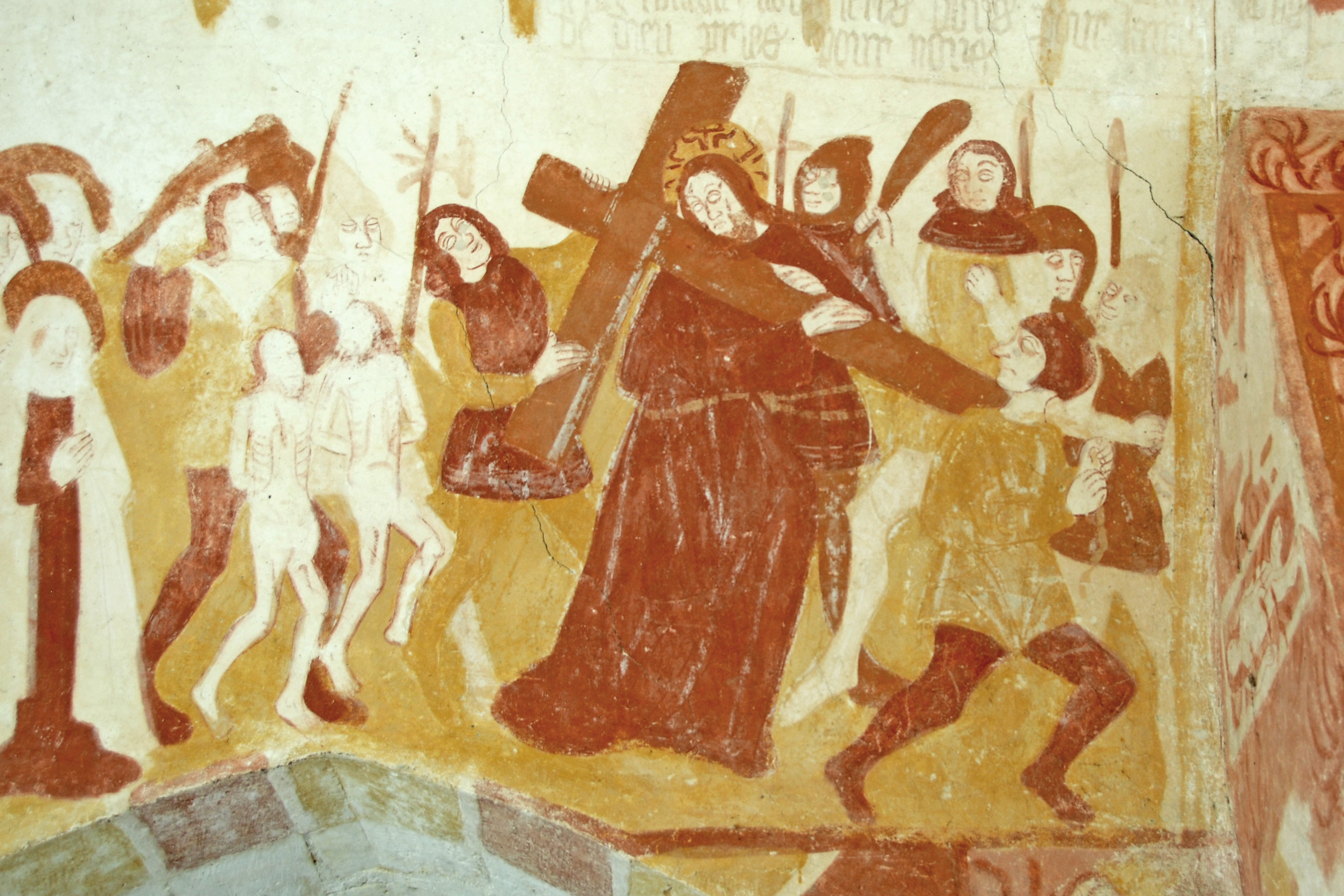
Kreuztragung
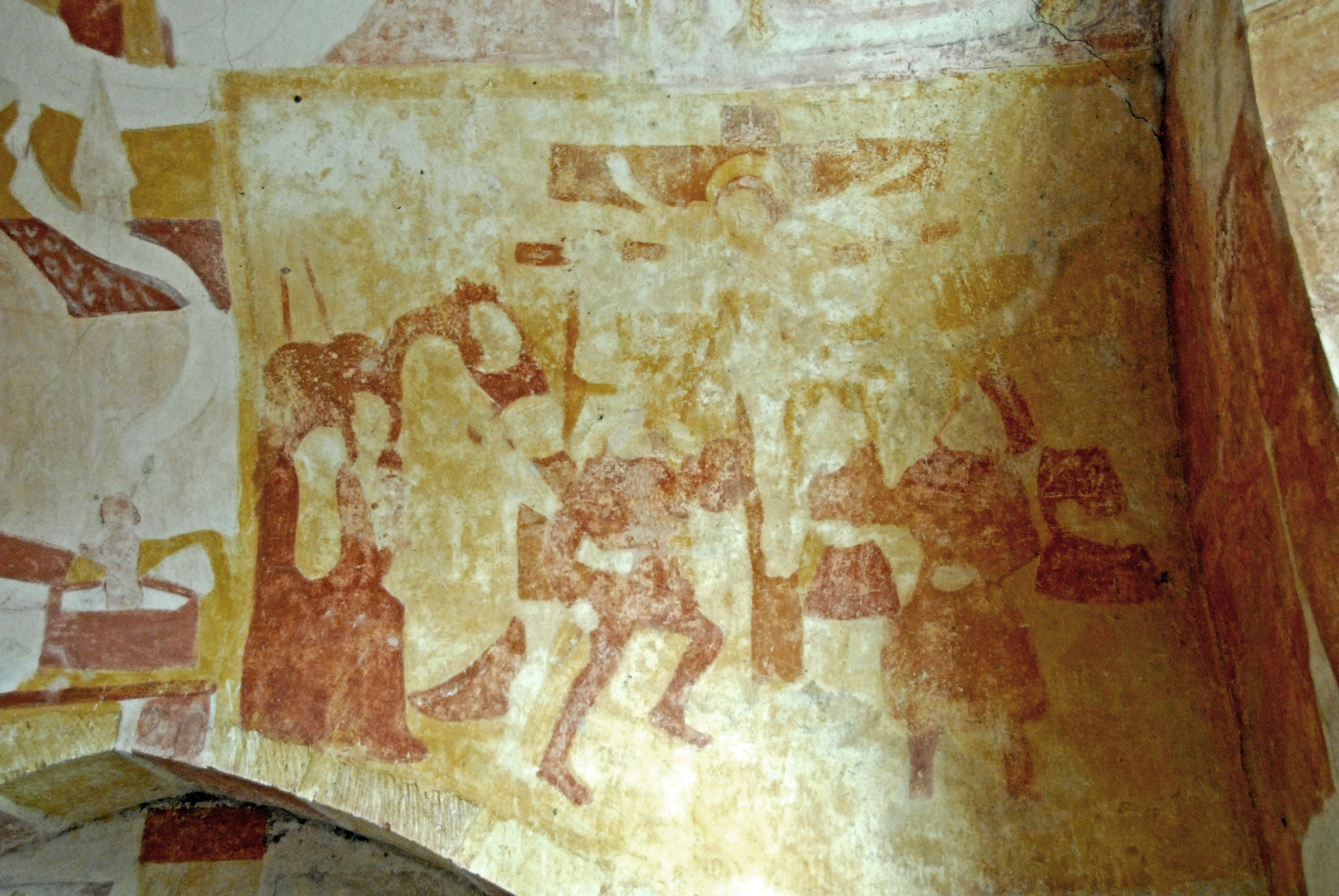
Kreuzigung
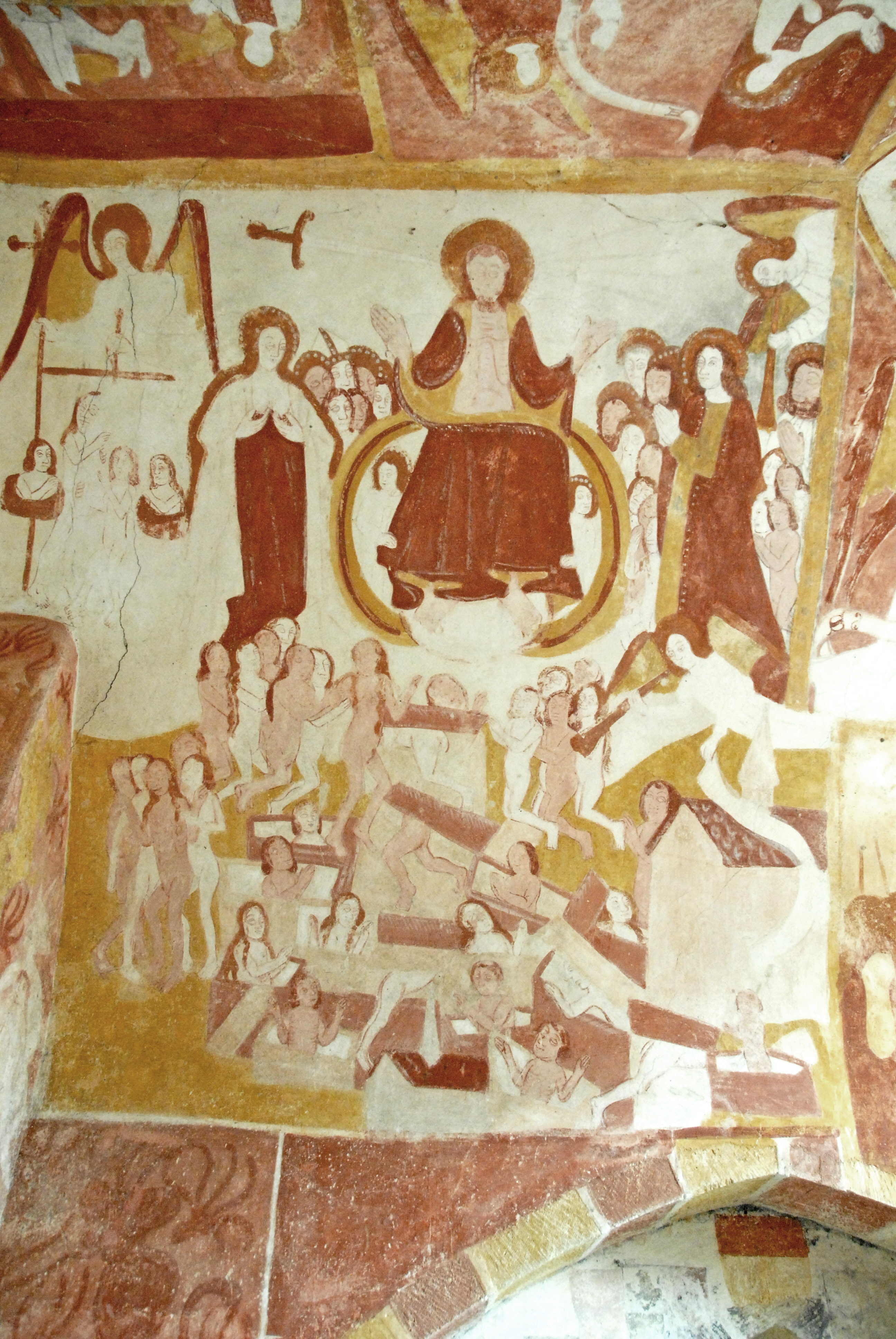
Das Jüngste Gericht (Hauptszene)
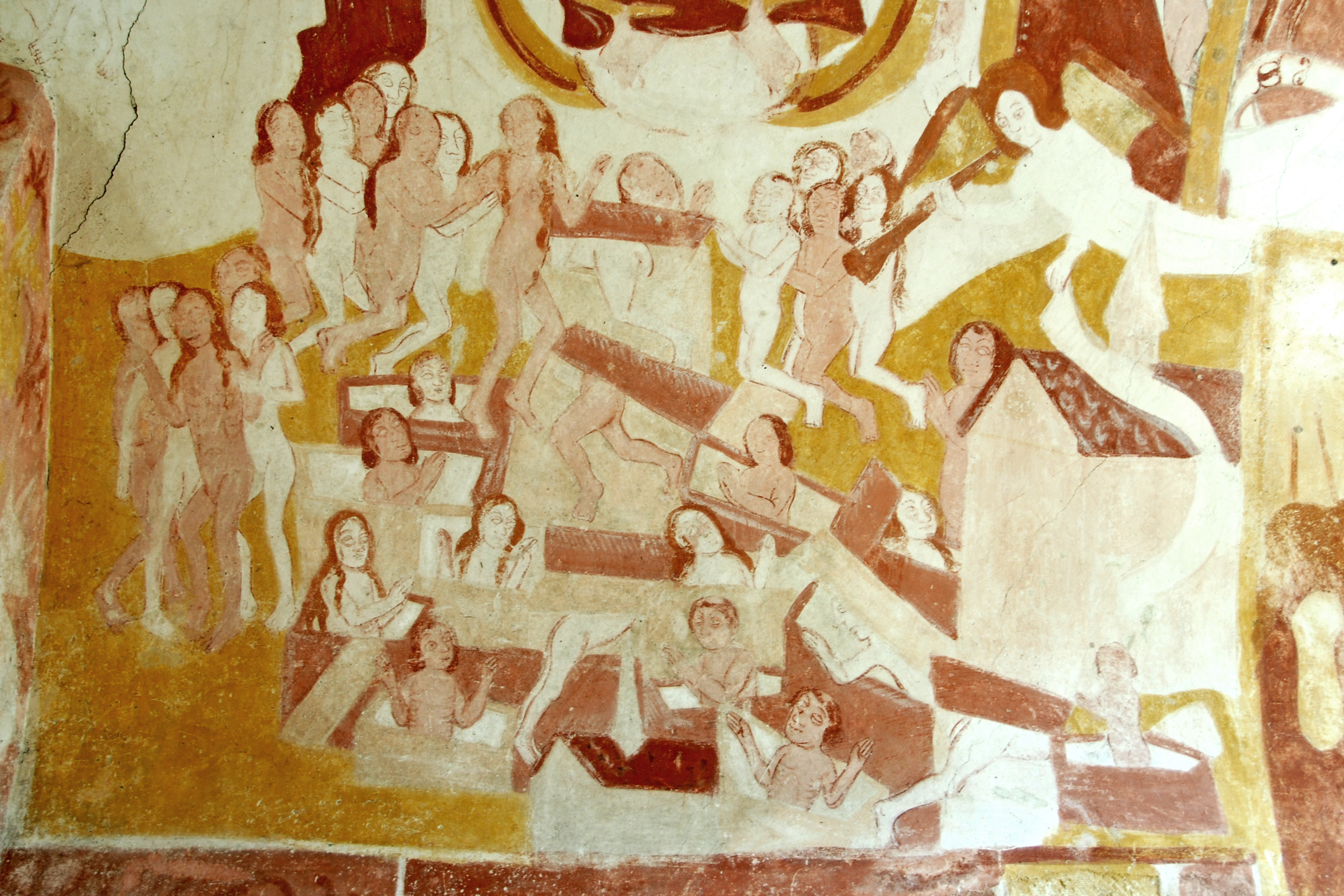
Die Gräber öffnen sich (Ausschnitt)
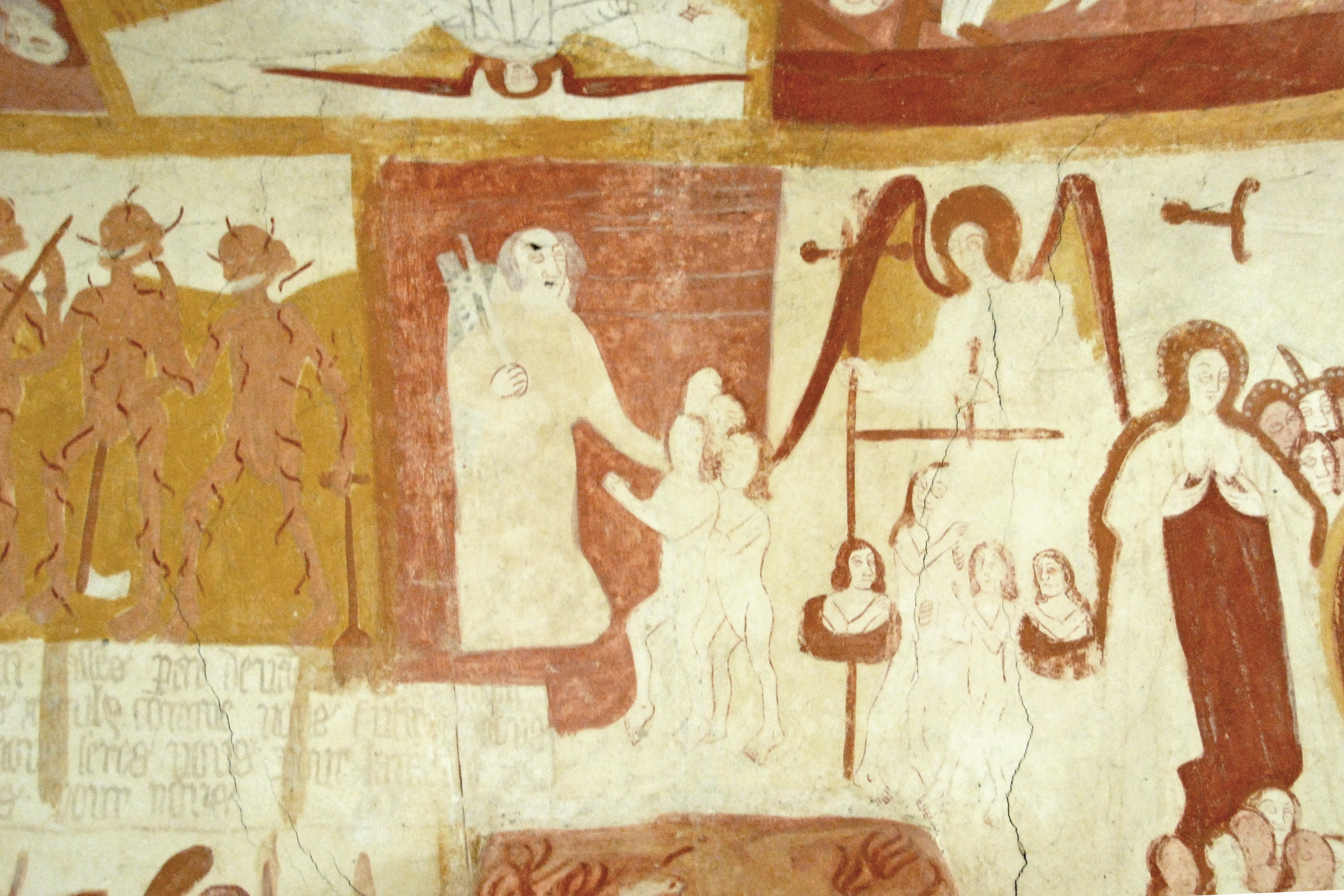
Petrus empfängt die Auferstandenen & Seelenwägung
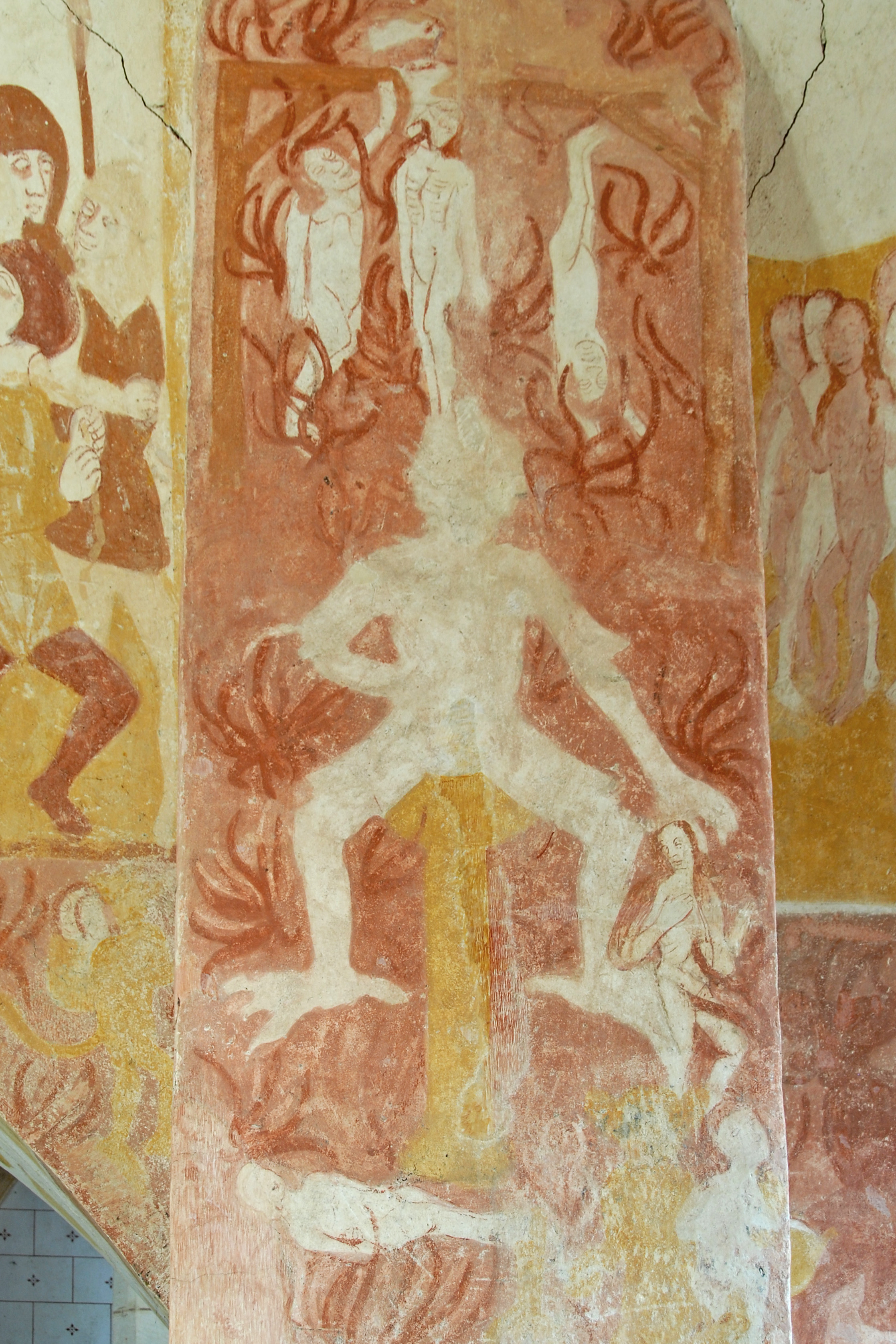
Die Hölle (Strebepfeiler, frontal)
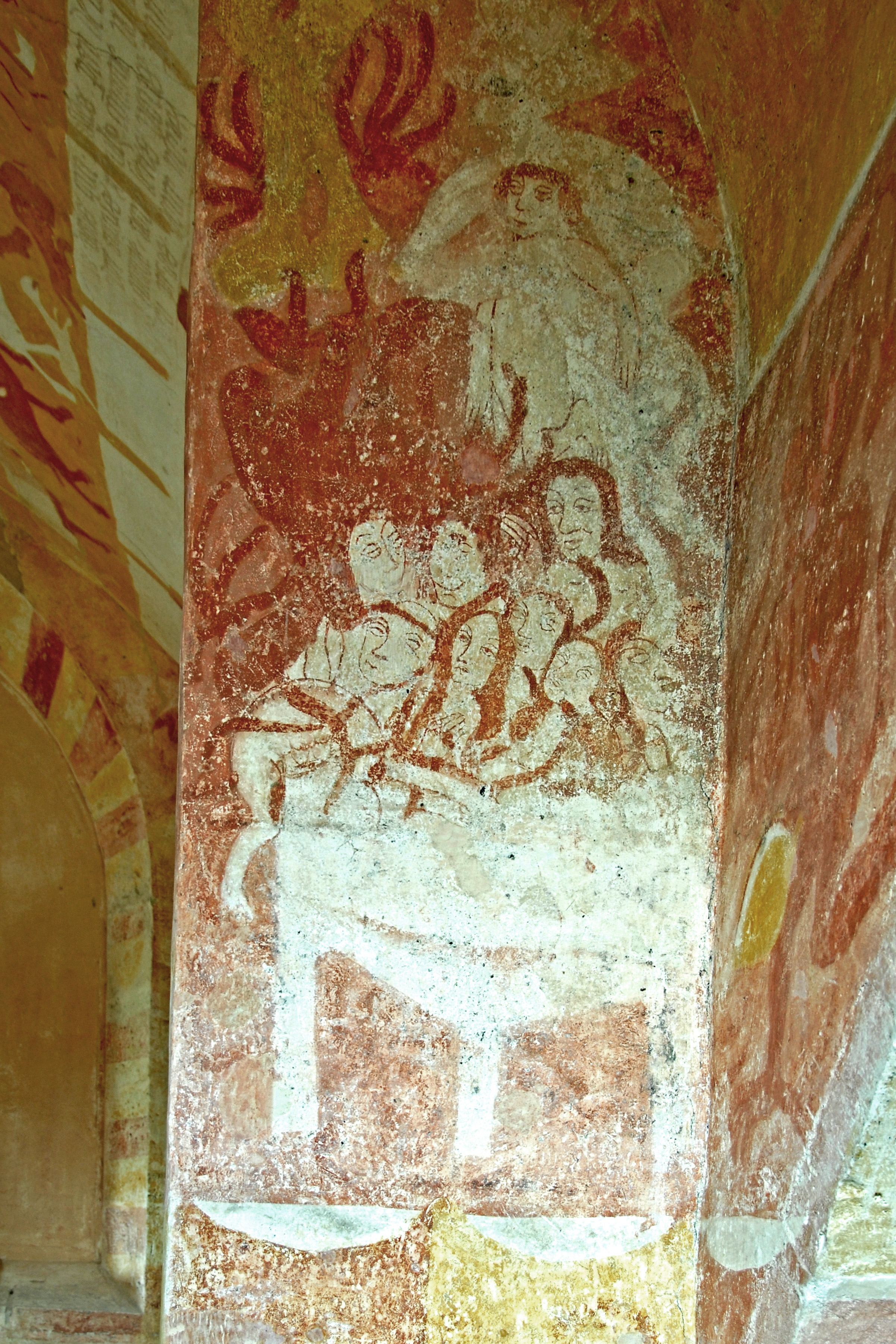
Die Hölle (Strebepfeiler, seitlich)

- Jesus mit der Dornenkrone

Der linke Streifen zeigt Jesus im roten Mantel. Die Dornenkrone auf seinem Haupt wird von den Peinigern mit Stöcken fester an den Kopf gedrückt.

„Die Soldaten brachten Jesus in ihre Unterkunft und riefen die ganze Mannschaft zusammen. Dann nahmen sie ihm seine Kleider weg und zogen ihm einen roten Mantel an. Aus Dornenzweigen flochten sie eine Krone und drückten sie ihm auf den Kopf. Sie gaben ihm einen Stock in die rechte Hand, knieten vor ihm nieder und riefen höhnisch: «Es lebe der König der Juden!» Alle spuckten ihn an und schlugen ihm mit dem Stock auf den Kopf.“

- Kreuztragung

Die große Szene über dem spitzbogigen Durchlass zeigt einen Ausschnitt der Kreuztragung. Halbrechts trägt der Gepeinigte das schwere Kreuz auf seiner rechten Schulter. Simon von Cyrene wird gezwungen, ihm beim Tragen des schweren Kreuzes zu helfen. Neben Jesus gehen zwei mit Lanze und Keule bewaffnete Söldner.

„Als sie aber hinauszogen, fanden sie einen Mann von Kyrene namens Simon; den zwangen sie, ihm das Kreuz zu tragen.“

Der Gruppe folgen zwei kleine, leicht bekleidete Männer, die von zwei mit Lanze, Streitaxt und Schlagstock Bewaffneten getrieben werden.

„Alsdann werden zwei Räuber mit ihm gekreuzigt, einer zur Rechten und einer zur Linken.“

Ihnen folgen vier trauernde Frauen, deren Häupter mit Nimben hinterlegt sind und oberhalb des Geschehens sieht man fünf weiße rechteckige Flächen, von denen die beiden rechts außen lateinische Inschriften enthalten. Diese Inschriften sind stark verblasst und es ist anzunehmen, dass auch die anderen drei Flächen einst Texte enthielten.
Der Zyklus wird nun von einer großen Szene, die das Jüngste Gerichts darstellt, unterbrochen. Es folgt danach:
- Jesus am Kreuz

Dieses Fresko ist stark beschädigt und lässt kaum noch Einzelheiten erkennen. Im Zentrum ist das alles überragende Kreuz, an dem Christus mit weit ausgebreiteten Armen und ohne Dornenkrone hängt, zu sehen. Nach alter Tradition ist sein Blick ruhig und fast horizontal gerichtet, nicht schmerzverzerrt geneigt, wie dies in vielen Werken des späteren Mittelalters üblich.
Links steht eine Gruppe von Frauen mit Nimben. Die Person in ihrer Mitte ist vermutlich die Maria. Unterhalb des Kreuzes befinden sich, teils in Bewegung, vier Personen, einer von ihnen, der mit dem Nimbus, ist Johannes. Hinter dem Kreuz Christi sieht man links ein kleineres Kreuz, das des einen Räubers. Das des zweiten Diebs ist nicht mehr zu erkennen.

„Es waren aber daselbst viele Weiber, die von ferne zusahen, welche Jesu von Galiläa nachgefolgt waren und ihm gedient hatten; unter welchen Maria Magdalene war und Maria, Jakobus' und Joses' Mutter, und die Mutter der Söhne des Zebedäus“

- Der auferstandene Christus leitet das Jüngste Gericht

Diese Szene ist die umfangreichste und reicht vom Scheitel des Wanddurchlasses bis hinauf zum Gewölbescheitel und schließt Teile des Strebepfeilers mit ein. Die Hauptszene ist horizontal etwa hälftig unterteilt: Der untere Teil stellt die Niederungen der Erde dar in der am Jüngsten Tag die Gräber aufbrechen und die Toten auferstehen werden. Konkret zu sehen ist ein Friedhof mit der Friedhofskapelle. Darüber wölbt sich das Himmelreich in dessen Mitte der auferstandene „Weltenrichter“ in einer fast kreisrunden Mandorla thront und seine Wunden zeigt. Rechts, auf der Höhe seines Kopfes, befindet sich ein fast waagerechtes positioniertes Schwert, das die Macht des Richters symbolisiert. Auf seiner Rechten steht die Gottesmutter, auf seiner Linken der Apostel Johannes. Die Gruppe wird im Hintergrund durch Auferstandene und Heilige erweitert. Ober- und unterhalb des Johannes blasen Engel auf ihren Schalmeien. Unter der Gruppe knien die Auferstanden in Erwartung ihres Urteils. Links von Maria ist der Erzengel Michael postiert, der die Seelenwägung (Psychostasie) vornimmt. Mit seiner Linken hält er die Waage, in deren Schalen die Seelen der Auferstandenen gewogen werden, hoch. Mit seiner Rechten umfasst er ein Kreuz, das Bestandteil der Waage ist. Weiter links empfängt Petrus die Auserwählten und hält in seiner Rechten den Himmelsschlüssel.
Auf dem Strebepfeiler darunter lodern die Flammen der Hölle, in deren Zentrum der Satan auf einem Hocker breitbeinig residiert. Seine Füße, in deren Mitte die ihn umgebenden unbekleideten Verdammten ausharren müssen, sind krallenbewehrt. Am oberen Rand erkennt man ein galgenartiges Gestell, an dem zwei Personen festgebunden sind; eine dritte ist kopfunter aufgehängt. Auf der rechten Pfeilerseite lodern ebenfalls die Flammen, und zwar unter einem großen Kessel auf einem Dreifuß. Im Kessel schmachten eng beieinander etliche Verdammte, wobei einer von ihnen an seiner Tonsur als Mönch zu erkennen ist. Darüber ergreift eine weitere Teufelsgestalt einen Sünder, um ihn in den Rachen eines Dämons zu stoßen.